# ロベルト・シューマン
ロベルト・アレクサンダー・シューマン（ドイツ語: Robert Alexander Schumann, 1810年6月8日 - 1856年7月29日）は、ドイツ・ロマン派を代表する作曲家。ドイツ語発音: [ˈroːbɛrt]に基づきローベルト・シューマンと表記されることもある。
ベートーヴェンやシューベルトの音楽のロマン的後継者として位置づけられ、交響曲から合唱曲まで幅広い分野で作品を残した。
とくにピアノ曲と歌曲において評価が高い。

## 概説
ツヴィッカウの裕福な家庭に生まれ、ライプツィヒ大学の法科に進むも、ピアニストをめざしてフリードリヒ・ヴィーク（1785年 - 1873年）に師事する。しかし、指の故障によりピアニストを断念、作曲家となる。ヴィークの娘でピアニストのクララ（1819年 - 1896年）との恋愛と結婚はシューマンの創作活動に多大な影響を及ぼした。文学への造詣も深く、1834年に「新音楽時報」の創刊に携わり、以後10年間にわたって音楽評論活動を行う。このころから精神障害の症状に悩まされるようになる。1844年にライプツィヒからドレスデンへ、1850年にデュッセルドルフへと移住して指揮者としても活動する。この間、子供向けのピアノ曲を作曲するなど教育分野での貢献も残した。1853年にヨハネス・ブラームス（1833年 - 1897年）と出会い、「新しい道」と題する論文で若き天才として紹介するが、翌1854年にライン川に投身自殺を図る。救助されたシューマンはボン近郊のエンデニヒの療養所に収容され、2年後の1856年に46歳で死去した。

## 生涯

### 生い立ち

#### 幼年時代（1810年-1820年）

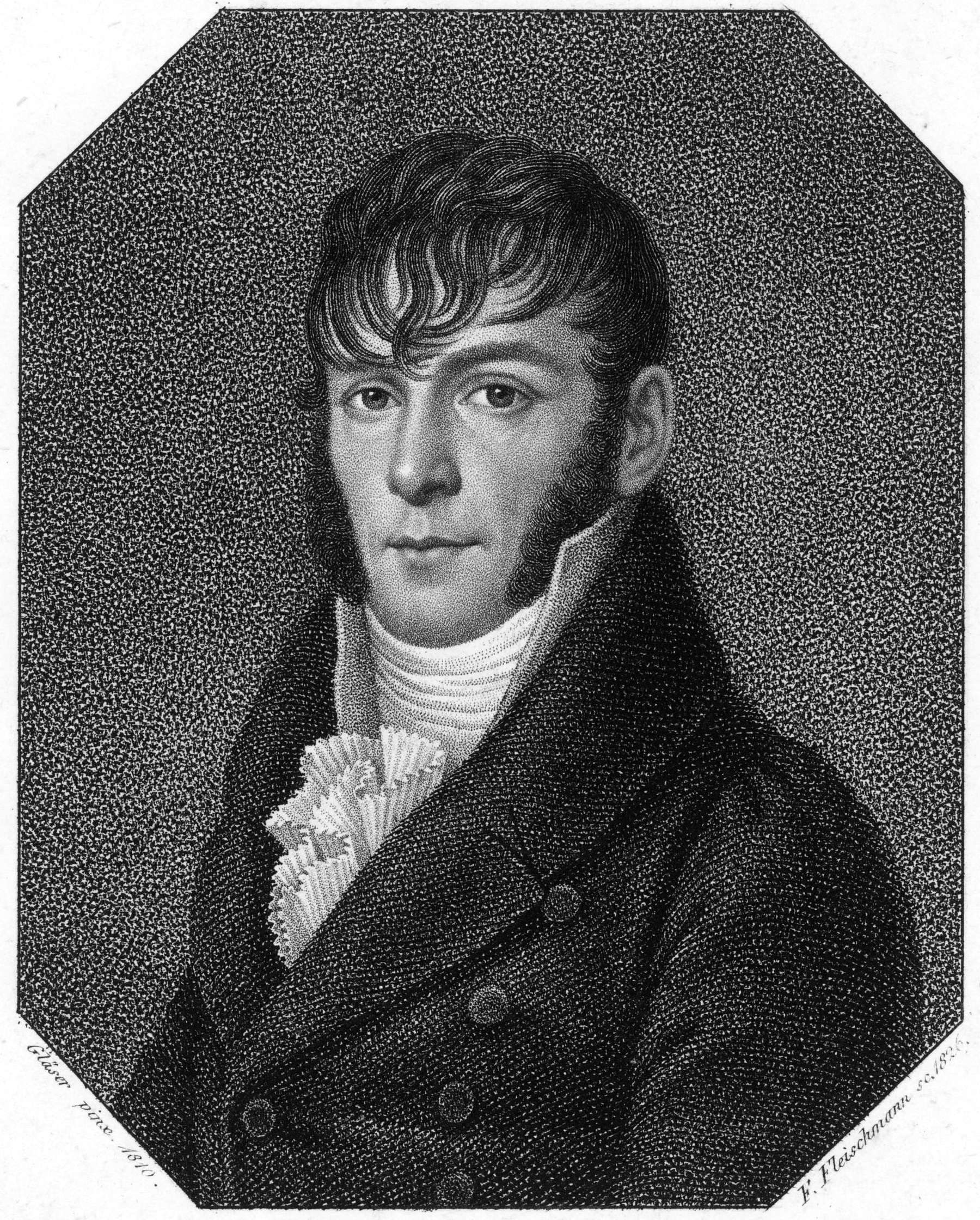
ロベルトの父、アウグスト・シューマン（1773年 - 1826年）

1810年6月8日、プロイセン王国のツヴィッカウで書籍販売・出版業を営んでいたアウグスト・シューマン（1773年 - 1826年）とその妻ヨハンナ（1767年 - 1836年）との子として生まれる。6月14日に自宅で洗礼を受け、市の書記官と郵便局長が代父を、商人ルッピウスの妻が代母を務めた。ツヴィッカウは2年後にザクセン王国の一部となる。
シューマンは5人兄弟の末子であり、兄3人、姉1人があった。

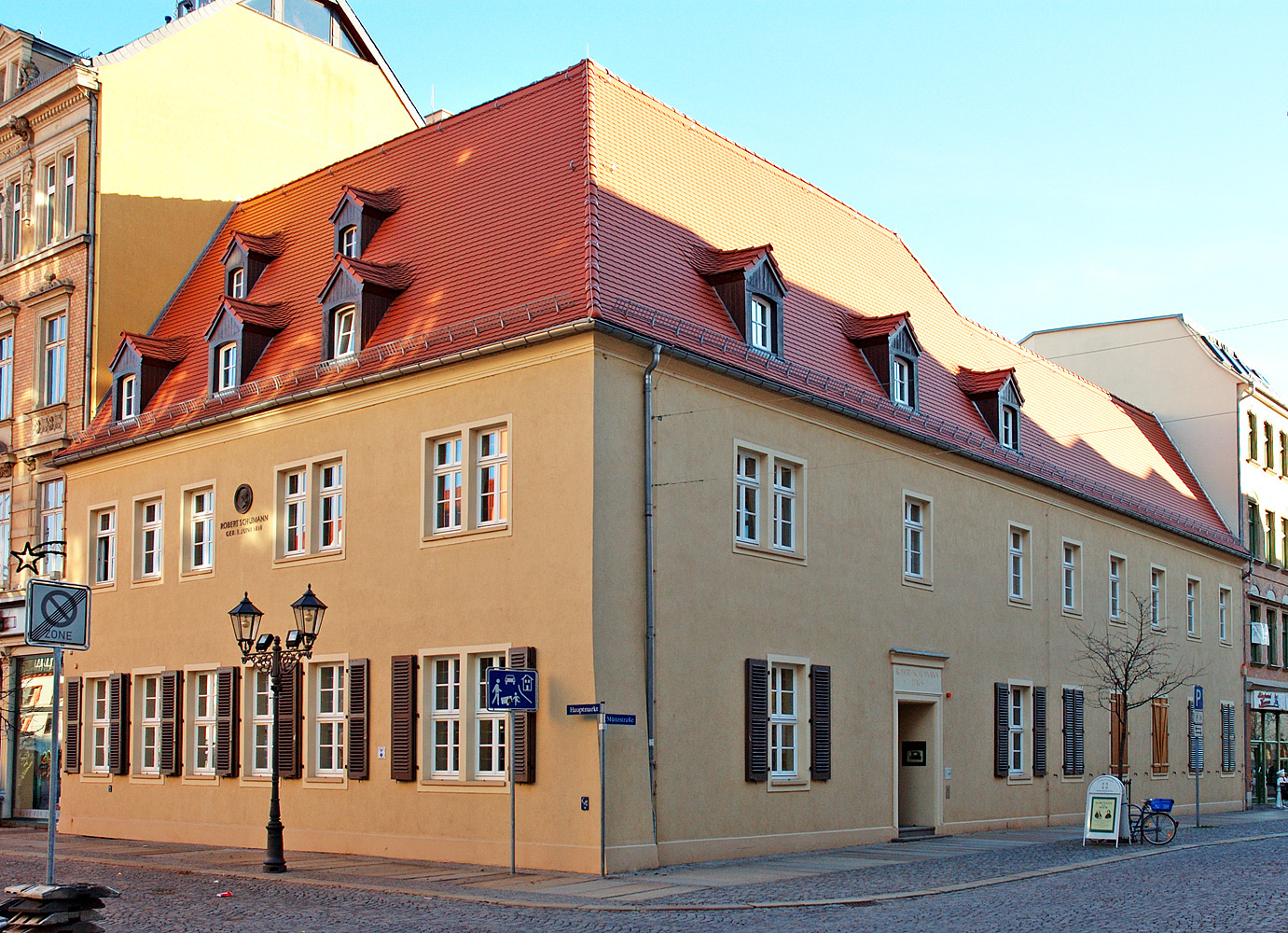
シューマンの生家（ツヴィッカウ、現シューマン博物館）

シューマンの両親はもともと南のテューリンゲン地方の出身であり、
シューマンの父方の祖父フリードリヒ・ゴットロープ・シューマンは、ライプツィヒの南、ゲーラ近くのエントシュッツ地区の牧師だった。
シューマンの父アウグストは、文学者を志しライプツィヒ大学に学んだ。1795年にツァイツ(de:Zeitz)の外科医の娘ヨハンナ・シュナーベルと結婚、1799年にロンネブルクで書店を開業し、1807年にツヴィッカウに移った。ツヴィッカウでは書店に併せて出版社を設立し、スコットやバイロンの翻訳全集などを出版した。アウグスト自身も中世の騎士や修道士を題材にした物語を書き、商業的な論文や雑誌の編集もこなした。事業に成功したアウグストは土地の名士となっていた。アウグストは非常に温厚で誠実な人柄であったとされており、シューマンが音楽の道を志すことも心から賛成していた。
シューマンの母ヨハンナは、外科医・軍医だったアブラハム・G・シュナーベルの長女として生まれ、彼女は短い詩を書いたり、ピアノで軽い旋律を弾いたりした。シューマンの四女オイゲーニエによれば、ヨハンナは歌を歌い、アウグストはモーツァルトのアリアをヨハンナに覚えさせたという。
シューマンの友人でヴァイオリニストのヴァジェレフスキ（de:Wilhelm Joseph von Wasielewski, 1822年 - 1896年）が1858年に出版したシューマンの最初の伝記によれば、ヨハンナは魅力的で知的だったが広い教養はなく、視野が狭かったとされる。その他の伝記では、現実的な性格として描かれている。

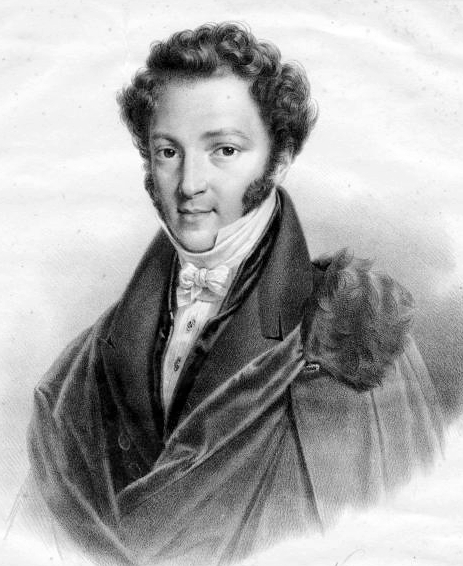
イグナーツ・モシェレス（1794年 - 1870年）

シューマンは3歳から5歳の間、代母であるエレオノーレ・ルッピウス夫人のもとに預けられ養育された。
両親はシューマンのために住み込みの家庭教師を雇い、シューマンは6歳から4年間、私立の初等予備学校で学んだ。
シューマンは7歳のときに父アウグストに連れられてドレスデンに行き、ウェーバー指揮によるベートーヴェンの交響曲を聴いて感動している。シューマンはこのころからピアノで小さな舞曲を作曲し、周囲の注目を集めるようになった。さらに1819年夏、9歳のときに父同伴でボヘミアのカールスバートに出かけ、イグナーツ・モシェレス（1794年-1870年）のピアノ・リサイタルを聴いて圧倒的な感銘を受けた。この体験は、シューマンがピアニストを目指すきっかけとなった。
また、この年にはライプツィヒで初めてのオペラ、モーツァルトの『魔笛』に接した。これにもシューマンは強烈な刺激を覚え、モーツァルトのオペラからの抜粋をピアノ用に編曲している。

#### ギムナジウム時代（1820年-1828年）

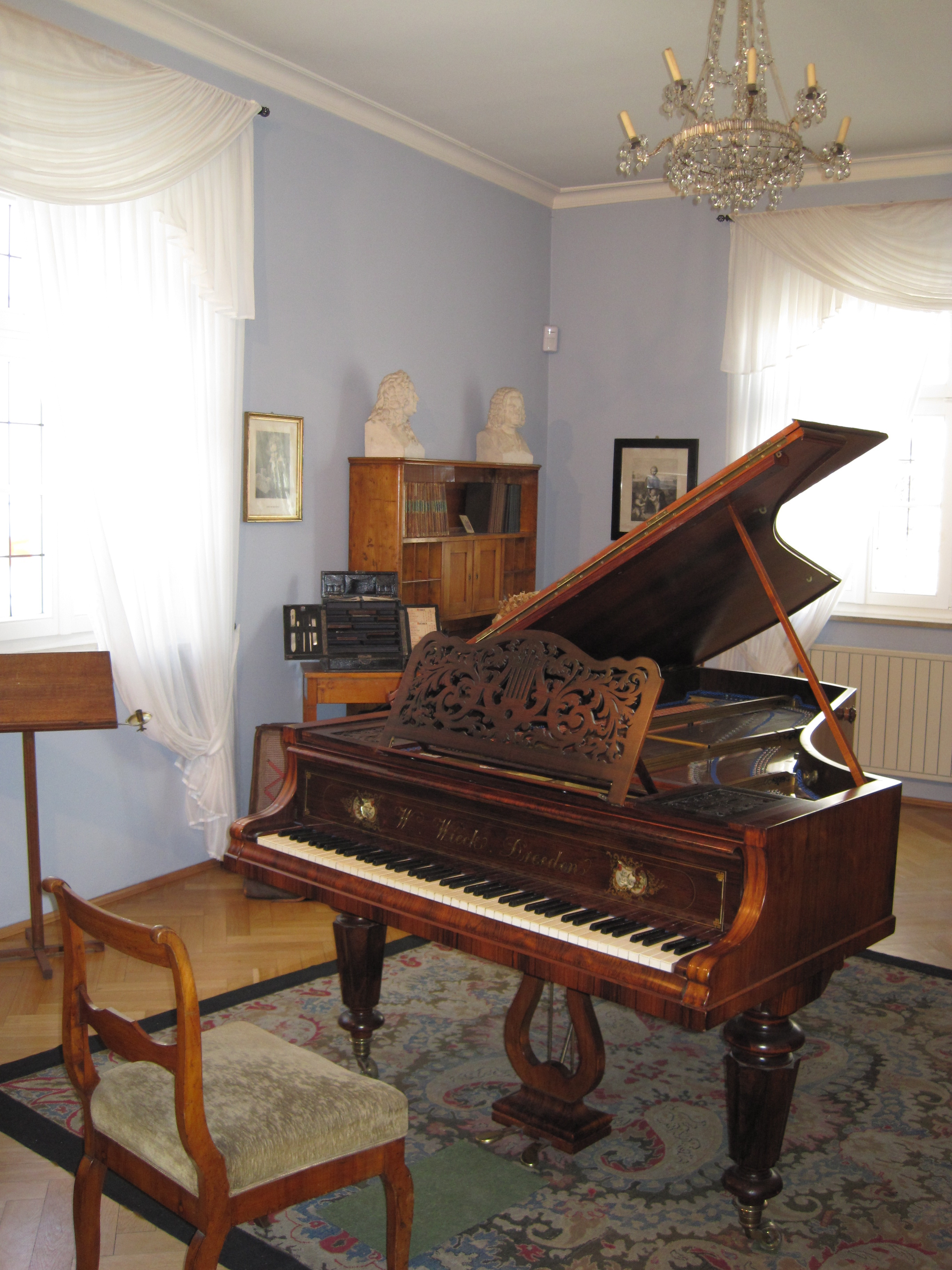
シューマンの生家にある音楽室（現シューマン博物館）

1820年3月、シューマンは10歳でツヴィッカウのギムナジウムに入学した。
シューマンにピアノを手ほどきしたのは、聖マリア教会のオルガニストを勤めていたヨハン・ゴットフリート・クンチュ（1775年 - 1855年）である。クンチュは高度な音楽知識や技能は持っていなかったが、シューマンの音楽に対する情熱を育てた。シューマンは後に、クンチュについて「（クンチュ）先生は私の音楽的才能を認め、いずれは私の天性がおもむくことになった音楽の道を示唆して下さった唯一の方です」と述べている。
クンチュの指導の下、シューマンは友人で同じくクンチュの弟子だったフリードリヒ・ピルツィングとともにハイドンやモーツァルト、ベートーヴェンらの管弦楽曲をピアノ連弾用に編曲して練習した。
父アウグストはシューマンの音楽的才能を認めて高価なシュトライヒャーのピアノを買い与え、シューマンはピアノを何時間も即興的に弾いた。
シューマンはギムナジウムで開かれた校内演奏会に出演し、難曲として知られるモシェレスの『アレクサンダー変奏曲』を弾いた。また、オーケストラや合唱を組織して詩や音楽の発表会などを主催した。
両親は、シューマンが友人たちと編成した小さなオーケストラのために、総譜や譜面台など必要な用具のすべてを寄贈するなど、シューマンの活動を支援した。
こうしたもとでシューマンは作曲を始め、1821年、11歳のときに合唱と管弦楽のためのオラトリオ『詩篇第150番』を作曲したのをはじめ、ピアノで即興的に幻想曲や変奏曲を作っては家族に聴かせるようになった。しかし、この時代の作品はほとんど失われている。
父アウグストはシューマンが音楽的才能を発揮することを喜び、シューマンが15歳のときにウェーバーに手紙を書き、息子を弟子にしてもらえないかと頼んだ。しかし返事はなく、ウェーバーは翌1826年6月に死去する。その2ヶ月後の8月にはアウグストも世を去った。父の死の数週間前には、姉のエミーリエが29歳で入水自殺していた。
ギムナジウム在学中、シューマンはツヴィッカウで父アウグストと親交のあった郵便局長ヨハン・ゲオルク・シュレーゲルや製造業者カール・エルトマン・カールス（1780年 - 1842年）などの私邸で開かれる音楽会やサロンに迎えられた。
カールス家でしばしば開かれた室内楽音楽会では、1827年にカールスの甥でコルディッツ(de:Colditz)の医師エルンスト・カールスとその妻アグネス（1802年 - 1839年）と知り合う。8歳年上のアグネスは容姿端麗な歌手で、シューマンはシューベルトの歌曲のピアノ伴奏を引き受けるなどするうちに彼女に魅せられ、夏休みの間、アグネスについてコルディッツまで行き、そこでまた音楽をともにするほどであった。
シューマンはこの時期、アグネス以外にもナンニ・ペッチュ、リディ・ヘンペルという二人の少女と交際しており、ほとんど同時進行で恋愛を楽しんでいた。またシューマンは、このころからシャンパンや葉巻きたばこを嗜むようになった。

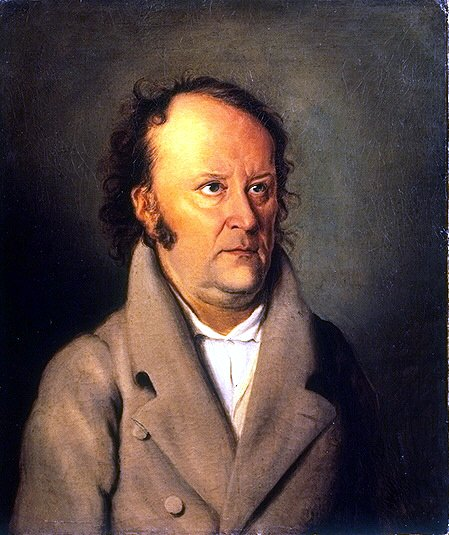
ジャン・パウル（1763年 - 1825年）

一方、シューマンは文学にも情熱を燃やした。
シューマンは早くから父アウグストの編集を手伝いながら古今の文学書に親しみ、詩や戯曲を書くようになった。13歳のときには父が刊行する雑誌に短文を寄稿し、1828年にはシューマンの詩がドレスデンの夕刊紙に掲載された。
ギムナジウムでは15歳で「ドイツ文学」サークルに入り、リーダー的存在となる。このサークルを通じてシューマンはシラー、ゲーテ、クロプシュトック、ヘルダーリン、ホフマンらの作品に親しみ、とくにシラーとゲーテは彼にとって偶像的存在となった。
とりわけシューマンに大きな影響を与えたのは、ドイツ・ロマン派の作家ジャン・パウル（1763年 - 1825年）である。ジャン・パウルの空想に満ちた文学的スタイルにシューマンが魅了されたのは1827年ごろで、父アウグストもジャン・パウルを愛読していた。
『巨人』、『生意気ざかり』、『見えない少舎』、『宵の明星』などのジャン・パウル作品をシューマンは精読し、傾倒のあまり、自分より傾倒の度合いの少ないものを敵対者と見なしかねないほどだった。
また、ホメーロス、ソポクレス、ホラティウス、プラトン、キケロ、タキトゥスなどの古典やバイロン、シェイクスピアなどの外国作品にも接しており、後にシューマンが音楽評論で見せることになる対話体の手法は、プラトンによるところが大きいとされる。

#### 大学時代（1828年 - 1830年）

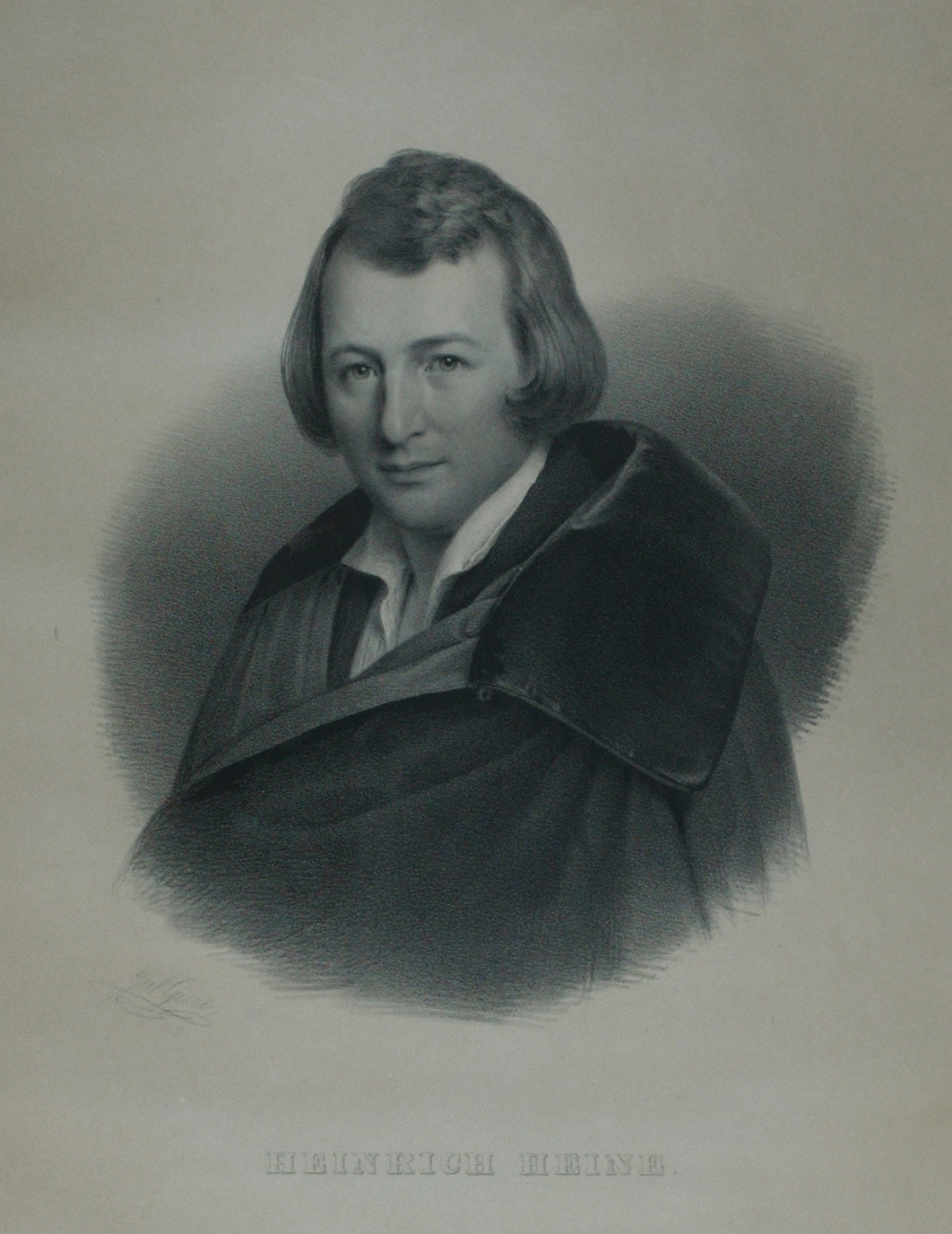
ハインリヒ・ハイネ（1797年 - 1856年）

1828年3月にツヴィッカウのギムナジウムを優等で卒業したシューマンは、友人エミール・フレクシヒ（1808年 - 1878年）に宛てた手紙に次のように書いた。
シューマンはライプツィヒ大学法科に進学した。これは、シューマンの母ヨハンナの意向および父アウグストの遺産を管理しシューマンの後見人を務めたゴットロープ・ルーデル（1776年 - 1859年）の勧めに従ったものだった。
同じライプツィヒ大学の神学科に進んでいたフレクシヒおよび法科のモーリッツ・ゼンメル（1807年 - 1874年）と同居生活を送ることになったシューマンは、ゼンメルの紹介でギスベルト・ローゼン（1808年 - 1876年）と知り合う。ローゼンはハイデルベルク大学に転校することになっていたが、ジャン・パウルの崇拝者であり、シューマンとたちまち意気投合した。4月、シューマンはローゼンをツヴィッカウに招き、5月の新学期を前に二人でバイエルン王国への旅に出た。バイロイト、レーゲンスブルク、アウクスブルク、ニュルンベルク、ミュンヘンを訪れ、バイロイトではジャン・パウルの未亡人ロルヴェンツェルからジャン・パウルの肖像画を譲り受けた。ミュンヘンでは詩人のハインリヒ・ハイネ（1797年 - 1856年）に会っている。
ハイネの印象について、シューマンは「ハイネは、人情味のあるギリシャのアナクレオンのように、ぼくを親しげに迎えてくれ、友情を込めて僕の手をしっかりと握ってくれました。（中略）ただ彼の口元には、辛辣で皮肉な微笑がありましたが」と書いている。
5月から学生生活が始まり、法律の勉強に取り組もうとしたシューマンだったが、大学の講義への出席率は次第に低下していった。シューマンは母親への手紙に、冷徹な法学を好きになれないと書き送っている。ライプツィヒの周辺には故郷のツヴィッカウのように森や野の自然がなかったことも失望につながった。
シューマンはピアノを入手し、学生仲間の中から弦楽器奏者を見つけて室内楽の演奏に熱中するようになった。このころ彼らが好んで取り組んだのはシューベルトのピアノ三重奏曲第1番だった。
また、1827年に死去したベートーヴェンを記念して、ライプツィヒ・ゲヴァントハウス管弦楽団がベートーヴェンの交響曲全曲演奏会を催し、シューマンはこれを聞いて強い印象を受けた。聖トーマス教会の礼拝ではバッハのカンタータなどを聞いた。
このころの習作として、歌曲や連弾のための8つのポロネーズ、ハ短調のピアノ四重奏曲などが試みられている。とくにピアノ四重奏曲は交響曲へ改作しようとした形跡も見られる。
ツヴィッカウで交流のあったアグネス・カールスの夫エルンストが1828年からライプツィヒ大学の医学教授となったことにより、シューマンはライプツィヒでカールス家と再会する。
カールス家で催された音楽会で、シューマンはピアノ教師のフリードリヒ・ヴィーク（1785年 - 1873年）とその娘のクララ（1819年 - 1896年）、ライプツィヒ歌劇場指揮者のハインリヒ・マルシュナー（1795年 - 1861年）、楽譜出版商ホフマイスター（de:Friedrich Hofmeister, 1782年 - 1864年）らと出会った。
ヴィークのピアノ授業料は高く、その指導は厳格な上に過酷、残忍とまでの評判を取っていたが、シューマンは母親に手紙を書いて許可をもらい、ヴィークにレッスンを申し込んで承諾された。娘のクララは当時9歳で、シューマンの前でフンメルのピアノ三重奏曲のピアノを担当し、シューマンによると「驚くほど巧みに」演奏した。クララはこの年の10月20日にエルネスティーネ・ペルトハーラーの演奏会に賛助出演して音楽界デビューを果たす。
こうしてシューマンは1828年の夏ごろからヴィークにピアノを師事し、クララとも親しくなった。
同じころ、シューマンはカールスの友人でブラウンシュヴァイクの楽長ゴットロープ・ヴィーデバイン（1779年 - 1854年）に自作の曲を送り、助言を頼んだ。ヴィーデバインからは、シューマンには天性多くのものがあるが、専門技術と音楽的要素の用い方がいまだ不十分との返事が来た。シューマンは1828年8月5日付のヴィーデバインに宛てた手紙に、「いまや作曲法の研究に取りかかるべきときと存じます。―私は、勇気を出して、楽音のオデオン（大劇場）へ上る階段に足を踏み入れたいと存じます」と感謝と決意を綴っている。
友人ローゼンからの手紙を読んだシューマンはハイデルベルク大学への転校を思い立ち、後見人のルーデルに相談して賛同を得た。当時ハイデルベルク大学にはティボー（1772年 - 1840年）やミッテルマイアー（de:Carl Joseph Anton Mittermaier, 1787年 - 1867年）ら高名な法科教授がおり、彼らの講義を聴くというのがシューマンの転校理由だった。しかし、実際のところシューマンは早朝からピアノに向かっており、頭の中に法律はすでになかった。また、ティボー教授が音楽サークルを指導しており、『音楽芸術の純粋性について』という著書もあることへの期待もあった。
友人のゼンメルはシューマンに法律か音楽かどちらかを選ぶよう忠告したが、シューマンはこのときは決定できなかった。

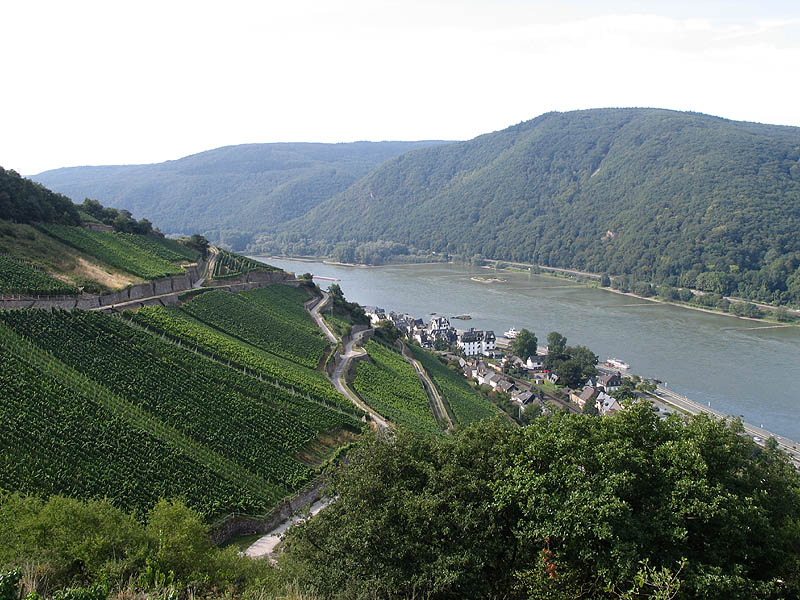
ライン川とラインガウの谷

1829年5月、ツヴィッカウに戻ったシューマンは、ハイデルベルクに向かう旅で南ドイツを回った。マイン川およびライン川沿いを馬車で下り、フランクフルト、マインツ、コブレンツなどを経由して5月21日にハイデルベルクに到着した。このとき初めてライン川を見たシューマンは感銘を受け、母親に宛てて次のように書き送っている。
この旅行では、当時ベストセラー作家だったヴィリバルト・アレクシス（本名ゲオルク・ヴィルヘルム・ヘーリング、1798年 - 1871年）と意気投合し、コブレンツまで同行した。フランクフルトでは、ベートーヴェンの弟子だったフェルディナント・リース（1784年 - 1838年）に会い、イギリス人のリース夫人に魅せられている。
同年の夏から秋にかけて、シューマンは再び旅行に出かけ、スイスと北イタリアを訪れた。ミラノ・スカラ座ではロッシーニのオペラを聴いた。旅行中、シューマンは持ち金を使い果たし、旅先から後見人に送金を催促する手紙を頻繁に出し、ミラノでは借金をしている。

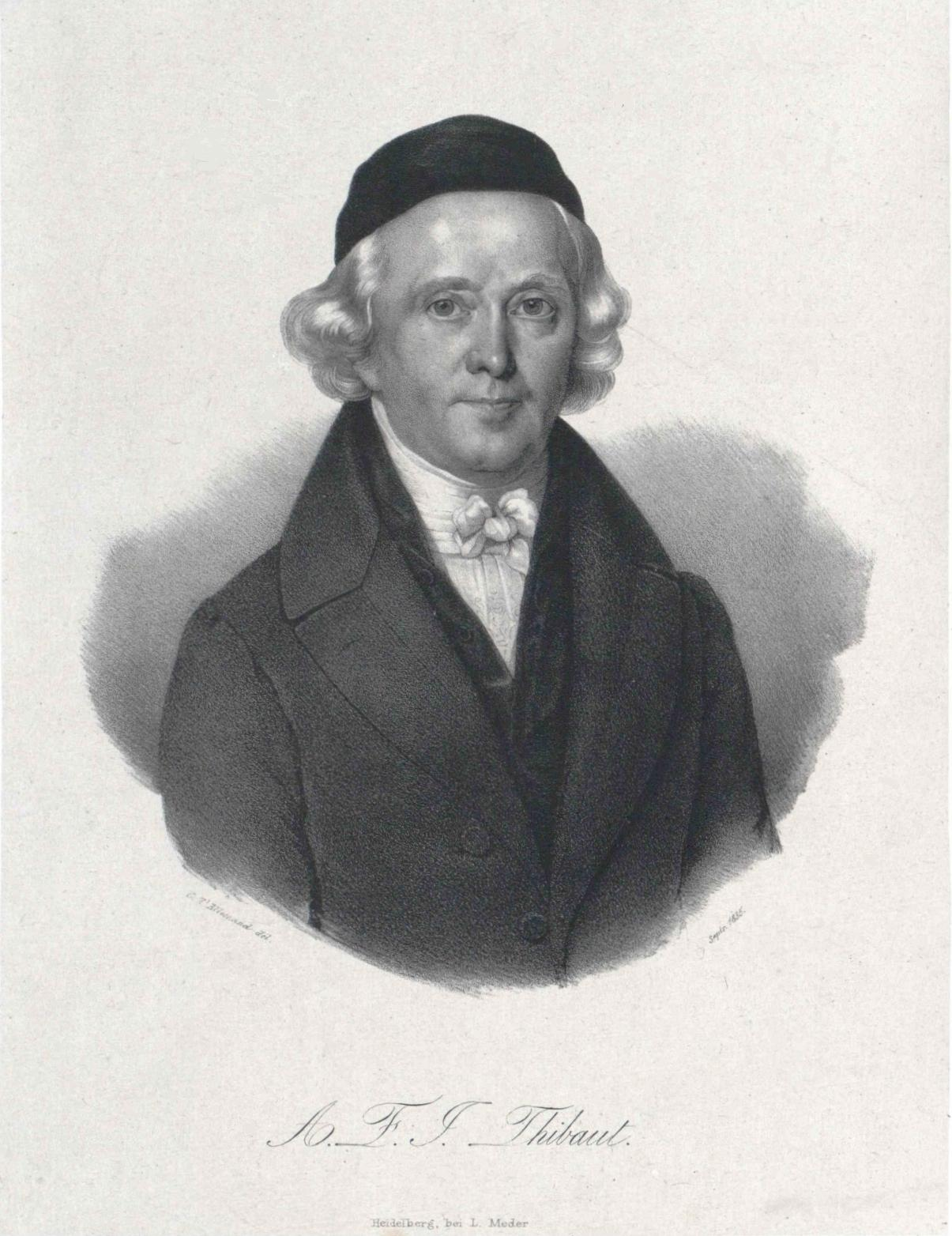
ハイデルベルク大学の法科教授、アントン・フリードリヒ・ユストゥス・ティボー（1772年 - 1840年）

ハイデルベルク大学のティボー教授は法律学の権威であるとともに熱心なアマチュア音楽家だった。彼は合唱団「ジングフェライン」を組織し、自宅では毎週木曜日の夕方に音楽会が開かれていた。ティボーは自らピアノを弾いてヘンデルのオラトリオを演奏した。シューマンの手紙によるとティボーは、神はシューマンに法律家としての運命を与えていないという見解を示し、シューマンは自分の時間をほとんど音楽に充てるようになった。
シューマンのピアニストとしての評判はハイデルベルクの外にまでおよび、バーデン大公妃ステファニー（1789年 - 1860年）に招かれてマンハイムで演奏するほどだった。
こうした時期に、作品1の『アベッグ変奏曲』が完成している。
ハイデルベルクでシューマンはシャンパンや葉巻きたばこを楽しむだけでなく、居酒屋やレストランを飲み歩き、ダンスパーティーやカーニバルの仮装大会などにも顔を出して地元の娘たちからも好かれた。彼は手紙で「ハイデルベルクの人気者」になったと自慢している。同時に浪費癖が目立つようになり、家族や後見人、友人にも金を無心する手紙を書いている。

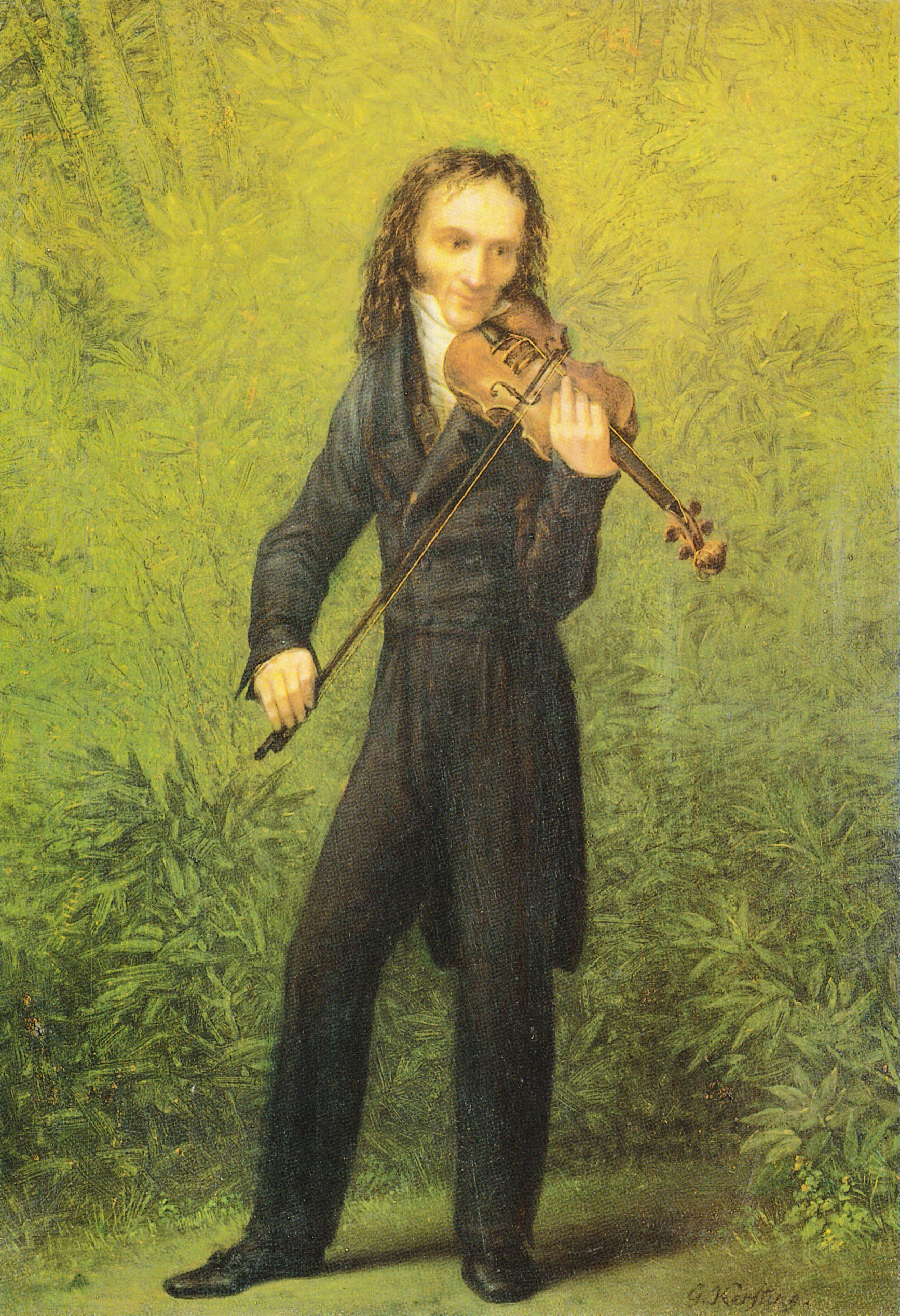
1830年頃のニコロ・パガニーニ（1782年 - 1840年）

1830年4月、友人たちとフランクフルトに出かけたシューマンは、ニコロ・パガニーニ（1782年 - 1840年）のヴァイオリン演奏を聴いて決定的な影響を受けた。彼は母ヨハンナに宛てて自分の決意を打ち明けた。
父アウグストとは異なり、母ヨハンナにとって音楽は「パンにならない芸術」であり、息子が法律の道に進むことが彼女の希望だった。シューマンの手紙にはヴィークの指導を受ける旨が書かれていたため、ヨハンナは彼に意見を求めた。ヴィークはシューマンを弟子として引き受けると回答し、それだけでなく、3年以内にシューマンをモシェレスやフンメル以上のピアニストに育てると約束した。これにより、ヨハンナはシューマンの意向をひとまず受け入れた。
ただしヨハンナの承諾は、シューマンをヴィークの弟子として6ヶ月間仮採用することが条件だった。
半年後にヴィークは、シューマンの才能と素質は彼が音楽家になるべきことを完全に証明するものであり、無理やり法律家にするのは愚かだと再回答した。ヨハンナはついに納得して、シューマンが音楽家になることを認めた
シューマンは1830年9月24日にハイデルベルクを発ち、10月にライプツィヒに戻った。シューマン20歳のときである。

### ライプツィヒ時代（1830年 - 1844年）

#### 指の故障によりピアニストを断念

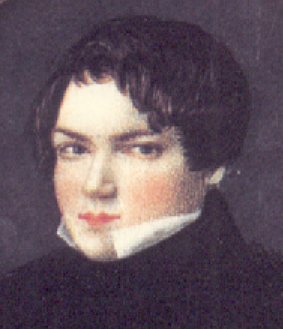
20歳のころのシューマン（1830年）

1830年10月にライプツィヒに戻ったシューマンは、ヴィークの家に住み込みでレッスンを受けた。また、ヴィークの紹介によりライプツィヒ歌劇場の指揮者ハインリヒ・ドルン（1804年 - 1892年）にも音楽理論を学ぶ。
しかし、気難しく厳格なヴィークに対して次第に不満を募らせたシューマンは、翌1831年8月に当時名ピアニストとして名声を博していたフンメル（1778年 - 1837年）に宛てて手紙を書いてヴィークへの不満を打ち明け、レッスンを受けたいと頼んでいる。シューマンはこのことをヴィークにも話し、激しい叱責を受けた。
1831年10月にヴィークがクララを連れて演奏旅行に出かけると、シューマンはヴィークの家を出た。
その後もヴィークとのレッスンは続けられたものの、シューマンは再びパーティや社交活動に精を出すようになる。シューマンは自分の下宿やカフェ・バウムなど街のコーヒー・ハウスで芸術好きな仲間たちと夜遅くまで音楽論議を交わした。この集まりは、後の「ダヴィッド同盟」の出発点となった。
このころの作品に、『蝶々』（作品2）がある。
1831年、シューマンは「自伝的覚え書き」に「テクニックの練習をしすぎて、右手がだめになってしまった」と述べており、この時期に右手を故障したものと見られる。
故障の原因として、シューマンが独自に工夫した機械装置によってピアノを練習したことが挙げられているが、詳しくは後段で述べる。
同じころ、シューマンは目の病気に罹り、失明する恐怖にも襲われている。
思い悩んだシューマンは、一時はチェロに転向することや音楽をあきらめて神学の道に進むことも考えたが、1832年5月に作曲で身を立てる意志を固めた。
いったんピアノを離れて交響曲の作曲を試みたシューマンだったが、『ツヴィッカウ交響曲』は未完に終わり、再びピアノ曲に専心するようになる。

#### 「新音楽時報」の創刊と「ダヴィッド同盟」

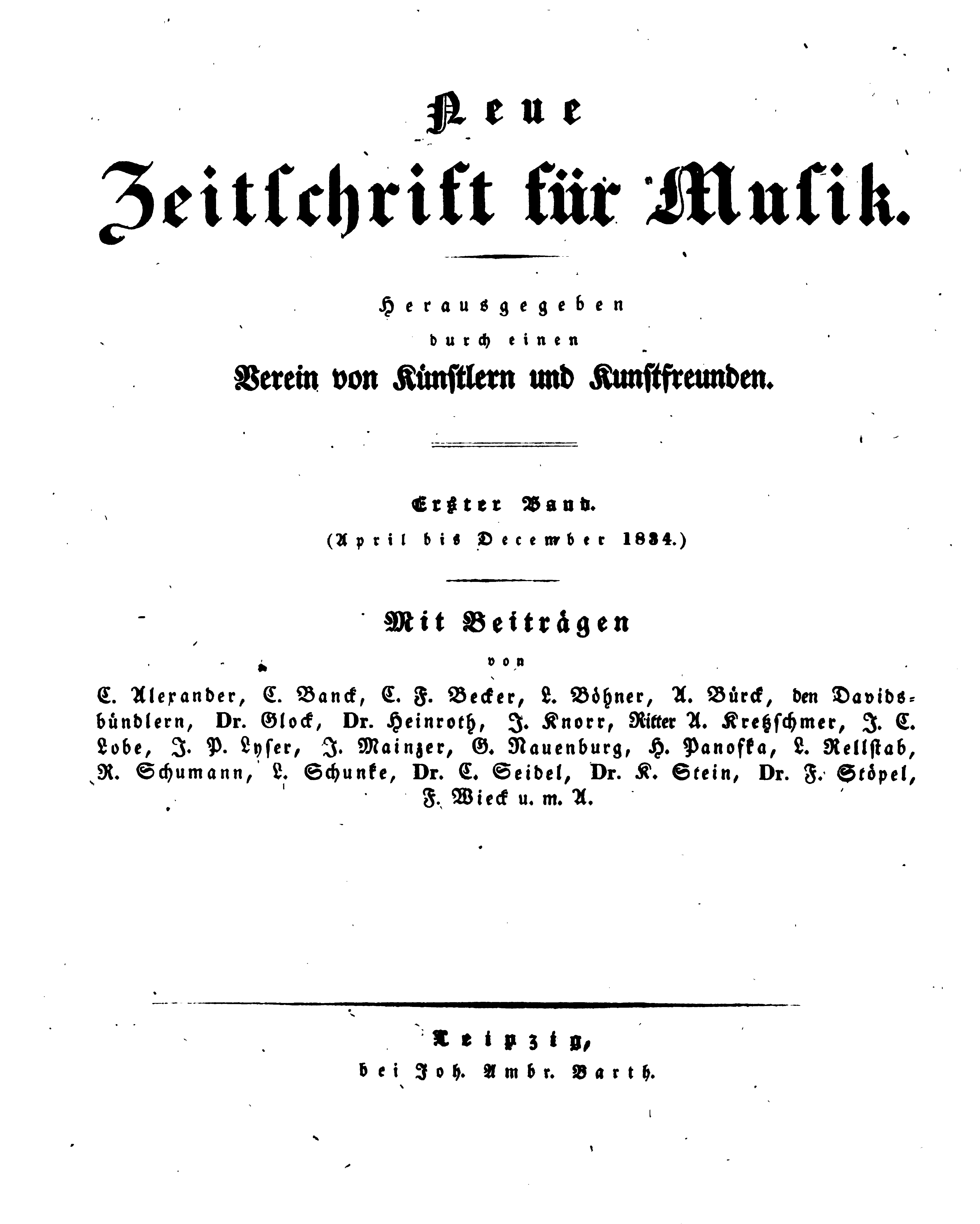
「新音楽時報」の表紙（1834年）

シューマンは1832年、ライプツィヒの「一般音楽新聞」に「諸君、脱帽したまえ、天才だ」としてショパン（1809年 - 1849年）を紹介する論文を投稿していたが、ドイツで流布している音楽批評の水準に不満を感じていた。このため、1833年ごろからカフェ・バウムなどで友人や音楽関係の知己たちと新しい雑誌を発行する可能性について話し合い、1834年4月3日に「新音楽時報」(Neue Zeitschrift für Musik)を創刊する。
「新音楽時報」の初代編集主幹はユリウス・クノル（1807年 - 1861年）であり、シューマンは編集の手伝いをしていたが、まもなく仕事のすべてを引き受けることになった。
シューマンは「新音楽時報」の中で、「新しい詩的な時代」を準備するために低俗なペリシテ人と戦う「ダヴィッド同盟」というコンセプトを創り出し、「フロレスタン」や「オイゼビウス」といったペンネームにより自身の分身を登場させた。
（詳しくは、#音楽評論を参照のこと。）

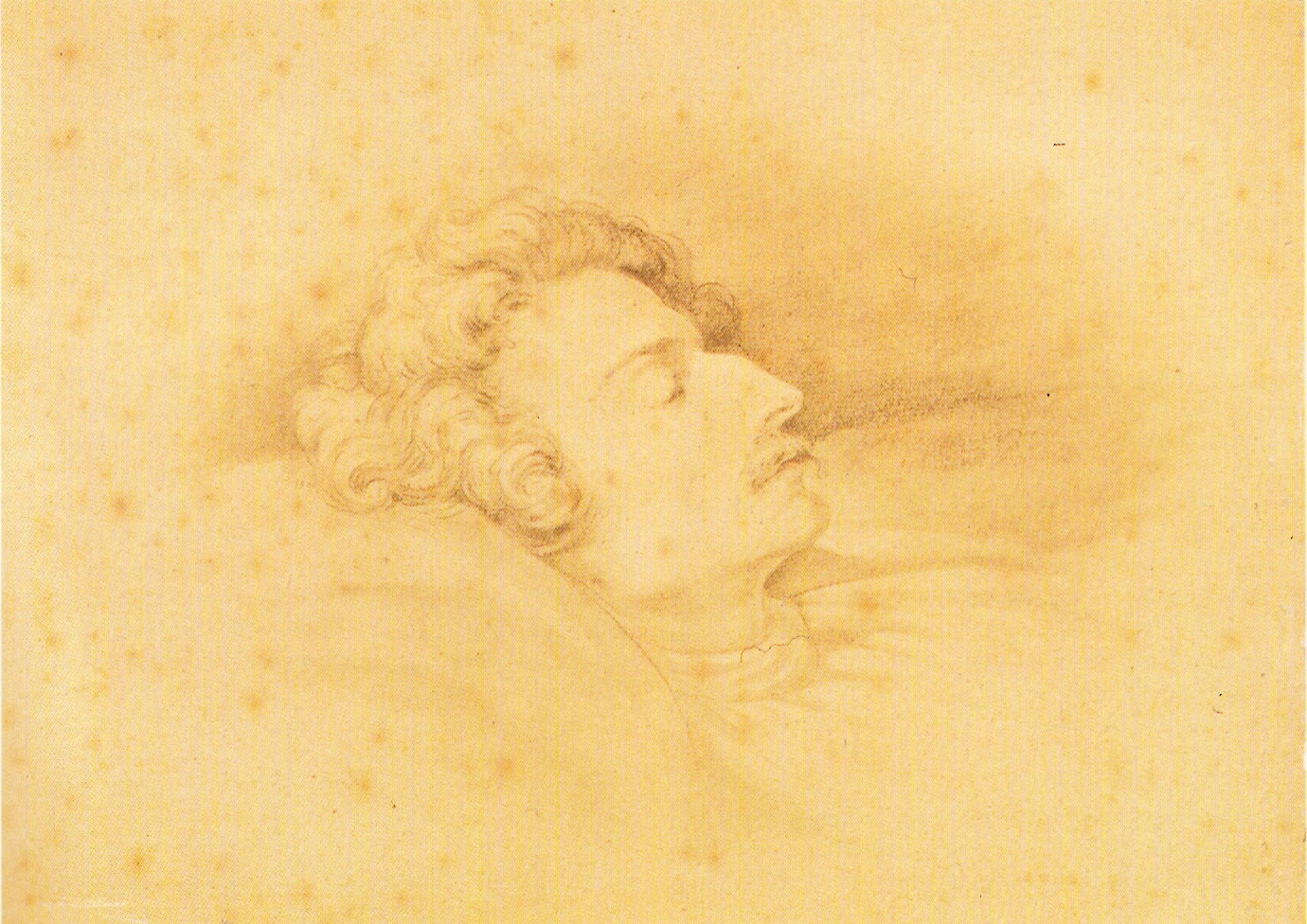
死の床のルートヴィヒ・シュンケ（1834年）

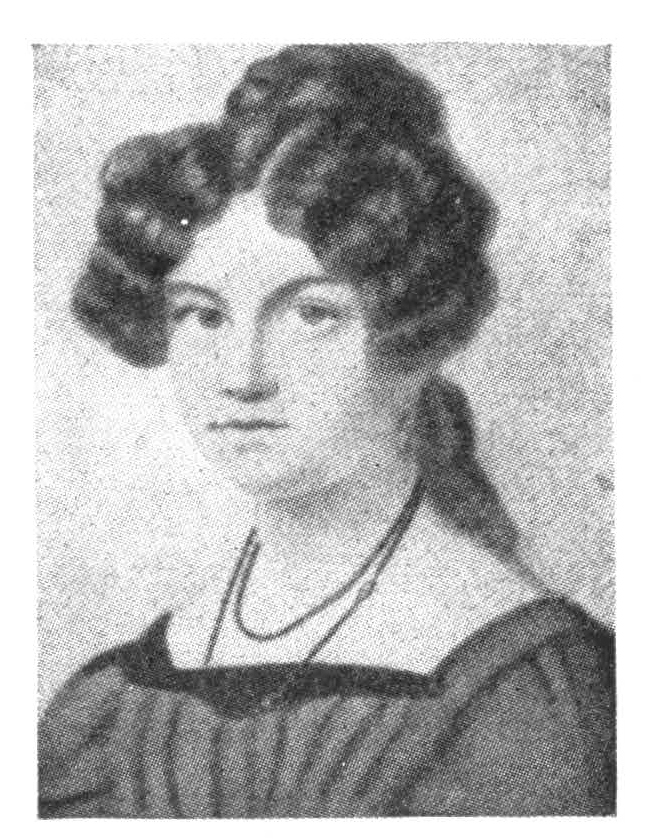
ヘンリエッテ・フォイクト（1808年 - 1839年）

1833年秋に兄ユリウスと兄嫁ロザーリエが相次いで死去したことにより、シューマンは孤独と恐怖感に苛まれた。
この年の日記に、シューマンは次のように書いている。「これより僕の生涯に、大きい断面。10月から12月にかけ、怖ろしい憂鬱病に悩む。気が狂うという固定観念が僕をとりこにした」。しかし、友人のルートヴィヒ・シュンケ（de:Ludwig Schuncke, 1810年 - 1834年）や芸術家のパトロンだった商人カール・フォイクト（1805年 - 1881年）とその妻ヘンリエッテ（de:Henriette Voigt, 1808年 - 1839年）らとの親しい交際が慰めとなった。
シューマンの友人たちの中でも、同じ下宿に住んでいたピアニストのシュンケとはとくに固い友情で結ばれていた。シューマンはシュンケに「使徒ヨハン」とあだ名を付け、作品7の『トッカータ』を彼に献呈している。
二人の友情はシュンケが1834年末に肺結核で死去するまで続いた。
また、シューマンはヘンリエッテに心惹かれており、彼女を「変イ長調の魂」と呼び、ピアノソナタ第2番を彼女に捧げている。

#### エルネスティーネとの交際

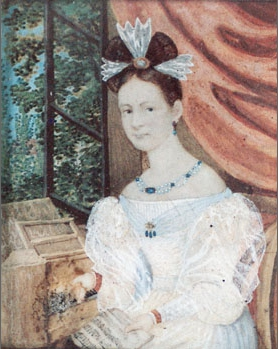
エルネスティーネ・フォン・フリッケン（1816年 - 1844年）

1834年4月、当時18歳のエルネスティーネ・フォン・フリッケン（1816年 - 1844年）がヴィークの新しい弟子としてヴィーク家に住み込んだ。
シューマンはエルネスティーネと恋愛関係となり、半年経たないうちに彼女と婚約するが、その後数週間のうちに双方の合意によって婚約は解消された。
エルネスティーネはフォン・フリッケン男爵とツェトヴィッツ伯爵夫人との間の私生児であり、イギリスの音楽学者、評論家のアラン・ウォーカーによれば、彼女はこうした複雑な家庭事情についてシューマンに率直に語らず、このことを知ったシューマンが傷ついたとしている。
二人の恋愛から生まれたのが、『謝肉祭』（作品9）と『交響的練習曲』（作品13）である。『謝肉祭』の中で、シューマンはエルネスティーネの出身地であるアッシュ(ASCH)の文字に基づく音型をちりばめている。
また『交響的練習曲』は、エルネスティーネの父フォン・フリッケン男爵が作曲した主題に基づく変奏曲である。
1835年からシューマンとクララとの恋愛が始まると、エルネスティーネは潔く身を引き、むしろ二人を励ました。

#### クララとの恋愛とヴィークの妨害
シューマンとクララははじめ兄妹のような関係だった。シューマンはクララや彼女の弟アルヴィンと散歩や遊びに興じ、お化けの話をして子供たちを震え上がらせたりした。しかし、エルネスティーネとの関係が終わると、シューマンの恋愛対象はクララに向かっていった。　
1835年秋、フェリックス・メンデルスゾーン（1809年 - 1847年）がライプツィヒ・ゲヴァントハウス管弦楽団の常任指揮者に就任し、10月4日に指揮者デビュー演奏会を開いた。これを聴いたシューマンは、「新音楽時報」で絶賛する。クララは1835年12月9日に16歳でゲヴァントハウスでのデビューを飾り、シューマンの故郷ツヴィッカウでも演奏会を開いた。このときシューマンはツヴィッカウまで戻ってクララに会っている。
シューマンとクララの関係に気づいたヴィークは、1836年1月にクララをライプツィヒからドレスデンに移り住まわせ、シューマンから遠ざけた。同年2月4日に母ヨハンナが死去するが、シューマンはクララの後を追ってドレスデンに向かい、2月7日から10日まで二人で過ごした。
以降、シューマンは一段と強くクララを求めるようになった。
このことを知ったヴィークは、クララをライプツィヒに連れ戻し、二人に罵詈雑言を浴びせた。シューマンはヴィーク家への出入りを禁じられ、クララは手紙の検閲や一人での外出禁止など、ヴィークの厳しい監視下に置かれた。ヴィークはライプツィヒでシューマンに出会うたびに悪罵を投げつけ、顔につばを吐きかけることもあったという。さらにヴィークはシューマンに生活力がなく飲酒癖があるなど虚偽・中傷を繰り返し、エルネスティーネとの恋愛事件を蒸し返して彼女の協力を得ようとした。シューマンを動転させるために、ヴィークの友人でクララの声楽教師だったカール・バンクにクララの恋人を演じさせようと試みてもいる。
ヴィークの妨害に疲れたクララは、一度はシューマンと別れることを承知し、彼のすべての手紙を送り返したこともあった。しかし1837年8月、クララはライプツィヒで開いたリサイタルでシューマンから献呈されたピアノソナタ第1番を弾いてシューマンに応え、8月14日、シューマンに宛てた手紙で結婚を承諾した。
1837年9月、シューマンはヴィークに手紙を書き、会見に応じてくれるよう懇願した。数日後にヴィークは会見に応じたが、ヴィークはクララをコンサート・ピアニストとして育てたのであって、主婦にするつもりはないと告げた。
シューマンは9月18日付けでクララに宛てた手紙に「父上との会見は恐るべきものでした。お父上は冷ややかで、敵意に満ち、混乱し、矛盾だらけでした。とにかく人を挫くことに思慮をめぐらし、人の胸に柄まで届けとばかりに匕首を突き刺してくるのです」と報告している。
クララはヴィークとともにたびたび演奏旅行に出かけるようになり、シューマンはクララと会うことも手紙のやりとりも禁止されていた。だが、彼は秘密裏にクララと文通して連絡を取り合いつつ、創作面では優れた作品を次々に書いていった。
クララはコンサートでシューマンの作品を演奏し、音楽によって二人は一体化した。ヴィークもこれを妨げることはできなかった。
日本の音楽学者前田昭雄（1935年 - ）は、クララとの結婚をめぐるヴィークとの闘いの年月は、シューマンの内面を危機的な深淵にまで沈めると同時に、そこから立ち上がる決定的な力ともなったとしており、この時期に相次いで成立したピアノソナタ第1番（作品11）、『幻想小曲集』（作品12）、ピアノソナタ第3番（作品14）、『子供の情景』（作品15）、『クライスレリアーナ』（作品16）、『幻想曲』（作品17）のすべてにわたり、クララへの愛に生を賭した実存的燃焼の表白が、「言葉なき」歌として、詩として劇として展開されていると述べている。

#### ウィーン滞在

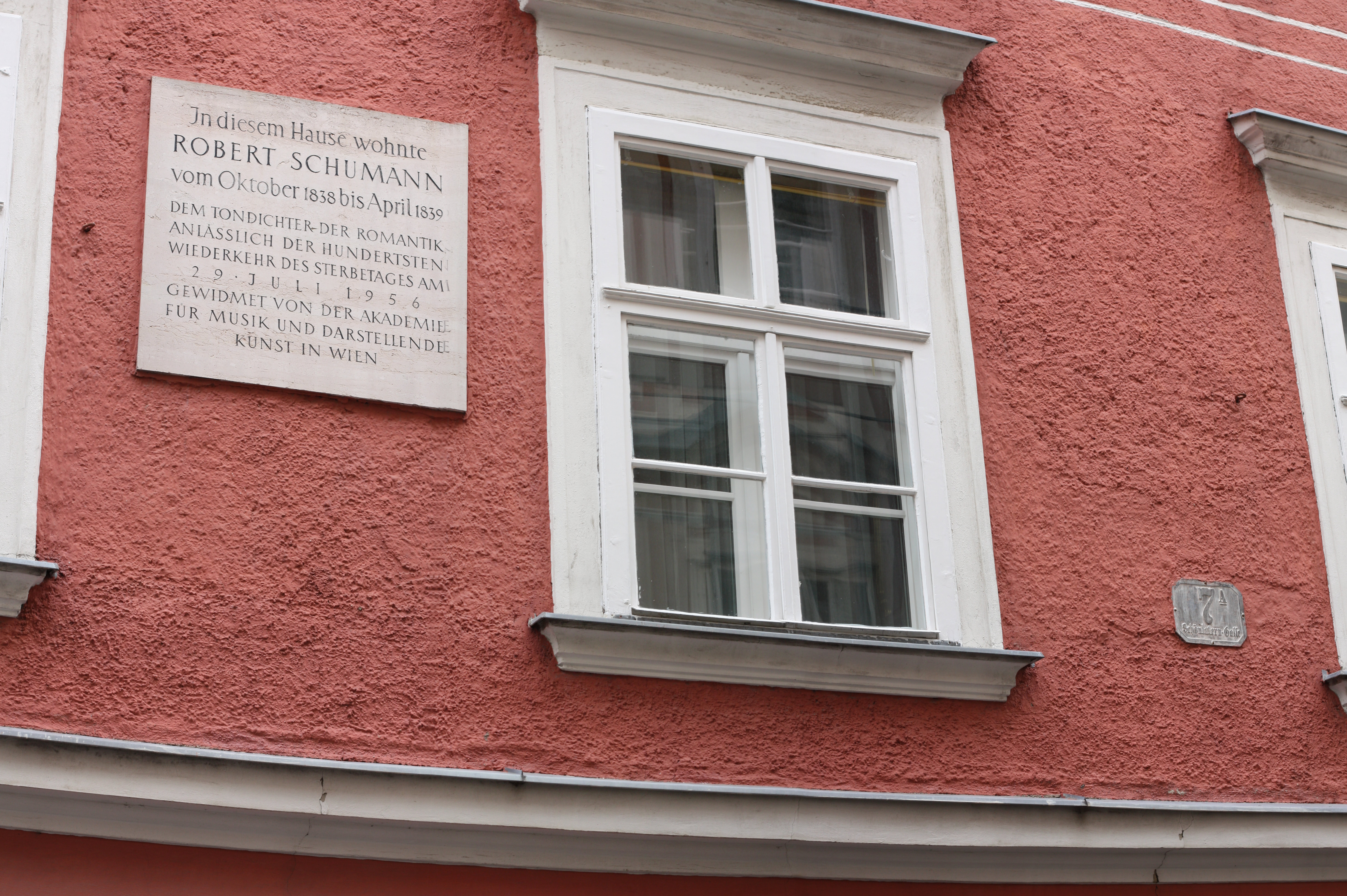
ウィーン滞在中にシューマンが住んだ家（1838年 - 1839年）

シューマンは1838年10月から翌1839年4月までウィーンに滞在した。クララがウィーンでの演奏会で大成功を収めたことを知り、クララのピアニストとしての活動と「新音楽時報」の本拠地をウィーンに移せばヴィークの束縛から逃れられるのではないかと考えたのである。
これには、詩人アーデルベルト・フォン・シャミッソー（1781年 - 1838年）の勧めがあったともいわれる。
同時にウィーンは、シューマンが1832年以来めざすべき「ベートーヴェンとシューベルトの楽都」でもあった。
しかし、ウィーンの出版社はむしろ敵意を持ってシューマンを迎えた。当時のウィーンは反動保守の政治体制下にあり、各地の自由主義運動や革命の波及を恐れて言論や出版の自由を圧迫していた。このためシューマンは「新音楽時報」が検閲によって押さえつけられることを恐れ、計画を断念する。
ウィーン滞在中、シューマンはベートーヴェンとシューベルトの墓を訪れた。ベートーヴェンの墓の前でシューマンは1本の鉄製のペンを拾って持ち帰った。
また、帰途にシューベルトの兄フェルディナント（1794年 - 1859年）の家を訪ね、シューベルトの遺稿の中から大ハ長調交響曲の草稿を発見した。
この交響曲は1839年3月21日、ライプツィヒのゲヴァントハウスでの演奏会でメンデルスゾーンの指揮によって初演され、爆発的な成功を収めることになる。

#### 結婚

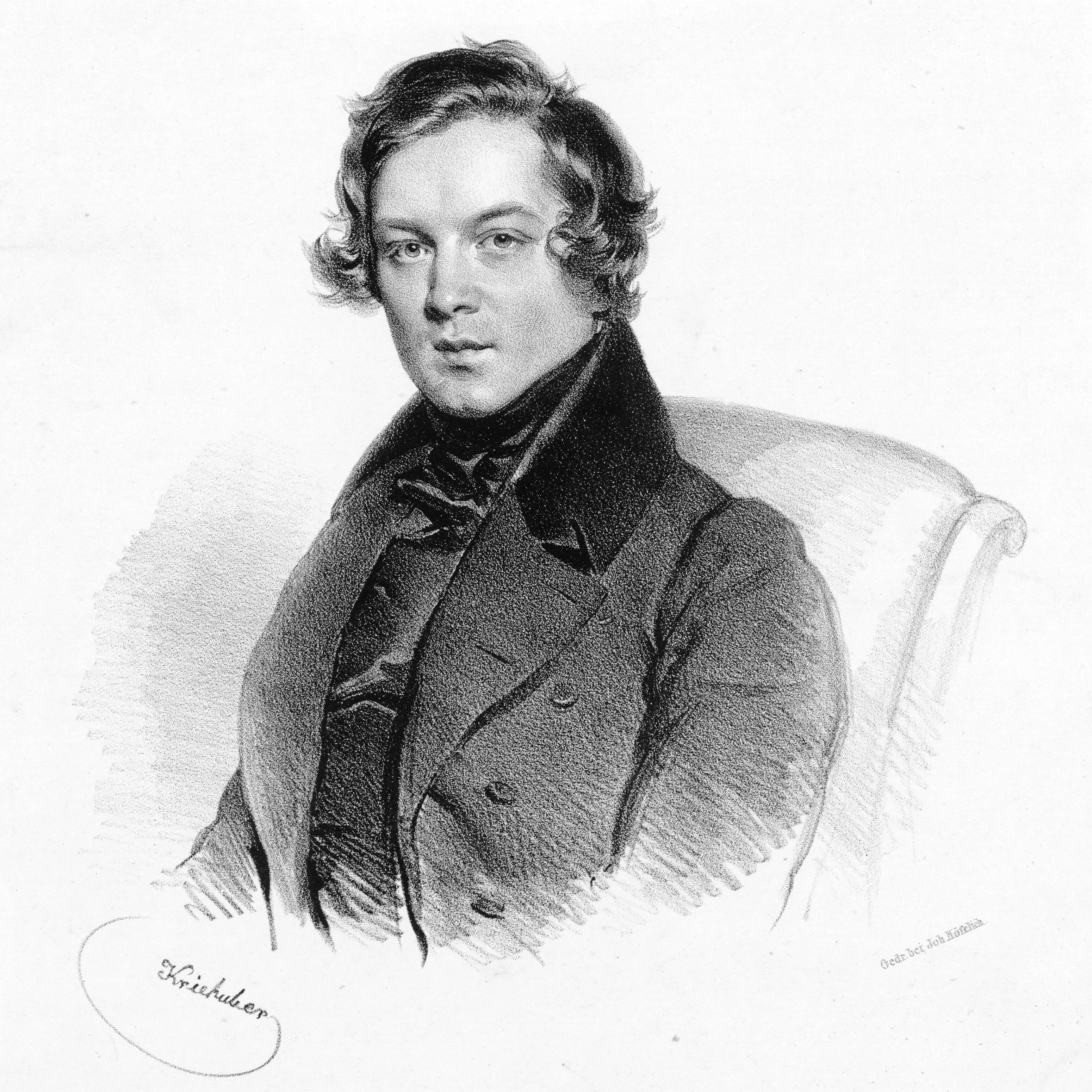
29歳のころのシューマン。ヨーゼフ・クリーフーバー（1800年 - 1876年）によるリトグラフ。1839年

もはやヴィークとの和解は不可能と考えたシューマンは、1839年6月15日、クララの同意を得て弁護士に訴訟手続きを依頼した。
同年7月、シューマンはヴィークと離婚していたクララの実母マリアンネ・バルギールをベルリンに訪ねてクララとの結婚の同意を得た。また、公的な地位を得ることが結婚に役立つかもしれないと考えたシューマンは、1840年2月、シェイクスピアと音楽との関係についての論文によってイェーナ大学の哲学博士の学位を取得している。
訴訟を知って激怒したヴィークは、クララがピアノを弾くことを禁じて家から追い出した。クララは、ベルリンから迎えに来たマリアンネとともに暮らした。ヴィークはクララの相続権停止などで対抗しようとしたものの、法廷では有効な申し立てができず、罵詈雑言をわめきちらして判事からたしなめられる有様だった。彼は街でシューマンに出くわすと平手打ちを食わせた。こうしたヴィークの極端な行動は、物笑いの種となった。形勢不利を悟ったヴィークは1840年1月、今度はクララの動揺を狙い、レーマンという偽名を使ってシューマンに対するありとあらゆる非難を並べ立てた手紙を書き、ベルリンで開かれたクララのリサイタル当日に届けさせた。この策謀は、クララの弟アルヴィンがシューマンに警告したため、シューマンはあらかじめクララに連絡を取って警戒させることができた。シューマンはこのことでヴィークを別件の名誉毀損で訴えた。
1840年8月12日にシューマンとクララの結婚を許可する判決が下され、二人は9月12日にライプツィヒ近郊シェーネフェルトの教会で結婚式を挙げた。翌9月13日はクララの21歳の誕生日だった。この結婚式には、4月に知り合ったばかりのフランツ・リスト（1811年 - 1886年）も出席している。
名誉毀損の訴えでもシューマンが勝訴し、1841年にヴィークはシューマンを中傷したことで2週間の禁固刑に処された。

#### 作曲分野の広がり
シューマンは1839年の時点では「声楽曲は器楽曲より程度が低い。―私は声楽曲を偉大な芸術とは認めがたい」と述べており、現に作品23の『4つの夜曲』までほとんどピアノ曲ばかり作曲していた。しかし、1840年にクララとの結婚が近づくと、一転して続々と歌曲を手がけるようになる。1840年3月から7月までの間に、シューマンは音楽史に残る5つの優れた歌曲集を作曲した。二つの『リーダークライス』（作品24および作品39）、『ミルテの花』（作品25）、『女の愛と生涯』（作品42）、そして『詩人の恋』（作品48）である。
これらを含め、この年に120曲以上の歌曲、重唱曲が作曲されている。これはシューマンが生涯に残した歌曲の大半を超えるものであり、1840年は「歌曲の年」と呼ばれる。
これについてシューマンは、「ほかの音楽には全く手がつかなかった。―私はナイチンゲールのように、死ぬまで歌い続けるのだ」と語っている。
結婚後、シューマンはクララとともにバッハの『平均律クラヴィーア曲集』を研究し、それが終わると、ベートーヴェンなどウィーン古典派の弦楽四重奏曲を勉強した。
1841年には交響曲第1番（作品38）が完成する。この交響曲はシューマンの「ライプツィヒ時代」を代表する作品であり、この曲の成功は、シューマンの創作活動においてピアノ曲と歌曲から交響曲作家への脱皮という画期をなすものとなった。
その後もシューマンは『序曲、スケルツォと終曲』（作品52）、ピアノと管弦楽のための幻想曲（後のピアノ協奏曲第1楽章）、ニ短調交響曲（後の交響曲第4番）などオーケストラ作品に取り組んだ。
翌1842年には、シューマンは室内楽曲の分野に足を踏み入れ、3曲の弦楽四重奏曲（イ短調、ヘ長調、イ長調の作品41）、ピアノ五重奏曲（作品44）、ピアノ四重奏曲（作品47）などが生まれた。
これには、フランツ・リストの勧めがあった。リストは、1839年6月5日付けの手紙でシューマンに室内楽曲の作曲を勧めていた。
これらにより、1841年を「交響曲の年」、1842年を「室内楽曲の年」と呼ぶことがある。

#### 家庭生活

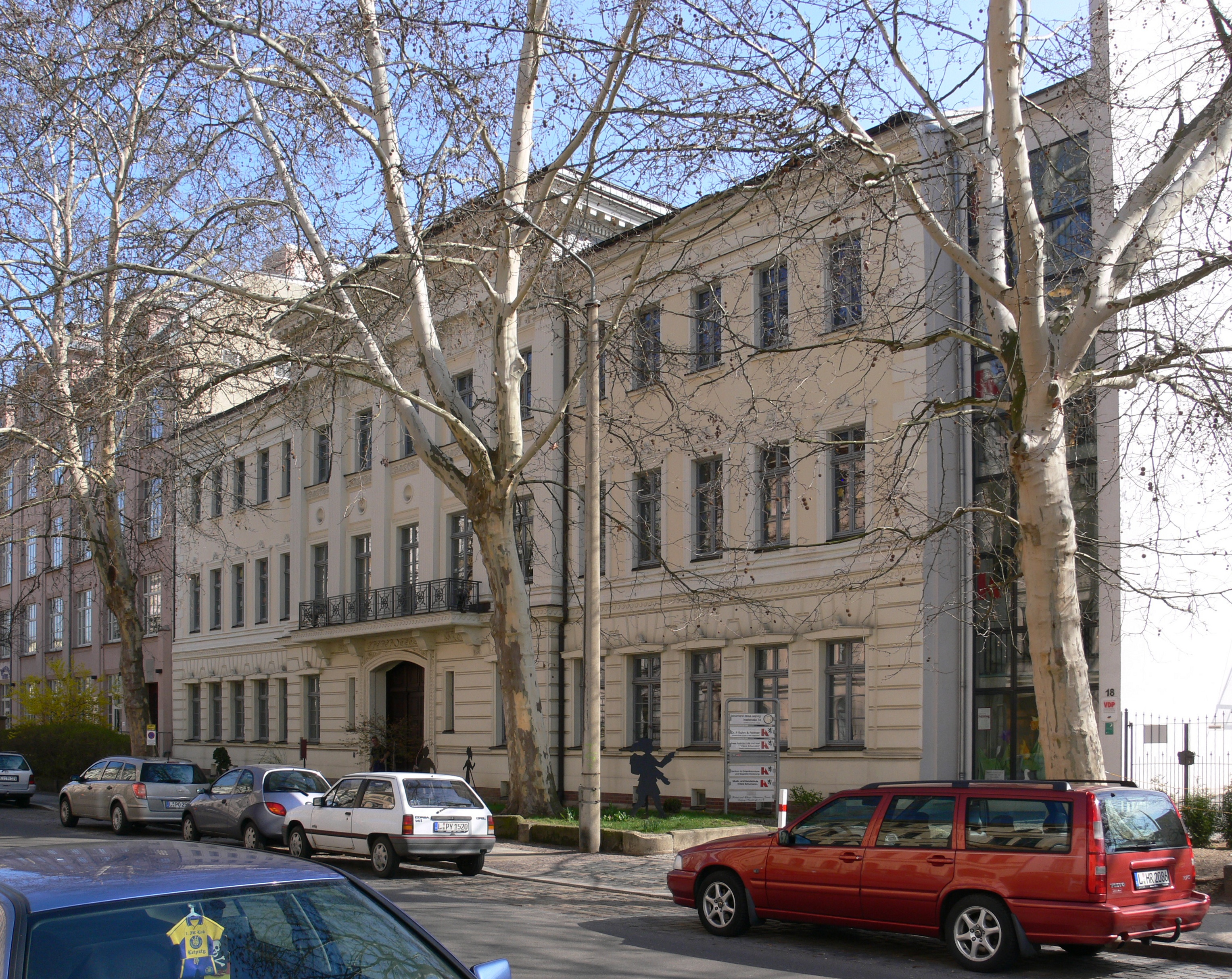
ロベルトとクララが暮らしたライプツィヒの家

シューマンとクララは幼いころから日記を付けており、二人は結婚と同時にそれぞれの日記をひとつに融合させ、互いに日々の出来事を報告し合った。毎週日曜日に一週間分の日記が朗読され、二人で反省したりコメントを付け合ったりした。
シューマンが家で作曲しているときにはクララはピアノの練習を控えた。このためにクララは結婚から5ヶ月後の日記に演奏力の低下を嘆いている。
シューマンとクララの間には、8人の子供が生まれた。
- 長女 マーリエ（1841年 - 1929年）
- 次女 エリーゼ（1843年 - 1928年）
- 三女 ユーリエ（1845年 - 1872年）
- 長男 エミール（1846年 - 1847年）
- 次男 ルートヴィヒ（1848年 - 1899年）
- 三男 フェルディナント（1849年 - 1891年）
- 四女 オイゲーニエ（1851年 - 1938年）
- 四男 フェリックス（1854年 - 1879年）[100]

シューマンは子供好きで、いくら多くてもかまわないという考え方であり、子供が増えるに従ってクララは演奏家と主婦、母親の両立に苦心することになった。
また、シューマンの収入だけでは生活費が足りず、クララは家計を支えるために演奏旅行の回数を増やさなくてはならなくなった。
クララの演奏旅行にシューマンが同伴すると、すでにピアニストとしての名声が高かったクララに比べて、シューマンは粗略に扱われた。1842年の演奏旅行ではオルデンブルクでクララ一人が宮廷に招待されたことに傷ついて、シューマンはライプツィヒに戻っている。
屈辱を味わった彼は、一時はアメリカへの移住を考えたほどだった。
1844年のロシア旅行でも、シューマンは「ピアニストの夫」として従属的な立場に置かれた。
しかし、シューマンはこうした自分たちの特殊な状況を明確に理解しており、次のように述べている。
このように、シューマン夫妻の間には日常の家庭生活の負担から生ずる避けがたい緊張や芸術上の観点の違いによる深刻な対立はあったものの、お互いに相補う夫婦として、しばしば理想的なカップルとして描かれる。

#### 精神障害の発症
結婚後、シューマン夫妻が4年間住んだライプツィヒは、急速にドイツ音楽界の中心となっていった。その中心にいたのは、メンデルスゾーンである。彼はライプツィヒ・ゲヴァントハウス管弦楽団の常任指揮者を務める傍ら、1843年にライプツィヒ音楽院を創設し、イグナーツ・モシェレス（ピアノ）、フェルディナンド・ダヴィッド（ヴァイオリン）、モーリッツ・ハウプトマン（音楽理論）らと並んでシューマンを作曲とピアノの教授に迎えた。
メンデルスゾーンはイギリスからウィリアム・スタンデール・ベネット、デンマークからニルス・ゲーゼらをライプツィヒに招き、シューマンも彼らと親交を結んだ。シューマンは彼らを「新音楽時報」で応援したほか、ベネットに『交響的練習曲』（作品13）を献呈しており、『子供のためのアルバム』（作品68）の第42曲「北欧の歌」において、ゲーゼの名前の綴りであるGADEの音名を主題に使っている。

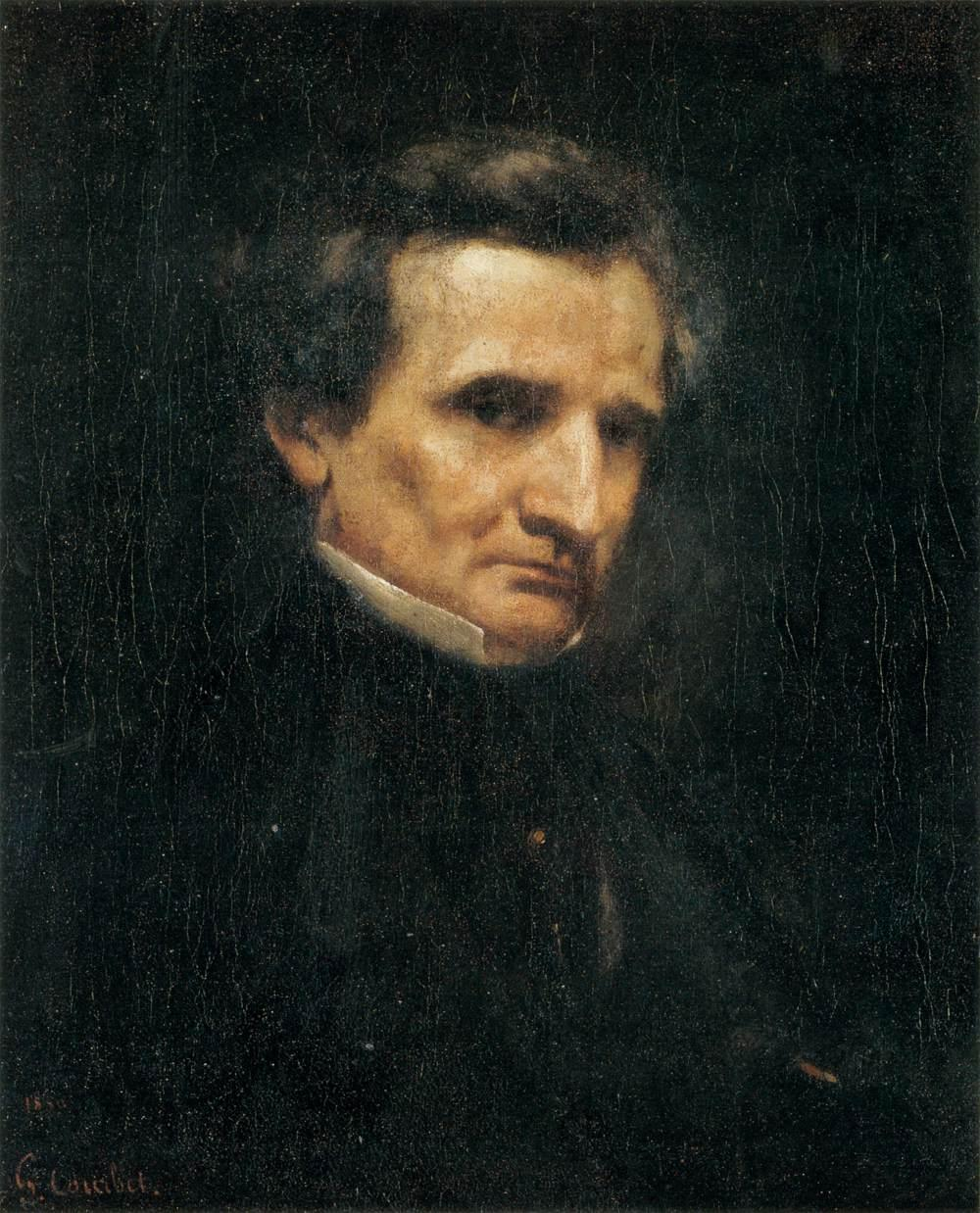
エクトル・ベルリオーズ（1850年、ギュスターヴ・クールベによる肖像画）

シューマンはこの時期二度にわたって病気で倒れた。最初は1842年で、「過労」としてクララとともにボヘミアの温泉に保養に行った。
日本の音楽評論家、門馬直美（1924年 - 2001年）は、シューマンが家庭を維持する経済的な重荷を背負いながら、大作を書いても予期した収入をもたらさず、疲労感に襲われて次第に神経衰弱気味になっていったとする。このため、1842年から1843年にかけて作曲の筆はほとんどすすまず、シューマンは内省的になり、外部との新鮮な接触を嫌悪するようになった。
しかし、1843年1月にエクトル・ベルリオーズ（1803年 - 1869年）がパリからライプツィヒを訪れたことはシューマンに刺激と喜びを与えた。
1843年2月ごろから創作意欲を取り戻してきたシューマンは、トマス・モアの原作に基づく独唱、合唱、管弦楽のためのオラトリオ『楽園とペリ』（作品50）を完成させる。
『楽園とペリ』の成功は、シューマンの作曲家としての名声を決定的なものとした。この年、クララの父ヴィークがシューマン夫妻に和解を求めてきたのも、この曲の成功が理由の一つだった。

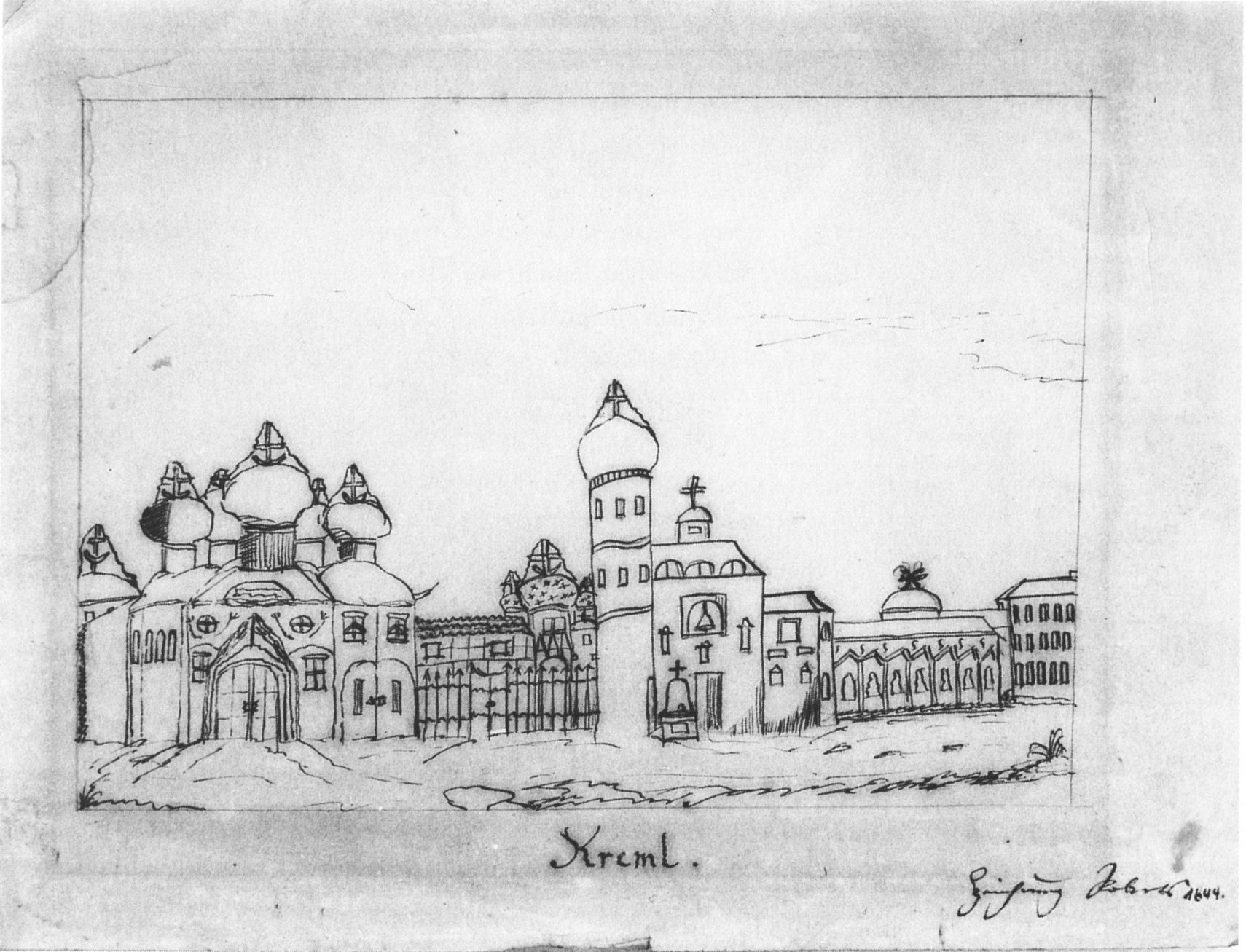
シューマンが描いたモスクワのクレムリン宮殿（1844年）

二度目は1844年8月、ロシア旅行から帰ってきてまもないころで、より深刻だった。この年1月25日から5月末にかけて、シューマンとクララはロシアに滞在した。クララはサンクトペテルブルクでロシア皇帝の前で演奏し、ピアニストとして成功したが、5ヶ月間にわたる旅行はシューマンにとって大きな負担となった。
ライプツィヒに戻ったシューマンは、「新音楽時報」の編集主幹をオズヴァルト・ロレンツ(de:Oswald Lorenz)に譲り、ゲーテの『ファウスト』の音楽化の構想を練り始めた。しかし、夏ごろから体調が悪化し、死を恐れたり、高所恐怖症の症状を示すようになった。シューマンは『ファウスト』第2部最後の「神秘の合唱」を作曲したものの、強度の神経疲労のために構想は中断され、この作品の完成はドレスデン時代を経てデュッセルドルフ時代まで持ち越されることになる。また、9月にシューマンはライプツィヒ音楽院で教鞭をとろうと試みたが、症状の悪化により断念せざるを得なかった。
10月にシューマンはドレスデンで類似療法の医師ヘルビッヒ博士の治療を受けた。記録によるとシューマンの症状は、幻聴、ひっきりなしの震え、高所や鋭い金属物などに対するさまざまな恐怖症があった。とくに幻聴のために作曲もできなくなった。クララはこのころのシューマンについて、「ロベルトは一晩も眠っていません。彼の想像力は恐ろしい妄想を描いているのです。毎朝早く、私は涙にくれている彼を見なければなりません。彼はもうすっかり諦めているのです」と書いている。
病気の回復には気候条件の変わったところが良いと考えたシューマンは、ドレスデンへの移住を決意する。この年、メンデルスゾーンがゲヴァントハウス管弦楽団の常任指揮者を辞任し、シューマンはその後任を希望していたが、デンマーク人のゲーゼが選ばれたことで落胆し、自己嫌悪に陥ったことも転地の理由となった。1844年12月、シューマンはライプツィヒ音楽院の職を辞し、クララら家族とともにライプツィヒを去った。

### ドレスデン時代（1844年 - 1850年）

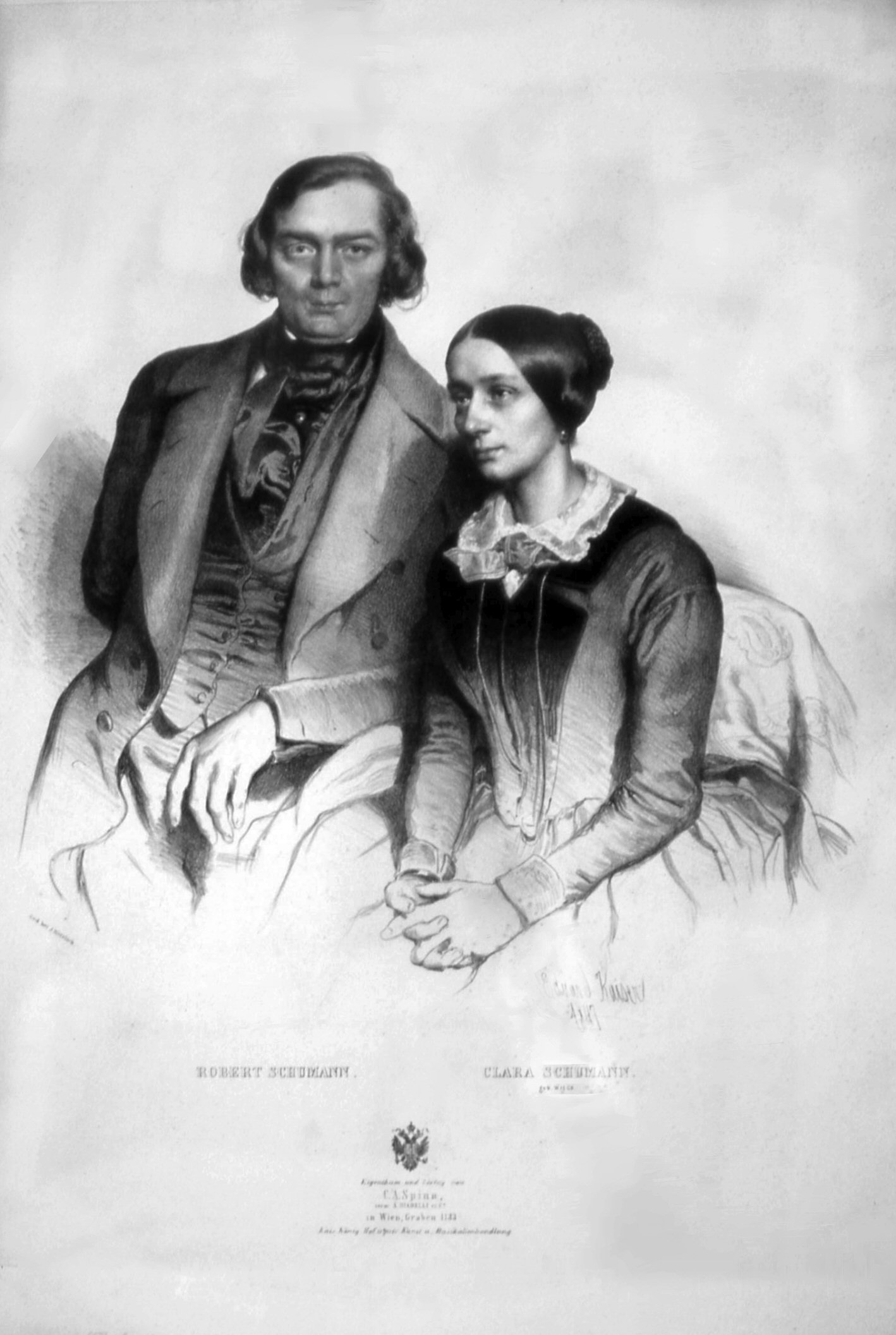
ドレスデン時代のシューマン夫妻（1847年）

ドレスデンに移ったシューマンはバッハの作品を再び研究し始めた。1845年4月25日、ピアノに足鍵盤（ペダル）を取り付けたペダルピアノを導入し、バッハのオルガン曲を練習できるようにした。この年に作曲されたペダルピアノのための『練習曲』（作品56）、『スケッチ』（作品58）、『BACHの名による6つのフーガ』（作品60）などはその成果である。創作力を徐々に回復したシューマンは、1841年に書いたピアノと管弦楽のための『幻想曲』を改訂し、新たに2つの楽章を追加してピアノ協奏曲（作品54）を完成させた。
交響曲第2番（作品61）は、1845年末から約1年間を費やして完成した。この間、1846年5月には幻聴や耳鳴りのために作曲できなくなり、双極性障害の症状も現れるようになっていた。このため第2交響曲は、シューマンが危機を乗り越えて再生した「勝利の歌」ということもできる。

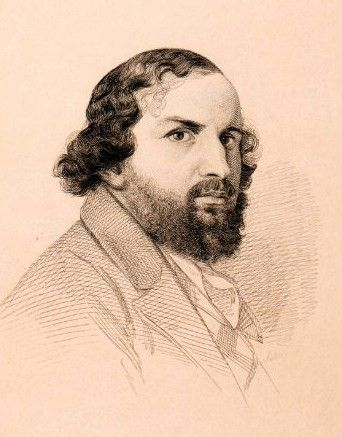
フェルディナント・ヒラー（1811年 - 1885年）

当時のドレスデンは、ザクセン王国の首都としてフリードリヒ・アウグスト2世の治世下にあった。芸術家たちは王の雇い人という立場に置かれ、宮廷画家が援助される一方、音楽家は冷遇されていた。また、交響作品や室内楽よりもオペラが好まれた。こうした保守的で窮屈な環境にあってシューマンの友人となったのは、アマチュア男性合唱団の指揮者をしていたフェルディナント・ヒラー（1811年 - 1885年）である。シューマンとヒラーは協力して、ライプツィヒのゲヴァントハウスのような会員制の演奏会を企画し、1845年11月10日に演奏会を実現させた。このとき、出演予定だったクララが病気のため、代役としてメンデルスゾーンのヴァイオリン協奏曲のソリストを務めたのは、当時14歳のヨーゼフ・ヨアヒム（1831年 - 1907年）だった。しかし、一般大衆に音楽が行き渡っていないドレスデンでの運営は厳しく、活動の継続は断念せざるを得なかった。
また、シューマンはドレスデン宮廷歌劇場の楽長をしていたリヒャルト・ワーグナー（1813年 - 1883年）と出会う。しかし、この二人の関係は冷ややかで、発展しなかった。一方、メンデルスゾーンを高く評価していたシューマンはますます親密な文通を続けた。

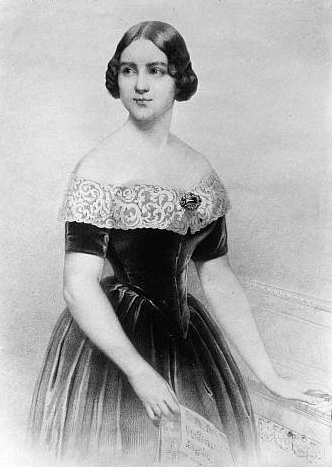
ジェニー・リンド（1820年 - 1887年）

シューマン夫妻にとってドレスデンはライプツィヒと比べて音楽的に遅れており、居心地の良い土地ではなかった。
家計を助ける目的もあって、クララは出産と子育ての合間を縫ってしばしば演奏旅行に出かけた。
1846年11月末から翌1847年1月にかけて、二人はウィーンで一連の演奏会を開催し、シューマンの交響曲第1番やピアノ協奏曲などを取り上げたが、失敗に終わった。
音楽批評家のエドゥアルト・ハンスリック（1825年 - 1904年）は、このとき演奏会終了後の楽屋で「みんな冷たい人なんだわ、恩知らずが」と当たり散らすクララと、「落ち着きなさい。クララ、10年経てばすべてが変わるよ」となだめるシューマンの姿を書き残している。
二人の窮地を救ったのは、「スウェーデンのナイチンゲール」と称されていたソプラノ歌手、ジェニー・リンド（1820年 - 1887年）で、彼女との共演によって1月11日の最後の演奏会は大成功を収めることができた。
また、リンドを通じてシューマンとアンデルセン（1805年 - 1875年）との交流が生まれた。
1847年からはオペラ『ゲノフェーファ』（作品81）に取りかかるが、精神障害に悩まされながらの作曲となった。
7月、生まれ故郷ツヴィッカウでシューマンを称える記念祭が2週間にわたって開催され、招かれたシューマンは恩師のクンチュや幼なじみたちと再会を果たした。記念祭のハイライトはシューマンの交響曲第2番の発表であり、この出来事は、シューマン夫妻のウィーンでの挫折を埋めるものとなった。
一方でこの年、長男エミールが早世し、11月4日にメンデルスゾーンが死んだことは痛手となった。
1847年11月、友人のヒラーがデュッセルドルフの音楽監督に就任し、ドレスデンを離れることになった。シューマンはヒラーの指名を受けて男声合唱団「リーダーターフェル」の指揮者となる。シューマンは翌1848年1月にこの合唱団を70名規模の混声合唱団に拡大した。自作発表の場を得たことにより、シューマンは以降多くの合唱曲を作曲した。
前田昭雄はこの時期、シューマンの様式は円熟の境地を見せ、深みと哲学的な思索性を持つようになったとしている。声楽曲としては、オペラ『ゲノフェーファ』（作品81）、バイロンの詩に基づく劇付随音楽『マンフレッド』（作品115）、『ゲーテのファウストからの情景』(WoO 3)第1部の主要部分が作曲され、歌曲にはゲーテの『ヴィルヘルム・マイスター歌曲』（作品98）や『レーナウ歌曲集』（作品90）などがある。
管弦楽作品としては、先に挙げたピアノ協奏曲や交響曲第2番に加え、4本のホルンと管弦楽のためのコンツェルトシュテュック（作品86、1849年）がある。
室内楽曲の分野では、ピアノ三重奏曲第1番、同第2番のほか、オーボエやクラリネット、チェロ、ホルンのための作品が書かれている。
また、ピアノ曲では『森の情景』（作品82）や『子供のためのアルバム』（作品68）がある。後者は「楽しき農夫」などの親しみやすい曲が含まれており、ドレスデンで子供たちに囲まれた暮らしの中で作曲されたことをうかがわせる。
ドイツに起こった三月革命は、1849年5月にドレスデンにも及んだ。思想的には自由主義・共和主義に共感していたシューマンだが、暴力を嫌悪し、ワーグナーのような政治的行動はとらなかった。
シューマンは家族とともに郊外のクライシャに避難した。
1850年、かねてからバッハの作品の多くが出版されずに埋もれてしまっていることに憤慨していたシューマンは、バッハ没後100年を機に「バッハ協会(de:Bach-Gesellschaft Leipzig)」の設立に尽力、バッハ作品全集の計画に参加して中心的役割を果たした。
その一方で高所恐怖症が悪化し、同年のオペラ『ゲノフェーファ』のライプツィヒ公演の際には宿の2階の部屋にいられず、1階に部屋を変えてもらわなければならないほどだった。
このころ、シューマンは音楽界での定職に就きたいという希望を持つようになり、1847年には空席になっていたウィーン音楽院院長職への就任を打診し、メンデルスゾーンの死後はライプツィヒ・ゲヴァントハウス管弦楽団の指揮者への就任についても探りを入れていたが、これらはいずれも実現しなかった。
1849年の秋、ヒラーからケルンで新しい職に就くため、デュッセルドルフの音楽監督のポストをシューマンに譲りたいという手紙を受け取った。
シューマンはためらったが、ドレスデンの旧弊さに嫌気がさしていたクララは定職に就く機会を逃さないようシューマンに勧めた。
シューマンは受諾し、1850年9月、家族とともにデュッセルドルフに向かって旅立った。

### デュッセルドルフ時代（1850年 - 1854年）

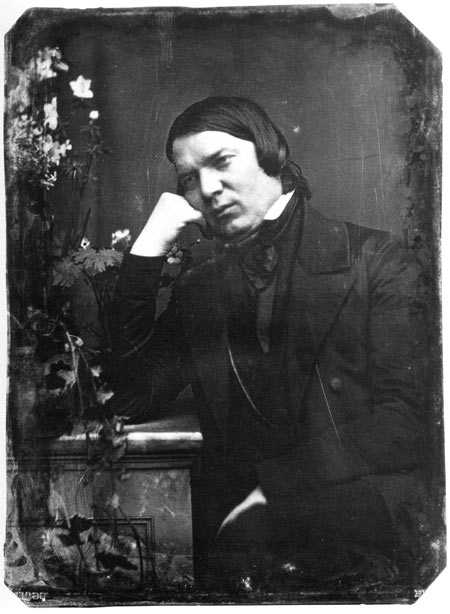
40歳ごろのシューマン（1850年、ダゲレオタイプ）

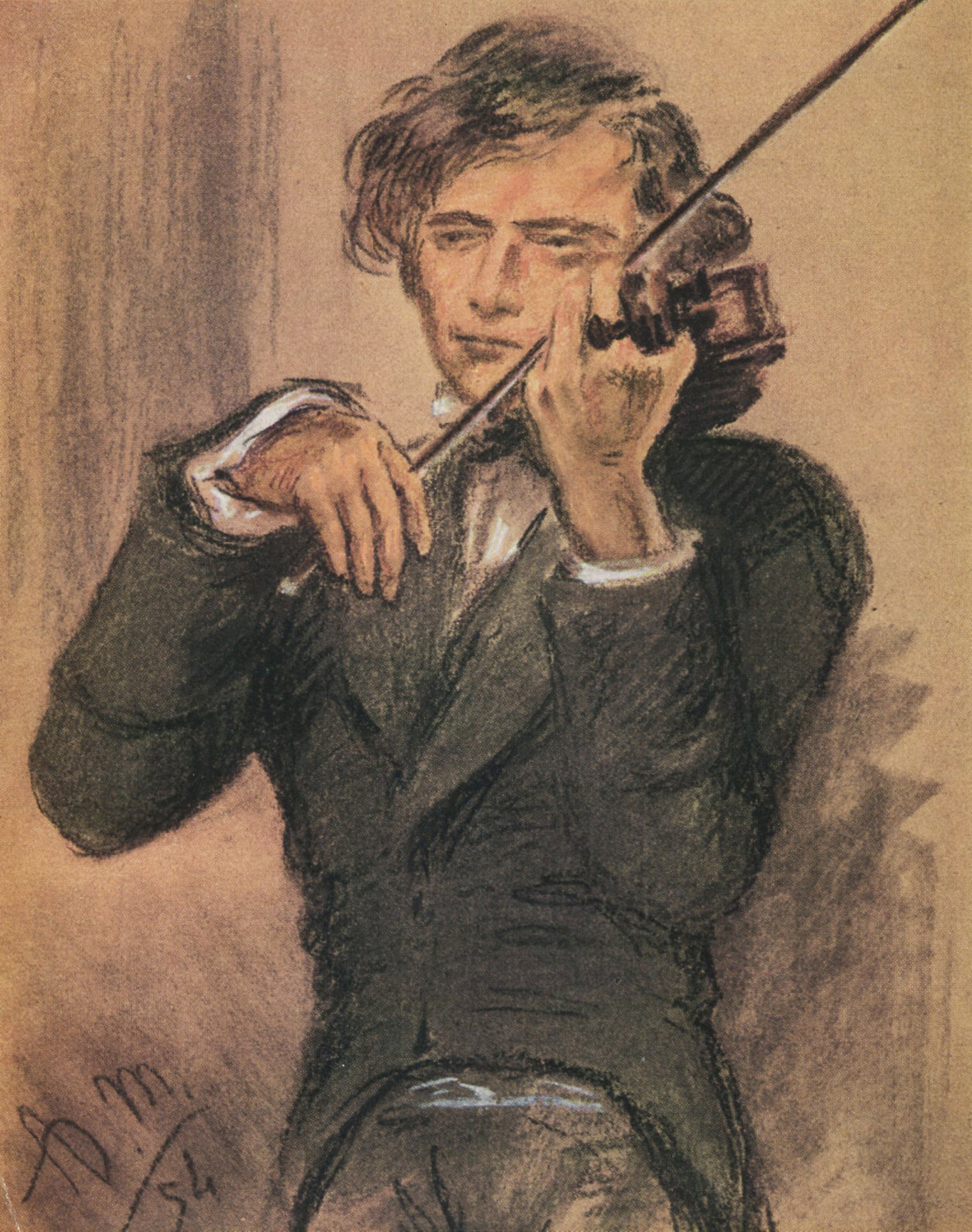
ヨーゼフ・ヨアヒム（1853年、アドルフ・フォン・メンツェル画）

デュッセルドルフでシューマン夫妻は歓迎を受けた。
この地でシューマンは管弦楽団と合唱団の指揮を担当し、シューマンが指揮した最初のコンサートは成功を収めた。
創作力も旺盛であり、この時期に相次いで書かれたチェロ協奏曲（作品129）と交響曲第3番「ライン」（作品97）は、シューマンのデュッセルドルフ時代を代表する作品となった。
しかし、最初のシーズンが終わると、1851年3月に地元の新聞がシューマンの指導力を批判する匿名記事を掲載した。
この年、シューマンは室内楽協会を設立している。
つづくシーズンでは事態はさらに悪化した。シューマンは右手の不自由のためにしばしば指揮棒を取り落とし、例えばミサ曲の演奏では曲が終わり、神父が祈祷を唱え始めたにもかかわらずまだ指揮を続けるなどということが起こった。
また、シューマンの内向的な性格や、とりわけこのころ顕著になり始めていた自閉癖のために、団員たちは困惑させられるようになった。
指揮のテクニック不足や、自分の考えをオーケストラに明瞭に伝える能力にも欠けることが露呈し、シューマンの名声は急速にしぼんでいく。
1852年の冬には、オーケストラの理事会がシューマンの練習方法について批判する書簡を送り、摩擦が表面化した。書簡は辞任勧告の意味合いが含まれており、シューマンは拒否したが、これに対して理事会は総辞職で応じた。新しく組織された理事会とシューマンは、ユリウス・タウシュ（de:Julius Tausch, 1827年 - 1895年）を補助指揮者として合唱団の練習を任せ、シューマンはオーケストラの練習と公開コンサートの指揮を続けることで合意した。
1853年5月に開催された「低ライン音楽祭」では、改訂されたシューマンの交響曲第4番（作品120）が初演され、成功した。
5月17日にはベートーヴェンのヴァイオリン協奏曲でヨーゼフ・ヨアヒムと共演する。ヨアヒムはシューマンに対する賛嘆の念を示し、二人の交流から、2曲のヴァイオリン・ソナタ（作品105、作品121）、ヴァイオリンと管弦楽のための幻想曲（作品131）、ヴァイオリン協奏曲（作品番号なし）が書かれた。
しかし同年秋にはオーケストラとの間に新たなトラブルが発生する。ヨアヒムを招いて開かれた公開コンサートでは、シューマンは演奏を開始することができなかった。
ヨアヒムは、これについて次のように述べている。
ウォーカーは、こうしたシューマンの奇妙な行動について、病気の進行に伴って彼の身体機能が犯され、動作、言葉、聴力などが均衡の取れないものになっていったのだとしている。
これ以降、シューマンに指揮の機会は訪れなかった。
オーケストラの統率を失ったシューマンに対し、理事会はタウシュを正指揮者としてコンサートの指揮もすべて任せることを要求した。シューマンは受け入れざるを得なかった。
ブリオンによれば、シューマンとクララは経済的な理由のためにこの屈辱に耐えなければならなかったとする。
シューマンの病状は次第に重くなっていった。1851年6月にはシューマン自身が「神経の発作」に悩まされ続けていることを明かしている。
1852年夏には、神経過敏、憂鬱症、聴覚不良、言語障害などの症状があり、医者に勧められてシューマン夫妻は北海沿岸の保養地シェヴェニンゲンに出かけたが、効果はなかった。
シューマンの弟子だったヴァジェレフスキによれば、1853年3月、シューマンは降霊術を扱った本を読んでおり、次女エリーゼと二人で霊媒実験を始めたという。このことをシューマンは5月25日付けのヒラーに宛てた手紙に「実に不思議な現象です」と書いている。
1853年6月にクララが記した日記には、シューマンが目を覚まし麻痺性の発作に襲われたことが記録されている。シューマンの言うことは次第にとりとめのないものになり、発音もぎこちなく、はっきりしなくなっていった。

#### デュッセルドルフ時代の作品
シューマンのデュッセルドルフ時代の作品は多岐にわたっており、フランスの著述家、マルセル・ブリオン（fr:Marcel Brion, 1895年 - 1984年）は、実生活上のいざこざがあっても彼の創造力には少しも影響を与えなかったとする。
例えば、チェロ協奏曲は1850年10月10日から24日にかけて、交響曲第3番は1850年11月2日から12月9日にかけて、ヴァイオリンソナタ第1番は4日間、同第2番は6日間、ピアノ三重奏曲第3番が7日間と、驚くべき速筆で書かれている。『ヘルマンとドロテア』序曲はわずか数時間で作曲された。
ドレスデン時代から始まった「文学的音楽」の系列としては、上記ゲーテの『ヘルマンとドロテア』序曲のほか、シラーの『メッシーナの花嫁』序曲、シェイクスピアの『ジュリアス・シーザー』序曲（いずれも1850年）、ウーラントの『王子』、『歌人の呪い』（1852年）などがある。
シューマン畢生の大作となった『ゲーテのファウストからの情景』は、ライプツィヒ時代の1844年に第2部終末の場面を作曲して以来10年がかりの構想となり、最後の序曲は1853年4月13日から15日までの3日間で作曲された。
デュッセルドルフの音楽監督の職務には、カトリック教会の典礼に基づく宗教音楽の実践義務も含まれていた。
このため、シューマンはパレストリーナやバッハ、ヘンデル、ハイドン、モーツァルトらの作品に接しながら宗教音楽の分野に手を染め、1849年に管弦楽伴奏による男声重唱のためのモテット『苦しみの谷にあっても絶望することなかれ』（作品93）、1852年にはミサ曲（作品147）、レクイエム（作品148）などが作曲された。

#### ブラームスの来訪
1853年9月30日、当時20歳のヨハネス・ブラームス（1833年 - 1897年）がヨアヒムの紹介状を携えてシューマン家を訪れた。
ブラームスがピアノの前に座って自作のピアノソナタ第1番 ハ長調 作品1を弾き始めると、何小節も進まないうちにシューマンは興奮して部屋を飛び出し、クララを連れて戻ってきて「さあ、クララ、君がまだ聴いたこともないほど素晴らしい音楽を聴かせてあげるよ。君、もう一度最初から弾いてくれないか」といった。
ウォーカーはこの出会いについて、「二人の出会いは音楽史に残る出来事だった」、「（シューマン家の）暗澹とした日々に、一筋の光を与えた」と形容している。
シューマンはブラームスの作曲家としての優れた才能を認めて「若き鷲」と呼んだ。
「彼が成長するにつれて、私は消えゆくのみ」とも語った。
シューマンはライプツィヒの音楽出版社ブライトコプフ・ウント・ヘルテルに手紙を書いてブラームスを紹介するとともに、10年ぶりに評論の筆を執って「新しい道」と題した有名な論評を「新音楽時報」に寄せ、ブラームスの天才と輝かしい将来を予言した。
シューマンの厚誼に深く感謝したブラームスは、シューマンのもっとも忠実な弟子となり、シューマンが絶望のどん底にあるときも変わらぬ友情を示した。ブラームスはまた、クララが助力を必要とするときには常に慰め、彼女の心の支えとなった。
ブラームスは10月いっぱいシューマン家に滞在した。
この間ヨアヒムもデュッセルドルフを訪れ、シューマンはブラームスおよび弟子のアルベルト・ディートリヒ（1829年 - 1908年）とともに『F.A.E.ソナタ』を共作してヨアヒムに贈っている。

#### 自殺未遂
シューマンはクララとともにたびたびデュッセルドルフを抜け出して演奏旅行に出かけた。とくにオランダではシューマンの作品が受け入れられ、高い評価を得た。1854年のはじめにはヨアヒムやブラームスとともに旅行し、ハノーファーでの演奏会を成功させた。
シューマンの日記によると、1854年2月10日の夜に彼は激しい耳の痛みに襲われた。4日後の2月14日、レストランでヴァイオリニストのベッカーと同席したシューマンは、手にしていた新聞を置いて「とてもこれ以上読んでいられない。A音が鳴りっぱなしで聞こえるんだ」と言ったという。
クララは日記に次のように記した。

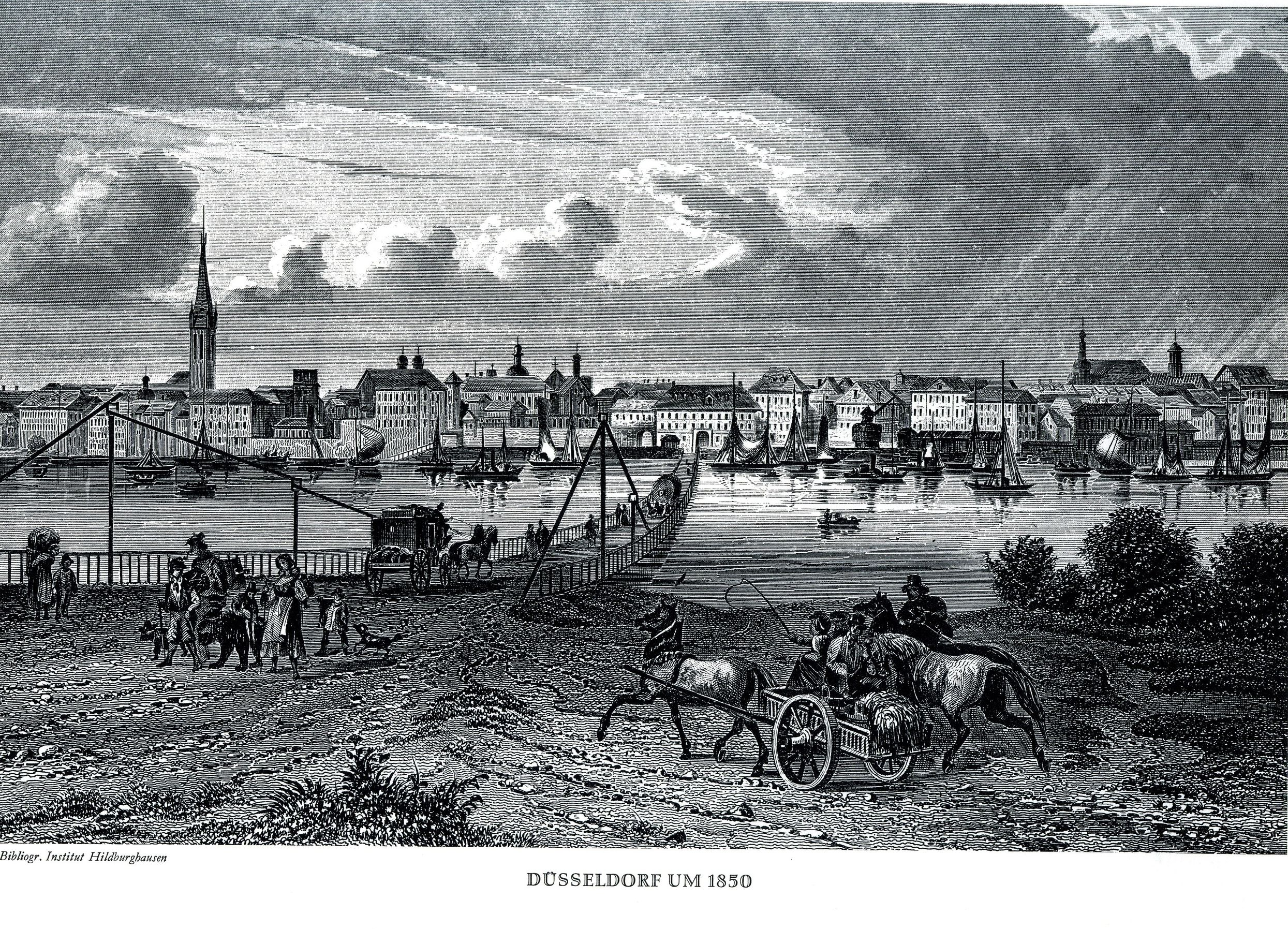
シューマンが自殺未遂を起こしたライン川の橋（1850年の版画）

2月17日には、シューマンは天使たちが歌って聞かせてくれたという変ホ長調の主題に基づく『主題と変奏（天使の主題による変奏曲）』を書くが、この旋律は前年の1853年に作曲したヴァイオリン協奏曲に酷似している。
翌18日になると天使たちは悪魔に変わり、虎やハイエナの姿を取ってシューマンをめがけて襲いかかった。二人の医師が呼ばれ、シューマンを診察した。19日、シューマンは悪魔の精霊に取り囲まれ、夜まで苛まれた。20日にはシューマンは罪と悔恨に打ちひしがれ、自分は罪人で地獄に落ちるのだといって聖書を読み続けた。
その後も発作と小康状態を繰り返したが、2月26日夜、シューマンはもはや分別を保てず、このままでは妻や子供たちを傷つける恐れがあるとして自分を精神病院に入れるように言い、身の回りの整理を始めた。
翌2月27日、クララと医師が話し合っている隙にシューマンは家を抜け出し、ガウンとスリッパのままの姿でライン橋まで行き、ライン川に身を投げた。
飛び込む前に、シューマンは結婚指輪を外して川に投げ込んでおり、これは16年前の1837年11月、クララへの求婚で悩んだシューマンが婚約指輪を深い池に投げ込んだのと同じ行為だった。
シューマンの寝室には、『主題と変奏』の浄書と「愛するクララ、僕は結婚指輪をライン川へ投げ入れます。君もそうしてください。そうすれば、二つの指輪はひとつに結ばれるのです」という走り書きがあった。
シューマンが川に飛び込むところを漁師が目撃しており、彼は救助された。
家に連れ戻されたシューマンは再び精神病院への入院を望み、ボン近郊のエンデニヒにあるゲイムラート・リヒャルツ博士が経営する療養所に収容されることになった。
3月4日、シューマンはエンデニヒに向かった。
このときクララは懐妊中であり、消耗の極みに達していたために、医師がシューマンに会うことを許さず、彼の自殺未遂についても聞かされなかった。クララがこれを知ったのは、シューマンが死んで2年後のことである。

### 晩年（1854年 - 1856年）

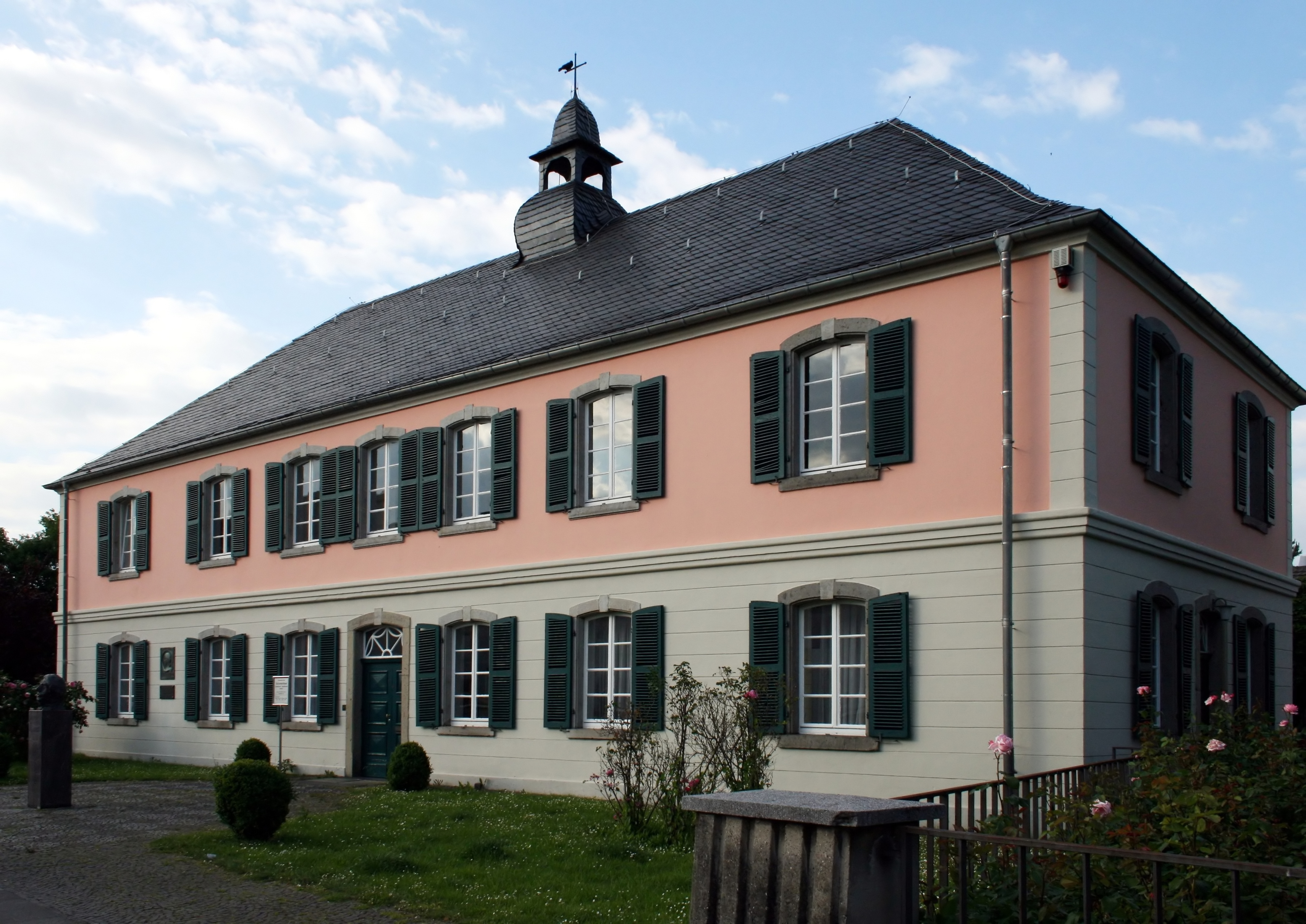
シューマンが没するまで過ごしたボン近郊エンデニヒの療養所（現シューマン記念館）

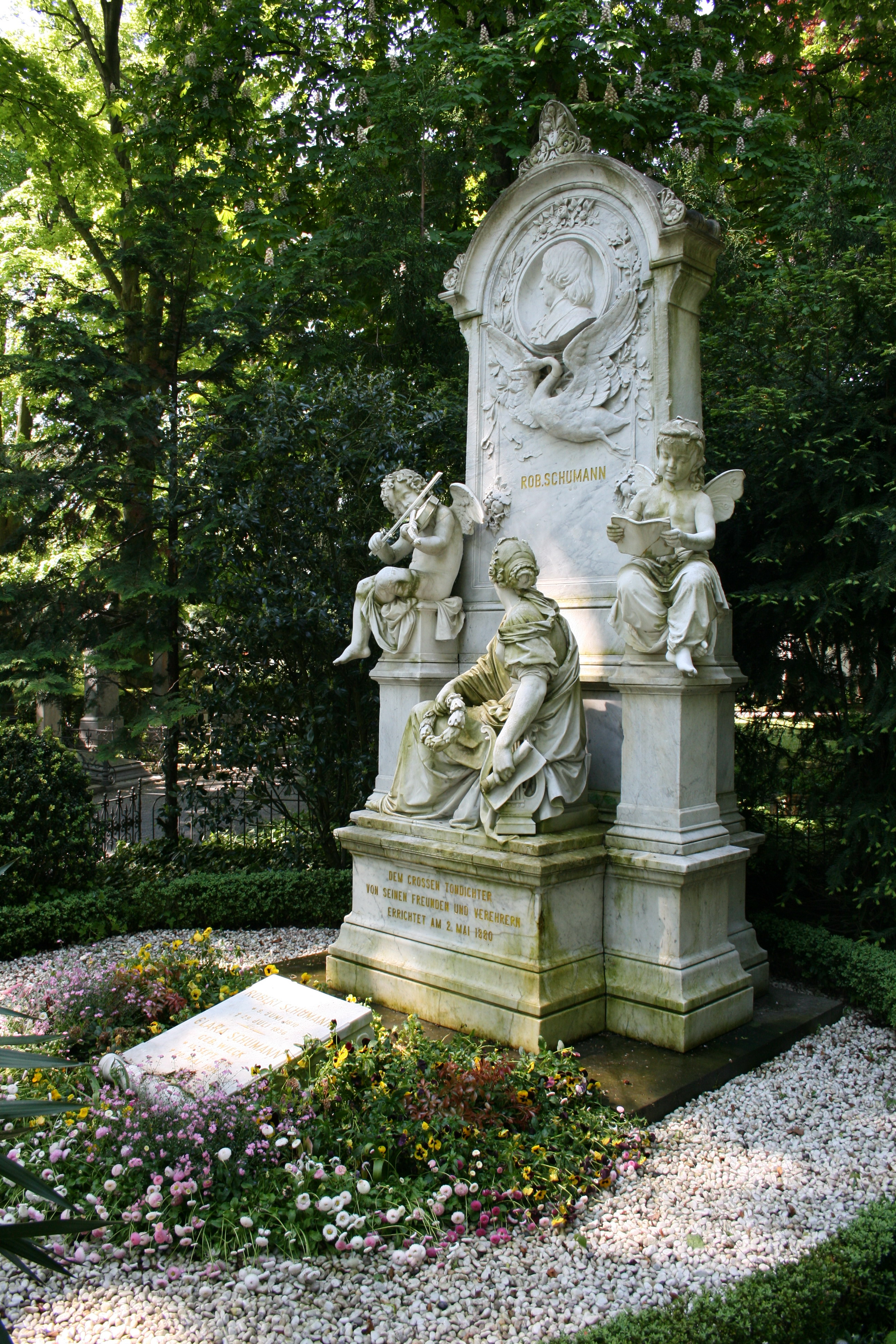
シューマン夫妻の墓（ボン）

シューマンはエンデニヒで2年間を過ごした。リヒャルツ博士の療養所（現シューマン記念館de:Schumannhaus Bonn）は、広い庭園の中に建っており、シューマンは庭を自由に散歩できた。
外出もしており、ボンでベートーヴェン記念碑を訪ねている。
部屋にはピアノや五線譜、筆記用具が備えられ、作曲もできた。
エンデニヒにおいて、シューマンはパガニーニの24の奇想曲用のピアノ伴奏を補筆しており、ヨアヒムのオペラ『ハインリヒ4世』序曲のピアノ編曲もしている。
クララと家族との面会はシューマンの神経を刺激しないために禁じられたが、ブラームスやヨアヒム、ディートリヒ、批評家のハンスリックらが面会に訪れた。
シューマンがエンデニヒから出した手紙は、クララ宛が7通、ブラームス宛が4通、ヨアヒム宛が1通、長女マーリエ宛が1通残されており、のちにハンスリックによって公表された。クララ宛の手紙は子供たちへの心遣いを含めた愛情あふれる手紙となっている。
また、1854年11月27日付けのブラームスに宛てた手紙には、ブラームスが作曲した『シューマンの主題による変奏曲』（作品9）についての批評を書き送っているが、ここには精神錯乱を思わせる箇所は全く見当たらない。
シューマン自身は回復できると考えていたが、しかしその望みは日毎に薄れた。
発音が困難になり、感覚の鈍磨が聴覚、味覚、嗅覚にまで広がった。
シューマンは絶え間なく部屋の中を歩き回り、ときにはひざまずいて手を組み合わせた。お前の作品は盗作だと非難する声が聞こえ、シューマンは興奮して「そんなことはない、嘘だ！」と叫んだ。食事を拒否することもしばしばで、次第にやせ衰えていった。1854年8月14日にシューマンを見舞ったブラームスによると、シューマンは突然ワインを飲むのをやめ、毒が入っていると言って床に流したという。
1855年の夏には、シューマンの伝記を書いたヴァジェレフスキがエンデニヒを訪れた。だれも聴いている者もいないのに、即興でピアノを弾いているシューマンの姿を「それはバネがこわれて、ときどき思い出したように動く機械のようだった」と述べている。
1855年の秋、リヒャルツ博士はシューマンはもう回復の望みはないと診断した。
1856年6月8日にブラームスがエンデニヒを訪れたときは、シューマンの足は腫れ上がり、ベッドに寝たきりとなっていた。このときシューマンは、地図帳から地名を拾い出し、正確にアルファベット順に並べる作業をしており、シューマンが好んだ言葉遊びが最後まで残っていた。
7月23日にリヒャルツ博士から危急を知らせる電報を受け取ったクララは7月27日にエンデニヒに着き、2年ぶりにシューマンと再会した。「それは夕方6時から7時のころのことでした。彼は私を認めて微笑み、非常な努力を払って―もうその頃、彼は四肢の自由がきかなくなっていました―彼の腕を私に回しました。私はそれを決して忘れません。世界中の宝をもってしても、この抱擁にはかえられないでしょう」とクララは述懐している。
翌28日、シューマンの手足の痙攣が続き、クララはシューマンにワインを飲ませた。ワインの一部がクララの手の上にこぼれると、シューマンは嬉しそうにクララの指をなめた。
1856年7月29日午後4時、シューマンは46歳の生涯を閉じた。
シューマンの最後の言葉は、「meine,……ich kenne… (私の…わかるよ…)」だった。
遺体は2日後にボンで埋葬された。ブラームス、ヨアヒム、ディートリヒが棺を担ぎ、グリルパルツァーが弔辞を述べた。クララが葬儀をごく近しい友人にしか知らせなかったため、クララとヒラー以外に参列したのは、6年前にシューマン夫妻がデュッセルドルフに到着したとき、歓迎のセレナーデを演奏した楽団コンコルディア・ゲゼルシャフトのメンバーだけだった。

#### クララと子供たち

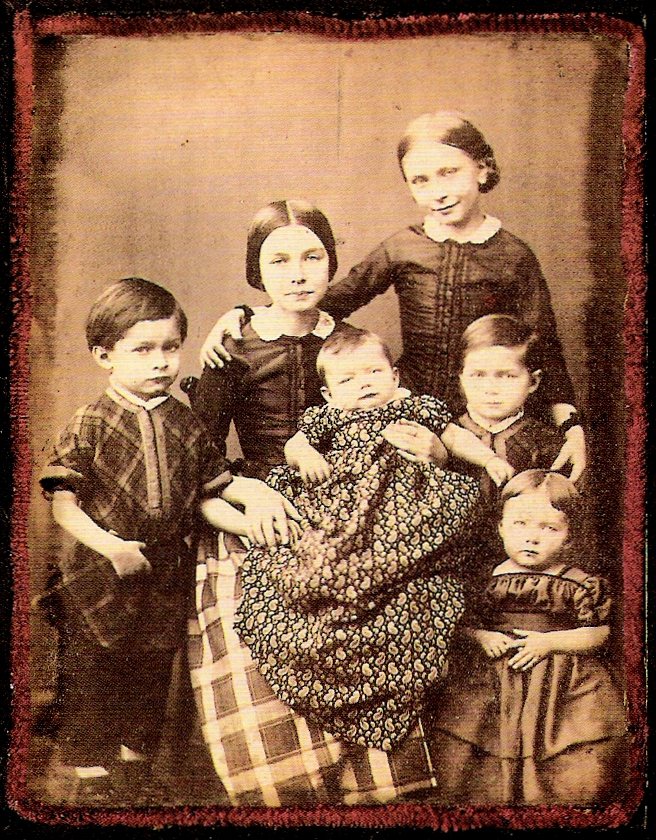
シューマンとクララの子供たち（向かって左からルートヴィヒ、マーリエ、フェリックス、エリーゼ、フェルディナント、オイゲーニエ。1854年）

シューマンの死後、クララは子供たちとともにベルリンに移った。1863年からはバーデン＝バーデンを本拠地として、外国演奏旅行を増やし、集中的にコンサートを開くようになった。クララは同時代で最高の女性ピアニストとしての名声を築き上げるとともに、シューマンの作品を弾く機会を逃さず、シューマンの曲のもっとも権威ある解釈者として信頼された。クララは1896年に76歳で没し、ボンのシューマンの墓にともに葬られた。
シューマンの8人の子供は、長男エミールが1歳で亡くなったほかはみな成人した。長女マーリエは音楽教師として独身で過ごし、インターラーケンで死去した。次女エリーゼは、ゾンマーホフ（1844年 - 1911年）と結婚し、夫に先立たれた後は17年間独身で暮らした。三女ユーリエは、1869年夏ごろからブラームスから心を寄せられていたが、ブラームスがそれを率直に打ち明けることはなく、イタリアの貴族・マルモリート伯爵ヴィットーリオ・アメデーオ・ラディカーティと結婚した。ブラームスは傷心から『アルト・ラプソディ』（作品53）を作曲している。次男ルートヴィヒは商店で働き、生涯独身だった。三男フェルディナントは銀行員となったが、シューマンに作曲を学び、作品を残している。四女オイゲーニエは独身で音楽教師となり、回想記を残した。末子のフェリックスは詩人を志し、彼の2編の詩にブラームスが付曲している。作品63の歌曲集中の「青春の歌1（わが恋は緑）」と「青春の歌2」である。

### シューマンの病気

#### 死因
シューマンが成人してから体験した症状は、麻痺、言語障害、けいれん、めまい、視力減退、耳鳴りなどがあった。
これらの原因がなんだったのか、100年近くの間、医学界では謎とされていた。
また、シューマンの兄弟たちはみな短命で、シューマンより早く世を去っている。姉のエミーリエは原因不明の皮膚病にかかり、19歳の時にチフスで高熱の発作を起こし、川に投身自殺した。シューマンの祖父のいとこゲオルク・フェルディナント・シューマンも1817年に投身自殺しているが、この二人の自殺とシューマンの自殺未遂との関わりは不明である。
シューマンの伝記を最初に書いたヴァジェレフスキはシューマンの死因についてエンデニヒ療養所のリヒャルツ博士に問い合わせており、リヒャルツ博士は1883年にシューマンの検屍報告書を発表した。
これによると、シューマンの脳は摘出されて検査を受けており、シューマンの脳は同年齢の一般男子の脳と比べて軽く、萎縮していることが認められた。
リヒャルツ博士は、精神病の遺伝については否定している。シューマンの精神疾患は原発性の特異なもので、全神経組織を統合する力が徐々に、しかし遅滞なく衰弱していき、ここから心的障害が部分的に現れたとしている。
さらに、その最初の根源はきわめて若いころにあり、それが年月とともに進行していったとしている。
イギリスの音楽学者、評論家のアラン・ウォーカーは、リヒャルツ博士は最終的に、梅毒による全身麻痺だったと診断している。しかし、シューマンの病状に関するカルテがエンデニヒの療養所から消えてしまい、この結論は確認できなくなった。
これについてウォーカーは、リヒャルツ博士はクララに恥をかかせないために病院の記録を隠したのではないかと述べている。
この結果、シューマンの病気については統合失調症、結核性髄膜炎、脳腫瘍といったあらゆる病気が当てはめられ、シューマンの伝記作者たちは、あやふやなまま提供されたさまざまな説に翻弄されることになった。
1959年、精神病理学と神経病理学の専門家、マリオット・スレイターとアルフレッド・メイヤーは共同論文を発表し、医学的な証拠を残らず再調査した結果、シューマンのすべての病状に適合するのは第三期梅毒しかないという結論を下した。
シューマンは1844年に「歌うような雑音」が聞こえると訴えており、これは第二期梅毒の典型的な症状に該当する。このことから潜伏期間を推定すると、シューマンが梅毒に感染したのは1830年から1831年の間と考えられる。このころシューマンはライプツィヒで無頼な日々を送っており、1973年に出版されたシューマンの当時の日記には、女性との性的交渉について細かい記録があった。
その後、1994年にリヒャルツ博士によるシューマンのカルテが公開され、シューマンの死因が梅毒による進行性麻痺だったと報道された。

#### 指の故障
ウォーカーによれば、おそらく1830年にヴィークのレッスンを受け始める前からシューマンは右手の不調に気づいていたという。
その1年後、1831年の「自伝的覚え書き」にシューマンは「テクニックの練習をしすぎて、右手がだめになってしまった」と記している。
1832年にヴィークがクララの演奏旅行に同伴してライプツィヒに戻ったときには、シューマンの右手はまったく使えなくなっていた。
シューマンの指の故障について伝えられているのは、シューマンは指の動きを均等化するために指の1本だけを吊りながら演奏するという機械装置を独自に考案し、右手の第4指ないし第5指の腱を傷めたというものである。
しかし、シューマン自身がこのように説明している記述はどこにもない。
指の訓練機械について最初に触れたのは、ヴィークである。彼は1853年の著書『ピアノと歌』で「その指の訓練器は私のある有名な弟子が私の意に反して発明し、密かに使っていた。そして当然のこととして、第3、第4指を痛めてしまったのである」と述べている。
ヴィークはこの弟子がシューマンであるとは述べていないが、後世の解説者たちはこれをシューマンと結びつけた。
さらに、シューマンの四女オイゲーニエが父親が第3指を縛ってつり上げ、他の指で鍵盤を弾いたと述べたことで決定的となった。
1889年、シューマンの研究家フリードリヒ・ニークスがクララに会ってインタビューしたところ、クララはシューマンが故障した指は右手の第2指であり、固い無音鍵盤で練習したのが原因だと語った。ニークスは、それまで知られていた説と矛盾するクララの証言について、70歳という老齢による錯誤であろうとして信用しなかった。
しかし、80年後の1969年、ライプツィヒ市の資料室からシューマンと軍司令官との間に交わされた未公開の書簡が発見された。シューマンは1842年に軍隊入りを志願したものの、手の疾患のために兵役免除となっていた。書簡にはシューマンの主治医ロイター博士の署名入り診断書が添えられており、右手の人差し指と中指が悪いと記されていた。これは、クララの証言を裏付けるものである。
1971年、イギリスの音楽学者エリック・サムス(en:Eric Sams)は、少なくとも一般的に知られているような形でのシューマンの指の「事故」はなかったとし、シューマンは水銀中毒のために運動機能に回復不能の症状を来したと仮定した。
19世紀当時、梅毒の治療には広く水銀が使われており、この間、すでに述べたように1959年にスレイターとメイヤーの共同論文によって、シューマンの死因が第三期梅毒であることが指摘されていた。

## 音楽

### 評価

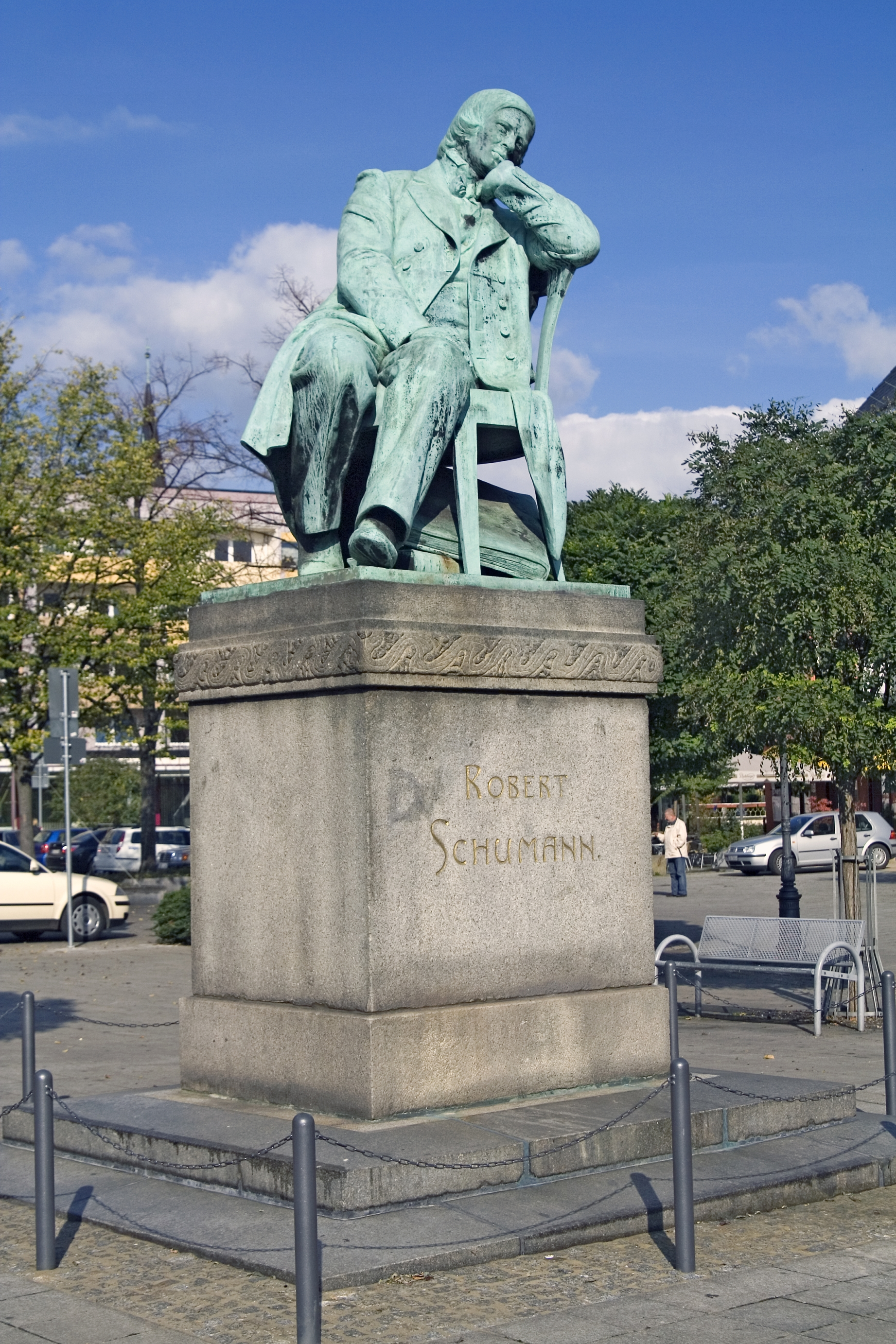
ツヴィッカウのシューマン像

シューマンと同時代のドイツの作曲家・音楽批評家ルイス・エーレルト（en:Louis Ehlert, 1825年 - 1884年）は、著作『シューマンとその楽派』（1849年）において、「ベートーヴェンが古典的時代の芸術の頂点なら、シューマンはわれわれの現代の時代意識を体現する存在になっている。彼の苦闘が結んだ愛には、必ず優しい、温和な守護神（天才）が宿っていて、われわれは人間的にそこへ惹きつけられる」と述べている。
また、19世紀ロシアの作曲家ピョートル・チャイコフスキー（1840年 - 1893年）は、「この世紀後半の音楽は、芸術の歴史の中に、後の世がシューマン時代と呼ぶような、そういう時期として入ってゆくに違いない。シューマンの音楽は、ベートーヴェンの作品と有機的に結びつきながら同時に決定的にこれから離れ、われわれに新しい音楽形式の全体的な世界を拓き出し、そういう偉大な先駆者たちもいまだ触れたことのない弦を響かせている。そこにはわれわれの心的生活の秘かなプロセス―あの疑いと憂鬱と、理想を振り仰ぐまなざしと―今日の人の心を感動させるものが響きを発しているのだ」と述べている。
シューマンの創作の重要な時期は、3つの都市名で区分できる。ライプツィヒ時代（1828年 - 1844年）、ドレスデン時代（1844年 - 1850年）、デュッセルドルフ時代（1850年 - 1854年）である。この前後に、ツヴィッカウの幼少年時代、エンデニヒの最後の療養所生活、より短い期間では、ハイデルベルクとウィーンでの生活を挙げることもできる。
ライプツィヒ時代に書かれ、シューマンの名を一般に不朽のものとしているのは、ピアノ曲と歌曲である。
作品番号の1番から23番まではすべてピアノ曲であり、20歳代のシューマンはピアノ作品に集中した。
作品24からは歌曲の創作が続く。
こうして、30代では1840年が「歌の年」、1841年が「交響曲の年」、1842年が「室内楽の年」、1843年にはオラトリオ『楽園とペリ』が完成、というように分野が拡大されていった。
ドレスデン時代とデュッセルドルフ時代を通じて、オペラ『ゲノフェーファ』（作品81）、劇付随音楽『マンフレッド』（作品115）、『ゲーテのファウストからの情景』(WoO 3)などさらに分野を拡大した。晩年には『ミサ曲』（作品147）や『レクイエム』（作品148）など宗教音楽も作曲したが、一般的に評価されていない。シューマンの芸術の幅が広がり、奥行きと深みを増すにつれて、反面、想像力の鮮やかな直観性、純粋な詩情、天才的なひらめきは重厚な構成に比重を譲っているように見られる。
ブリオンは、ビーダーマイヤー的な家庭環境で育ったシューマンの音楽からは、良心も精神も純粋であって、充実して輝かしい人間性が内面的に成熟した場合の、静かな、無言の深い喜びが輝き出ているとし、これをドイツ・ロマン派の牧歌的な側面として位置づけている。
また門馬は、シューマンの作品に行進曲のリズムが多く見られるのは、ナポレオン戦争のさなかに生まれたシューマンの幼児体験からの影響とする。
一方でシューマンは技巧的な作品を否定しておらず、このことは幼年時代にモシェレスを聴いて圧倒的感銘を受けたことやハイデルベルク時代に音楽で身を立てようと決心をしたきっかけがパガニーニの演奏だったことからもうかがえる。「技巧」へのロマン的賛美は、ヴィークへの入門を決意した際にも強く意思されていた。

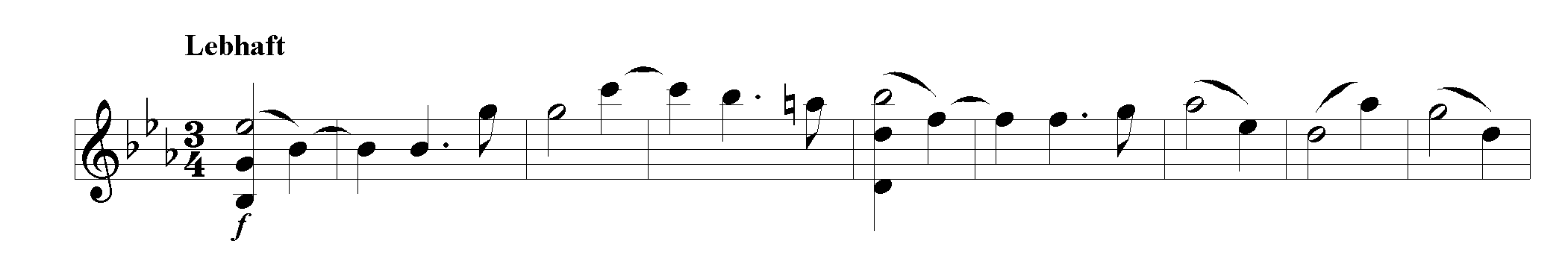
交響曲第3番「ライン」より第1楽章第1主題。3/4拍子で書かれているが、3/2拍子のように聞こえる。

シューマンの作品には楽譜に対して実際の音楽の拍節が異なって聞こえる場合がしばしばあり、日本の作曲家池辺晋一郎（1943年 - ）はこれを「拍節マジック」と呼んでいる。
また、池辺は、シューマンが『楽園とペリ』（作品50）においてワーグナーよりも早くライトモティーフを使用していると指摘している。
シューマンの作品全体の概観からは、作品がグループあるいは組になって作られている傾向が見て取れ、このように同じ分野の作品を立て続けに作曲した後に次の分野に移るという形で作品を残した作曲家は他に例がない。
このことからウォーカーは、シューマンは心理学者のいう「循環気質」型の性格であり、彼のすべての業績は、その創造的衝動が潜行しては、また別な分野に再び現れて形成されているとする。
この点、近年の資料研究によって未公開のスケッチや文書資料などが明らかにされ、交響曲をはじめとする大作品への意欲や、最高の普遍性を持った作曲家であろうとする願いが、シューマンの初期のころから根強く存在していたことが判明している。
例えば、1832年に『間奏曲集』（作品4）の着手前にシューマンはト短調のいわゆる『ツヴィッカウ交響曲』を試みている。1838年には2曲の弦楽四重奏曲、1839年にはピアノ協奏曲が試みられた。これらは完成されなかったが、後の交響曲や室内楽などの分野での成果を予告するものだった。
また、同一分野の作品を短期間に集中して書き上げることも特徴的で、例えば1842年、シューマンは作品41の3曲の弦楽四重奏曲を作曲するのに5週間とかからず、作品44のピアノ五重奏曲は6日間、作品47のピアノ四重奏曲は5日間で書き上げるなど、超人的な速筆ぶりは晩年まで変わらなかった。
ブリオンは、このようなシューマンの作曲方法について、彼の有機的な創造性が、いわばいっぱいにせき止められた水がひとたび出口を見つけるや、鉄砲水の勢いで一気にほとばしり出るのに似ていると述べている。

### 批判的見解
ブリオンは、一方でシューマンのこうした集中的な創作傾向はかえって自分自身を苦しめることにもなったとする。
シューマンがひとつのことにこだわる傾向は作曲分野以外にも見られ、曲の中でリズムパターンに固執する例も多い。
ドレスデン時代以降は精神障害に苦しみ、研究家の中には、これらの病気がシューマンの作曲活動に影響を及ぼし、彼の創造力の衰えとして結論づける論者もいる。
また、ワインガルトナー以降の交響曲論者によって、シューマンの天才は初期のピアノ曲や歌曲にあり、交響曲その他の後期の作品には否定的な評価を与える見方がある。
例えば門馬直美は、シューマンの交響曲の音響的な基盤はピアノと室内楽であるとし、楽想的にもピアノ的なものが幅をきかせており、ヴァイオリンの音型などでもむしろピアノ向きだと思えるものが少なくないと指摘している。
また、フランスの文学者アンドレ・ジッド（1869年 - 1951年）は、シューマンとショパンのピアノ様式を端的に区別し、「シューマンは詩人であり、ショパンは芸術家である」と述べている。シューマンのピアノ曲には、ときにピアノを逸脱した独自性を示すことがあり、ピアノの鍵盤は詩的な表現のための道具として供される印象を与えるためである。
前田は、これらの見方について「結局、シューマンのピアノ曲はシンフォニックといわれ、シンフォニーはピアノ的といわれ、それぞれ否定的なニュアンスでいわれることが多いという事実である。しかし、同じことは肯定的にも捉えられ得る」と述べる。
シューマンの『フモレスケ』（作品20）についての文章の中で、前田はシューマンの音楽について、程度の差こそあれ、「欠陥にもかかわらず」ありのままに愛されうる性格が著しく、形式的破綻すらも血の通ったひとつのドキュメントとして愛されることができる、としている。

### 文学との関係

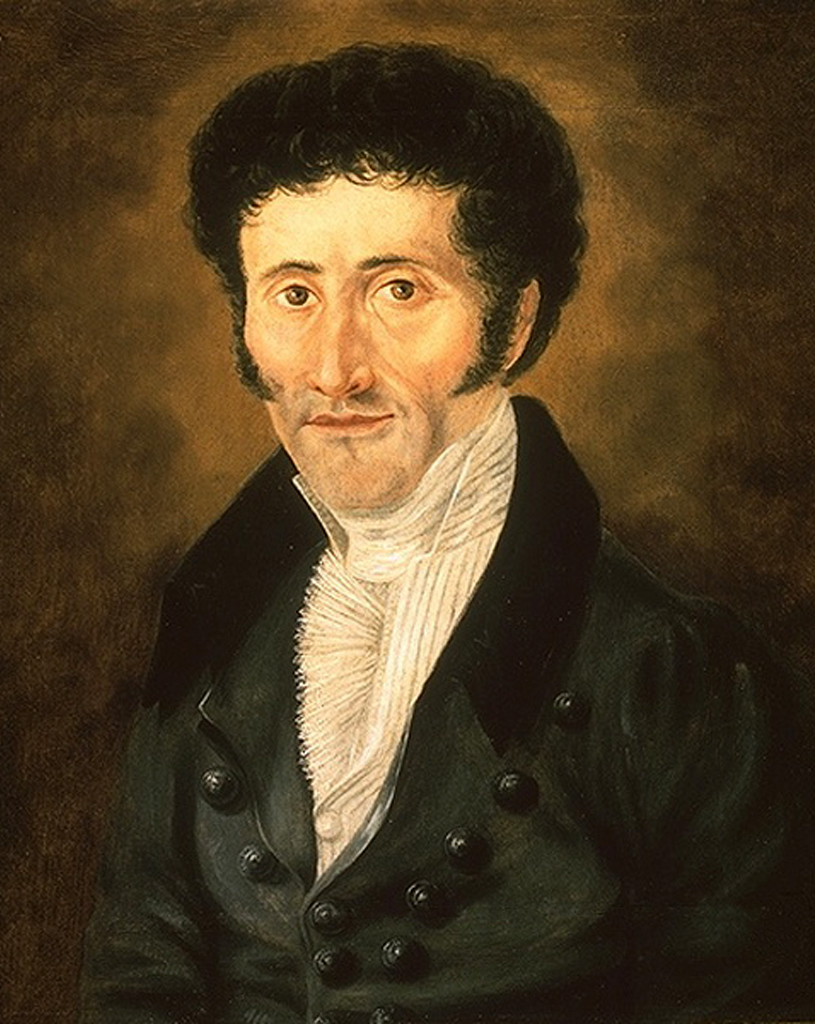
E.T.A.ホフマン（1776年 - 1822年）

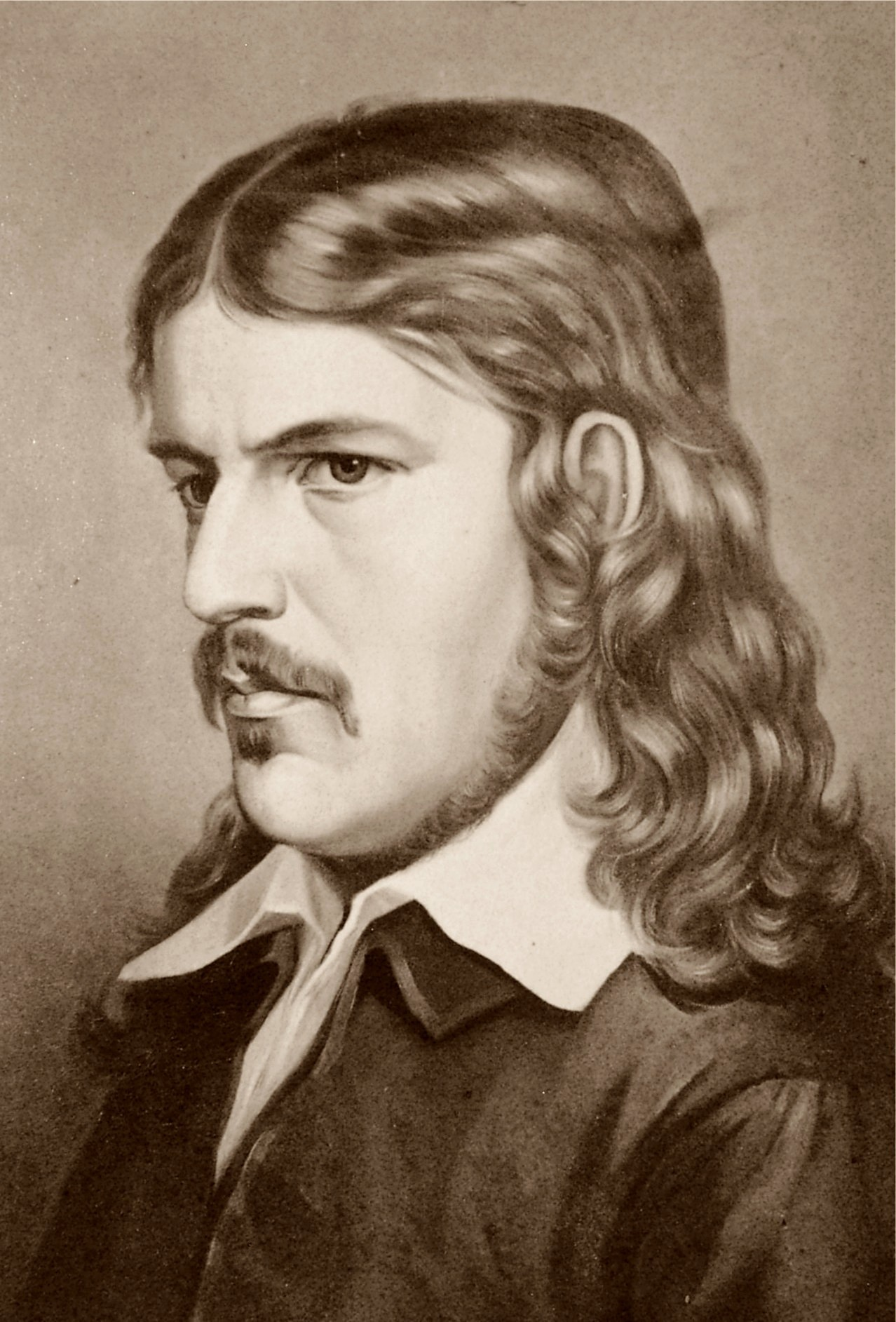
フリードリヒ・リュッケルト（1788年 - 1866年）

シューマンの読書好きは父親譲りで、主として文学と哲学を好んだ。
シューマンは13歳のとき、当時興味を持った批評や詩、哲学的著作からの引用や自作の劇『精神』（未完）からの断章、両親の文章などを「スクランダー」というペンネームで『美しい黄金色の牧場の葉と花』としてまとめている。
また、1825年から1828年の間に書いた自作の文集を「ムルデ河畔のロベルト」というペンネームで『雑録』としてまとめている。このころ、シューマンはゲーテの『ファウスト』をほとんど全部暗記し、友人たちからは「ファウスト」または「メフィスト」などと呼ばれていた。
このほか、シューマンが手がけた文学作品として、コリオランを題材にした合唱付きの悲劇『ランデンドルファー兄弟』や喜劇『レオンハルトとマンテリエ』、ジャン・パウルから影響を受けた『6月の晩と7月の昼間』という小説があるが、いずれも未完である。
シューマンが文学者をめざさず音楽の道を選んだことについて、ブリオンは「シューマンにとって、限界があり、厳密さを欠く文章表現よりも、音楽はずっと豊かで、多様で、陰影があり、緻密な言葉を提供した」と述べている。
初期のピアノ曲にとくに関係が深いのがジャン・パウルとE.T.A.ホフマンの二人である。
例えば、シューマンの『蝶々』（作品2）はジャン・パウルの小説『生意気盛り』から着想された作品である。
また、『幻想小曲集』（作品12）、『クライスレリアーナ』（作品16）、『夜想曲集』（作品23）のそれぞれの題名はE.T.A.ホフマンの文学作品から採られており、いずれもロマン的憧憬に彩られている。
シューマンは絶えず読んだジャン・パウルの全集の次のような部分にアンダーラインを引いている。
シューマンの文学に対する豊かな素養は、歌曲の詩の選択にも反映されている。彼が選んだ詩人では、ハイネが44篇、つづいてリュッケルトが42篇と多い。これにガイベル（de:Emanuel Geibel, 1815年 - 1884年）がつづく。アイヒェンドルフとケルナー（de:Justinus Kerner, 1786年 - 1862年）はそれぞれ20曲ずつとなっている。ゲーテについては歌曲は18曲とそれほど多くないが、より大規模な合唱作品がある。
このほかシャミッソー、ファラースレーベン、レーナウ、メーリケ、ウーラント（de:Ludwig Uhland, 1787年 - 1862年）、ヘッベルなどのドイツ詩人・作家、スコットランドのロバート・バーンズ、デンマークのアンデルセン、イギリスのバイロンなどが採り上げられた。
また、読書のほか自然を好み、散歩をよくした。ライン川や、とくに生まれ故郷ツヴィッカウには強い愛着を抱いていた。
シューマンは1845年に出版されたフンボルト（1769年 - 1859年）の『コスモス』を読んでこれを推奨している。ブリオンは、自然哲学者が自然との一致及び事物のほとんど予言者的な幻影から宇宙体系を推論するように、シューマンが自然との牧神的な一致から普遍的な魂の表現をつかみ取って作品とりわけ交響曲へ流入させていると述べている。

## 作品

### 交響曲
シューマンは生涯に計4曲の交響曲を作曲した。
交響曲の創作に本格的に進出したのは1841年からで、前年の1840年にはピアノ曲から歌曲への創作分野の転換があり、クララと結婚している。1841年には交響曲第1番「春」（作品38）と後に改訂されるニ短調交響曲が書かれた。
交響曲第2番（作品61）はシューマンのドレスデン時代の作品である。
デュッセルドルフ時代に交響曲第3番（作品97）が書かれ、さらに1841年に書かれたニ短調交響曲が改訂され「第4番」（作品120）として出版された。
なお、第1交響曲に先立つ1832年に『ツヴィッカウ交響曲』に取り組み、1841年にはハ短調の交響曲の構想もあったが、これらは完成されなかった。
シューマンはピアノ曲を創作するはるか以前から『ハムレット交響曲』などのスケッチを書いており、1829年にはヴィークに宛てた手紙に「交響曲を頭の中で書きました」と報告している。このように、交響曲への意欲はシューマンのごく初期から彼の中にあり、シューマンのピアノ作品は交響的イメージから発想されたり、交響的な次元に向かって開いていることが多い。第1交響曲はわずか4日でスケッチが完成されているが、こうした前提をふまえたものであり、霊感のみによって突然成就されたものではなかった。
シューマンの交響曲は、管弦楽編成の点では古典派の延長線上にあり、19世紀前半のロマン派交響曲として、また、ベートーヴェンやシューベルトからブラームスやブルックナーへの橋渡し的存在として重要である。
これらの影響とは別に、シューマンの交響曲にはシューマンならではの個性や格調、筆致があり、例えば1903年に古典的なシューマン評伝を書いたヘルマン・アーベルトは、「シューマンの交響曲の際だった特質は、第一に楽想の例外ない独創性と深い真摯さであり、また純粋な熱中の、われわれを抗いがたく引き込む飛翔力である」と述べている。
にもかかわらず、シューマンの交響曲は彼のピアノ曲のようには広く支持されていない。
その理由の一つとして挙げられるのが、シューマンの管弦楽法についてであり、「オーケストレーションがときに鈍重で垢抜けない」、「色彩的には華麗で明快なものではなく、どちらかといえばくすぶったような、曇りがちの天候のような響きを出す」、「往々にして暗く重く、3度やオクターヴの平行が多く、楽器の使い方が技術的に問題」などといった批評が多く見られる。
このため、グスタフ・マーラーをはじめ、シューマンの交響曲のオーケストレーションに修正を加えて演奏する例が見られたが、近年ではオリジナルを尊重して手を入れない、あるいはリハーサルの段階で各パートのバランスを調整して問題を解決させた演奏が多くなっている。
門馬直美は、こうしたシューマンの管弦楽の扱い方について、「未熟さがあるからだといわれることが多いが、逆に言えば、そこにシューマンの味があり、特色がある」としている。
また、『西洋音楽史』のドナルド・グラウトは、シューマンの交響曲について次のように述べている。
これに対して前田昭雄は、グラウトの評価を十分賛同できるとしつつ、「有機的統一に欠ける」という指摘は修正を要するとしている。
すなわち、シューマンの形式は決して新主題の羅列ではなく、形式原理が認識されなかっただけであり、「人は理解できぬものに対してはさしあたり否定的な評価を下すことになる」と述べている。

### 協奏曲
シューマンは早い時期からピアノ独奏と管弦楽のための協奏的作品に取り組んでいるが、変ホ長調（1828年）、ヘ長調（1829年 - 1831年）、ニ短調（1839年）などはいずれも未完である。完成されたものとしては、ピアノ協奏曲（作品54）、『序奏とアレグロ・アパッショナート（ピアノ小協奏曲とも）』（作品92）、『序奏と協奏的アレグロ』（作品134）などがある。
ピアノ以外では、4本のホルンと管弦楽のためのコンツェルトシュテュック（作品86）、チェロ協奏曲（作品129）、ヴァイオリン独奏と管弦楽のための幻想曲（作品131）及びヴァイオリン協奏曲(WoO 23)があり、池辺晋一郎は、「そんなふうに言われることはあまりないが、シューマンは実は協奏曲作家だ」と述べている。
このうち、ピアノ協奏曲はロマン派時代の最も優れた協奏曲の一つである。
この曲は第1楽章が『幻想曲』として1841年に作曲されており、残りの楽章は1846年、ドレスデンで完成された。
チェロ協奏曲は、シューマンがデュッセルドルフに移ってまもない1850年10月に完成しているが、なぜ書かれたのかその理由ははっきりわかっていない。シューマンはかつて右手を痛めてピアニストになることを断念したとき、チェロ奏者になることも考えており、ウォーカーはおそらく多分にノスタルジーがあったからではないかとしている。初演は1860年で、シューマンの存命中には演奏されなかった。
また、ヴァイオリン協奏曲はシューマン最晩年の作品だが、楽譜を贈られたヨーゼフ・ヨアヒムがこの曲を採り上げることはなく、作曲から80年近く経った1937年に初演されている。

### 室内楽曲
シューマンはギムナジウムに在籍していた1823年ごろから友人や知人の家でモーツァルトやウェーバーらの室内楽を楽しみ、ピアノを担当した。
室内楽曲のもっとも初期の試みとして、1828年から1829年にかけてハ短調のピアノ四重奏曲やヴァイオリンとピアノのためのソナタがある。1839年6月にも2曲の弦楽四重奏曲を書こうとしているが、最初の部分だけで中絶した。1840年にクララとの結婚後、シューマンはベートーヴェンの弦楽四重奏曲を熱心に研究した。本格的に室内楽に取り組んだのは1842年であり、弦楽四重奏曲（3曲）、ピアノ五重奏曲、ピアノ四重奏曲などが書かれた。
ドレスデン時代以降にはピアノ三重奏曲（3曲）やヴァイオリンソナタ（3曲）などがある。
シューマンの室内楽曲は独特の幻想味にあふれている。古典的な伝統に従いながらも自由さを見せる構成の中に、巧妙な対位法がシューマンの幻想の広がりを妨げることなく織り込まれている。
3曲の弦楽四重奏曲のほかは楽器編成にピアノを用いているほか、チェロが愛好されていることが特徴である。
また、古典派的な多楽章形式を基礎に置いたもののほか、ピアノ曲の分野で好んだような小品集や組曲形式も見られ、これらの作品では、シューマンは趣に富んだ楽器の組み合わせを考え出した。
クラリネットとピアノのための『幻想小曲集』（作品73）、ホルンとピアノのための『アダージョとアレグロ』（作品70）、オーボエとピアノのための『3つのロマンス』（作品94）などは、本来ロココ風である管楽器とロマン的なピアノによる対話であり、これらはシューマンが18世紀とロマン主義とを調和させ、均衡させることができた例である。

### ピアノ曲

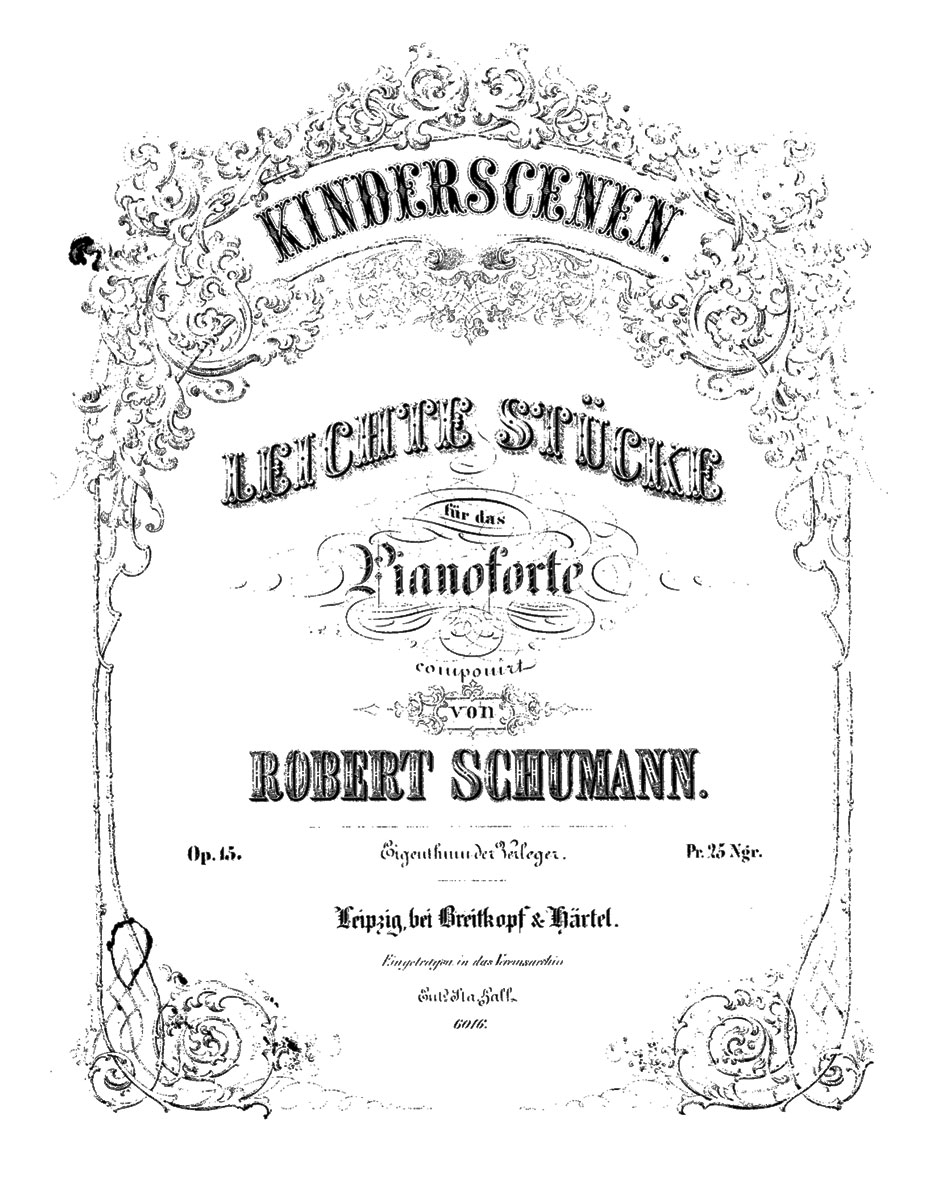
『子供の情景』（作品15）のスコア表紙

シューマンの作品23までの曲はすべてピアノ曲である。ピアニストを目指して訓練したが指を痛めて断念、作曲に転向した経緯から、シューマンにとってピアノはもっとも親しい楽器だった。
最初期には未出版の曲も含めてほとんど変奏曲ばかり書いており、作品1の『アベッグ変奏曲』も同様である。
ピアノ書法の面では、ペダルの用法に特徴があり、『蝶々』（作品2）の終わりの部分では、属七の和音の構成音を次第に減らしていって最後に属音のみが残って消えるようにフェルマータを置いている。このようなペダルが不可欠な終わり方は『アベッグ変奏曲』の終曲にも見られる。
『謝肉祭』（作品9）や『交響的練習曲』（作品13）において、シューマンは初期ロマン派の作曲家たちが直面していた大曲の音楽構成についてひとつの解決法を打ち出している。これらは、糸で連ねられた真珠のように、小品が途切れることなく演奏されていくという新しい形式の音楽である。19世紀前半にはメンデルスゾーンやショパン、リストらもピアノの小品を書いているが、シューマンの場合は小品の集まりが一つの曲として構成されていたり文学的・幻想的な関連で括られており、こうした曲のまとめ方はシューマン独自のものである。
また、シューマンは曲中で気に入ったリズムを導入すると、それにきわめて長く固執する性癖を持っていた。『交響的練習曲』の終曲や、ピアノソナタなどその他の作品でもそうした傾向が現れている。
クララとの結婚をめぐるヴィークとの争いの間、シューマンは彼の代表的なピアノ曲を相次いで作曲している。すなわちピアノソナタ第1番（作品11）、『幻想小曲集』（作品12）、ピアノソナタ第3番（作品14）、『子供の情景』（作品15）、『クライスレリアーナ』（作品16）、『幻想曲』（作品17）などである。
マルセル・ブリオンは、クララとの結婚までの6年間はシューマンの作品にピアノ史上類のないほどの悲劇的な壮大さを与えており、これらの作品にクララへの思いが喜びや希望や苦痛や悲嘆の形で込められていないものは1小節もなかった、と述べている。
ハンス・ヨーゼフ・オルタイルは、この数年間にシューマンが書いたすべての作品はクララとの関係を題材にしており、それらの核心をなすのが『子供の情景』だとする。この曲集はシューマン自身が正確に述べているように子供向きのものではなく、クララとのなれそめから1838年春の作曲時期に至るまでシューマンがヴィークの家庭との関わりではっきりと思い浮かべた過去の出来事を、音楽によって再創造した「思い出の対話」である。
シューマンのピアノ曲には曲の開始部と終結部を同じフレーズとしているものが特徴的に見られ、例えば、『子供の情景』の第4曲「おねだりする子供」や『森の情景』（作品82）の第7曲「予言の鳥」がある。
また、シンコペーションを好み、しばしば表記上の拍と耳で聴く拍が違っている。例えば、『子供の情景』の第10曲「大まじめに（むきになって）」や『幻想小曲集』の第1曲「夕べに」などで、後者は、全曲を通じて3/8拍子に聞こえるが、楽譜は2/8拍子で書かれている。
ジャン・パウルの影響によって、シューマンの初期のピアノ曲の基調にはフモールの概念があり、『フモレスケ』（作品20）では、この概念がタイトルそのものとなった。シューマン自身の説明によれば、「フモール」は独自のドイツ的な内容を持つものであり、「夢幻的」かつ「涙の下から微笑む」心である。
池辺晋一郎は、インスピレーションが詩的な想念となり、ピアノの音に転化していく。こういったことがシューマン独自の世界なのだ、と述べる。
一般に「シューマンのピアノ曲」として認知されているのは1839年の『4つの小品』（作品32）までであり、ドレスデン時代以降になると、ペダルピアノのための『6つの練習曲』（作品56）、同じく『4つのスケッチ』（作品58）、『6つのフーガ』（作品60）、『4つのフーガ』（作品72）といったバッハの対位法研究の成果を示す作品群が現れ、さらに、『子供のためのアルバム』（作品68）をはじめとした家庭向きあるいは教育向きとも見られるピアノ作品も書かれるようになった。
また、1850年にシューマンは「若き音楽家への助言」を発表しており、これは『子供のためのアルバム』の序文としてよく使われている。

### 声楽曲

#### 歌曲
ロマン派の歌曲の歴史の中で、シューマンはきわめて重要な役割を果たしている。
ブリオンによれば、シューマンはロマン派の憧れそのものを、またそのもっとも本質的な特徴を体現しており、彼の歌曲は、モーツァルトを除いては他のいかなる作曲家も及ばぬこの上ない調和を達成しているとしている。
日本の音楽評論家横溝亮一（1931年 - 2015年）は、「シューマンの歌曲は詩と音楽の香気あふれる合一である」と述べている。
また、ウォーカーは、「もし、シューマンが歌曲しか書かなかったならば、彼はより大家と目されただろう」と述べている。
シューマンが本格的に歌曲の世界に足を踏み入れたのは1840年で、シューマンはこの年9月にクララとの結婚を実現させている。
シューマンは30歳であり、クララの存在が彼の想像力の源であった。
それまでピアノ曲を主体に書いてきたシューマンは、1839年にヘルマン・ヒルシュバッハに宛てた手紙に歌曲について「器楽曲と比べて立派な芸術と思っていなかった」と述べている。しかしこのシューマンの見解はめざましい転換を遂げ、歌曲の創作はシューマンにとって大きな意義を帯びることになった。これには、友人で声楽の教師だったオズヴァルト・ロレンツ（1806年-1889年）からの影響もあった。
1840年だけでシューマンは120曲以上、生涯を通じては270曲以上の歌曲を作曲した。
シューマンの文学に対する豊かな素養が詩の選択にも反映されていることについては、#文学との関係を参照のこと。
形式面では、変化有節形式と通作形式が目立って多く、いくつかの歌曲集では、テーマ的な関連性を織り込む試みをなしとげている。
また、歌曲において従来は伴奏でしかなかったピアノの地位を向上せしめた。シューマンの歌曲では、ピアノは歌に対して対等であり、ときには作品を支配する役割を担っている。例えば、『詩人の恋』（作品48）の終曲は充実した独奏ピアノによって閉じられる。
このため、シューマンの歌曲は「歌声部の伴奏を持つピアノ曲」といわれることもある。

#### オペラ
シューマンは「新音楽時報」でマイアベーアのオペラを痛烈に批判しており、自分でも優れたオペラを作曲したいと考えていた。
シューマンの日記からは、オペラ化を計画した文学作品が多数挙げられる。バイロンの『海賊』、『サルダナパラス』、カルデロン（1600年 - 1681年）の『マルティブレの橋』、『魔術師』、E.T.A.ホフマンの『総督と総督夫人』、トマス・モアの『ララ・ルク』、ゲーテの『ヘルマンとドロテア』、『ファウスト』などである。これらのうち、『ララ・ルク』や『ファウスト』はそれぞれ『楽園とペリ』及び『ゲーテのファウストからの情景』のオラトリオ的作品として結実した（下記参照）。また、『ヘルマンとドロテア』は、シューマンは友人のユリウス・ハマーに作品の手直しと台本化を依頼したが実現しなかった。
シューマンが実際にオペラとして取り組んだのは2曲だが、このうち『海賊』は未完であり、『ゲノフェーファ』（作品81）のみが完成した。
しかし、唯一のオペラである『ゲノフェーファ』も、優れた場面はあるものの、音楽・台本に一貫性を欠いており、親しまれているとは言い難い。

#### 合唱曲
トマス・モア原作によるオラトリオ『楽園とペリ』（作品50）は、シューマンの出世作となった。
また、後に書かれたバイロン原作による劇付随音楽『マンフレッド』（作品115）や『ゲーテのファウストからの情景』も、独唱、混声合唱、児童合唱、管弦楽による演奏時間約2時間の大作である。
とくに『ゲーテのファウストからの情景』は、シューマンの全創作のうちでも作曲家の精力が最も集中された作品であり、前田は「作品番号はつけられていない。これは未完とか遺稿とかいう意味ではなく、シューマンにとって作品とか演奏とか、初演や初版の成功とかいう意味を超えた、芸術的実存を賭けての超作品という存在に、この音楽が育っていったことを意味している」と述べている。
このほか、独唱、合唱、管弦楽のための作品に『夜の歌』（作品108）、『ばらの巡礼』（作品112）、『王子』（作品116）、『うたびとの呪い』（作品139）、『小姓と王女について』（作品140）、『エーデンハルの幸せ』（作品143）などがある。
舞台装置や衣装を必要とする大がかりなオペラでなくこうしたオラトリオ的作品が多く書かれた理由は、シューマンが文学に造詣が深かったことと、彼が生きた時代が「市民の時代」黎明期であり、アマチュアや市民による合唱団が巷間に生まれつつあったことが背景にある。

#### 宗教音楽
宗教音楽に対してシューマンが真剣な情熱を注いだことはそれほど理解されていない。
シューマンは、「もしも聖書とシェイクスピアとゲーテを読み、それらを自分の中に取り入れてしまえば、もうその人にはなにも必要はない」と語っている。
また、シューマンがアウグスト・シュトラッカリアンに宛てた1851年1月13日付けの手紙には、「芸術家の至高の目的が宗教音楽に対して創造的な力で貢献することであるのは確かなことです」と述べている。
1852年からは、バッハのミサ曲 ロ短調やマタイ受難曲の演奏会も積極的に行っており、このころ『スターバト・マーテル』やリュッケルトの詩による『ドイツ・レクイエム』、プロテスタントの典礼に基づくレクイエムやオラトリオなどの作曲も計画したものの、これらは実現しなかった。
とはいえ、シューマンの宗教音楽について、批評家は概して酷評を下している。
例えば、シューマンのミサ曲やレクイエムのテキスト選択についてシュピッタは、ロマン的、神秘的な性格、内密なものへの共感からなされていると述べているが、アウグスト・ライスマン（1825年 - 1903年）はこれらの作品の構成の弱さを指摘している。ダームスは、シューマンの器楽曲における対位法の熟達ぶりに比べて教会音楽における声部のポリフォニーが貧弱なのはどうしたわけかと疑問を投げかけ、シューマンのミサ曲とレクイエムは単に音楽的記録としてのみ取り上げるにとどめるべきで、演奏されるに値しないとまで述べている。

### シューマン全集の編纂とメトロノーム問題

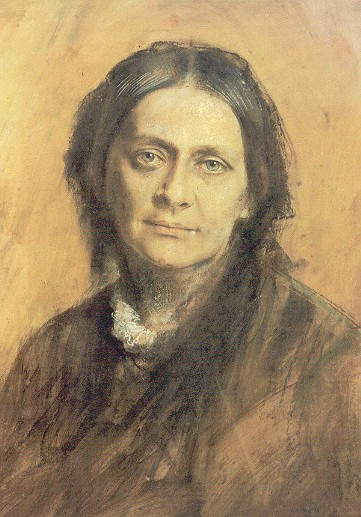
クララ・シューマン（1878年、フランツ・フォン・レンバッハ(:de:Franz von Lenbach)画）

シューマンの死後まもない1856年、クララとブラームスはシューマンの作品全集の出版について話し合った。全集の編纂には長い年月を要し、1879年から1893年にかけて全29巻のシューマン作品全集がブライトコプフ・ウント・ヘルテル社から刊行された。
この過程で、クララは1861年4月、シューマンの作品のメトロノーム指定を改訂することでブラームスと相談している。ブラームスはクララに助言し、自分の演奏スピードを毎回記録し、平均値を取ることにした。その結果、メトロノーム指定を変更したのはピアノソナタ第3番、『幻想曲』、『子供の情景』、『夜想曲集』（作品23）、『森の情景』の5曲にとどまり、その他のピアノ作品や管弦楽作品ほかについては変更がなかった。変更された5曲も、数値的にごくわずかなものだった。
一方、指揮者・ピアニストのハンス・フォン・ビューロー（1830年 - 1894年）は、自身が校訂したヨハン・クラーマーの1869年版ピアノ練習曲集の序文に「シューマンが創作に携わっていた間、ずっと故障しているメトロノームを使っていたことはすでに広く知られるところである」と述べた。さらに1886年、シューマンの書簡集を刊行したグスタフ・ヤンゼン（1831年 - 1910年）は、その第1版に、シューマンの死後メトロノーム指定が正確でないことがわかり、シューマンの作品の多くはメトロノーム指定が不適切であるとしてビューローの見解を支持した。
1887年には、クララが自分の個人的な演奏習慣をもとにしたシューマンのピアノ作品の校閲版を同社から出版し、シューマンの与えたメトロノーム指定を大幅に改訂した。同時代を代表するピアニストであり、生涯を通じてシューマンの優れた解釈者でもあったクララの改訂は、シューマンのメトロノームが壊れていたという見解を公的に承認するものとなった。
しかし、例えば『子供の情景』において、第2曲「不思議なお話」でのシューマンのメトロノーム表示が♪＝112であるのに対してクララの指定は♪＝132であり、第3曲「鬼ごっこ」ではシューマンの♪＝138に対してクララが♪＝120と、クララの解釈はシューマンのメトロノーム表示と比較して速いものと遅いものが混在している。もしメトロノームが壊れていたとして、あるときには進み、またあるときには遅れるということは通常考えられない。しかも、シューマンは1853年に作曲家のフェルディナント・ベーメに宛てた手紙で、時計で自分のメトロノームをチェックして異常がなかったことを報告していた。
ウォーカーは、この問題の発端はクララにあったとする。彼女はシューマンのメトロノーム表示を随時変更し、時折見られる「突飛な」テンポ指示について、シューマンのメトロノームが壊れていたせいだと口外していたと見られる。
また、門馬も1887年のころまでには、クララはすでにシューマンの意図から離れて自分のテンポで演奏していたとしている。
ウォーカーは、それでもシューマンのテンポ表示はしばしば不自然に速く聞こえるとしており、これについて、作曲家が譜面を見ながら頭の中で「演奏」した場合、実際の演奏よりも速くなりがちであることから、シューマンは頭の中のテンポにメトロノームを合わせたために混乱が起こったとしている。

## 音楽評論

### 「新音楽時報」の創刊

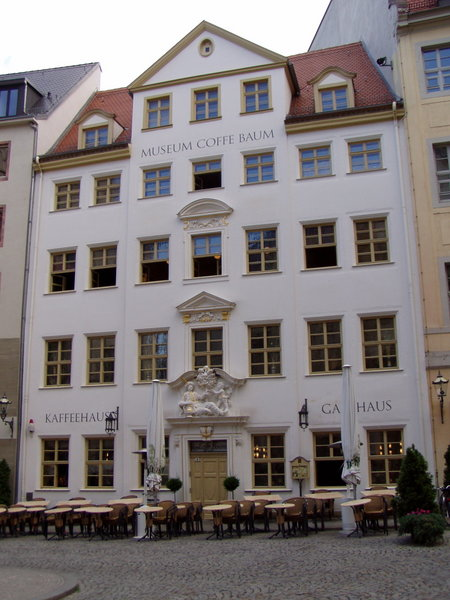
ライプツィヒのコーヒー・ハウス、カフェ・バウム

シューマンの音楽評論活動は、1832年にライプツィヒの「一般音楽新聞 (Allgemeine musikalische Zeitung)」に投稿した「諸君、脱帽したまえ、天才だ」という有名な論文でショパン（1810年 - 1849年）を紹介したことに始まる。
当時ドイツで有力な音楽雑誌に「一般音楽新聞」と「音楽芸術の女神 (Iris Gebiert der Tonkunst)」の二つがあり、このうち「一般音楽新聞」は1798年創刊のドイツで最初の音楽雑誌として、ベートーヴェン作品の普及に大きな役割を果たした。しかし、1830年ごろには音楽評論の姿勢は保守的な極みにあり、同紙は以後シューマンの寄稿を不穏当と見なして掲載しなくなっていた。
このころライプツィヒのコーヒー・ハウス「カフェ・バウム」で交わされる音楽談義には、シューマンのほかヴィークやピアニストのユリウス・クノル（1807年 - 1861年）、画家のヨハン・ペーター・リューザー（1803年 - 1870年）、医者のモーリッツ・エミール・ロイター（1802年 - 1853年）、シューマンの友人でピアニストのルートヴィヒ・シュンケ（1810年 - 1834年）らがいた。
彼らの話し合いから新しい音楽雑誌の計画が立ち上がり、1834年4月3日、「新音楽時報」（Neue Zeitschrift für Musik, 「音楽新報」とも）が創刊された。
「新音楽時報」の意義と目的は、現在と未来を体現している若い音楽家の真価が認められ、耳を傾けてもらえるところまで働きかけて成果を得ることにあった。
シューマン自身の言葉によれば、創造的な芸術家に出番を提供し、「彼自身の実力によるだけでなく、書かれた言葉で自分自身を表現するための機関を与える」ことだった。
このように、19世紀前半、ライプツィヒで多くの重要な音楽雑誌が出版された中で、1834年に創刊された「新音楽時報」は、革新的であると自認する若い世代の作曲家や批評家たちからの強硬な反撃と見なすことができる。
「新音楽時報」の初代編集主幹はユリウス・クノルで、シューマンは編集を手伝った。しかし、数ヶ月経たないうちにクノルが病気に倒れ、ヴィークはこの仕事に興味を失い、シュンケが肺結核のために1834年末に死去すると、シューマンがすべてを受け継ぐことになった。

### 「ダヴィッド同盟」
「新音楽時報」の誌面上で、シューマンは「ダヴィッド同盟」と称する架空の団体を創り出し、音楽界の俗物であるペリシテ人と戦うというコンセプトをもって評論を展開した。
「ダヴィッド同盟」の構成員にはシューマン自身や友人・仲間たちを想定し、評論の内容によってペンネームが付けられた。例えば「フロレスタン」は行動的な情熱家、「オイゼビウス」は優しい夢想家であり、シューマン自身の性格の二つの側面を代表している。
また、「ラロ楽長（マイスター・ラロ）」は分別をわきまえた調停役であり、そのモデルとしてヴィークを想定する説やシューマンとクララの名前をつなげた claRARObert に由来するという推定がなされている。
「リヴィア」、「マリア」、「エレオノーレ」、「エストレリャ」、「キアリーナ」、「ツィーリア」などの女性名は、リヴィア・ゲルハルト、ヘンリエッテ・フォイクト、エルネスティーネ・フォン・フリッケン、そしてクララ・ヴィークら当時シューマンと交流のあった女性たちから採られた。
このほか、「サーペンティヌス（蛇紳士。クララとの恋愛関係をめぐってライヴァルであったカール・バンクのこと）」や「クニフ（ライヴァル音楽批評誌の編集者フィンク (Fink)の逆読み）」など、特定の人物を当てこすったものもあった。
この手法は読者の好奇心をそそり、ライプツィヒ市民はこれらのペンネームの正体を自分たちがよく知っている音楽家の中から見つけようとした。
シューマン自身は、死の2年前に次のように意図を語っている。
こうしたシューマンの音楽哲学は、彼が傾倒していたジャン・パウルから着想を得ている。小説『生意気盛り』に登場する「ヴァルト」と「ヴルト」が著者ジャン・パウルの性格の対照的な二面を表すことをシューマンは察知しており、彼は対位法を音楽教師たちよりむしろジャン・パウルから学んだと語っていた。一方、こうした二面性をシューマンの統合失調症の初期症状と考える解説者もいる。
「ダヴィッド同盟」はシューマンの作品に実際に現れている。
1835年に完成された『謝肉祭』（作品9）では「オイゼビウス」や「フロレスタン」など同盟の構成員が登場し、終曲は「ダヴィッド同盟員の行進」である。シューマンはここで低俗なペリシテ人に17世紀の「おじいさんのダンス」というメロディーを引用して当て、戯画化している。
同年完成のピアノソナタ第1番（作品11）の献辞に、シューマンは自分の名前を書かず、「クララに捧ぐ　フロレスタンとオイゼビウスより」と記した。
1837年に完成された『ダヴィッド同盟舞曲集』（作品6）では、各曲に「E（オイゼビウスの頭文字）」や「F（フロレスタンの頭文字）」または「EとF」といったサインがあり、ところどころに「このとき、フロレスタンは黙っていたが、感情の高まりに唇は震えていた」などのメモが書き添えられている。

### シューマンの音楽批評
シューマンの音楽批評は、新しいドイツ近代音楽の特性を詩的に明確化するという目的を持っていた。ショパンやベルリオーズ、ベネット（1816年 - 1875年）、フィールド（1782年 - 1837年）ら外国人作曲家も擁護したが、シューマンが意図したのは自分が生きる時代と風土に根ざした音楽固有の要素を明確に表現することであって、ショパンたちの天才も同様に時代と風土の所産だと考えたからである。
一方でシューマンはイタリア音楽の影響をドイツ音楽の発展にとって有害と見なし、イタリア人を「カナリア」に例えて「ベルカント」の精神を批判した。マイアベーア（1791年 - 1864年）に対して「虚ろなデクラマツィオン（劇的朗読。歌において言葉を音楽に優先させること）」とし、ロッシーニのコロラトゥーラを無用として攻撃した。また、自作にはフランス語の曲名やドイツ語の音楽用語を与えてイタリア語の概念から逃れようとした。
シューマンは約10年にわたって「新音楽時報」を単独で主宰した。
機知に富み、華麗で想像力あふれる彼の文章スタイルは読者の目を引き、「新音楽時報」は広く読者を増やして、全ドイツでもっとも影響力のある音楽雑誌となった。
シューマンは音楽ジャーナリズムに確たる地歩を築き、当初は作曲家としてよりもむしろ批評家としての名声を得た。
シューマンの評論活動は、彼が作曲家として自立するまで財政的な安定を与えることにもなった。
シューマンは1844年に「新音楽時報」の編集主幹をオズヴァルト・ロレンツ（1806年 - 1889年）に譲り、ドレスデンに移った。その後、常勤の編集部員には、カール・バンク（1809年 - 1889年）、ルートヴィヒ・ベーナー（1787年 - 1860年）、それにリヒャルト・ワーグナーも加わっている。
1853年、ブラームスとの出会いによってシューマンは10年ぶりに評論の筆を執り、「新しい道」と題する評論を書いてブラームスを世に紹介した。この評論は、ショパンの天才をいち早く発見したシューマンの最初の評論と呼応して、「天才は天才を知る」の見事な実例となっている。
「新音楽時報」の発行を中心とするシューマンの就筆活動は近代音楽評論の道を開くものとして大いに注目に値する。
その一方で、シューマンの論文は今日ではあまりにも心情的・主観的色合いが濃すぎるとされる。
マールブルク大学教授のジークハルト・デーリングによると、シューマンは独自の芸術方針を貫くことに熱心だったが、偏った判断を避けることができなかったし、そうしようともしなかった。彼は熱狂的な情熱にとりつかれて音楽の進むべき道筋を示そうとしたが、音楽一般の発展を促そうとはしなかった。このような傾向に潜む考え方は、ロレンツから編集を引き継いだフランツ・ブレンデル（de:Franz Brendel, 1811年 - 1868年）が、もっぱら「新ドイツ学派」だけを引き立てたことでいっそう明確になった。

## 人物

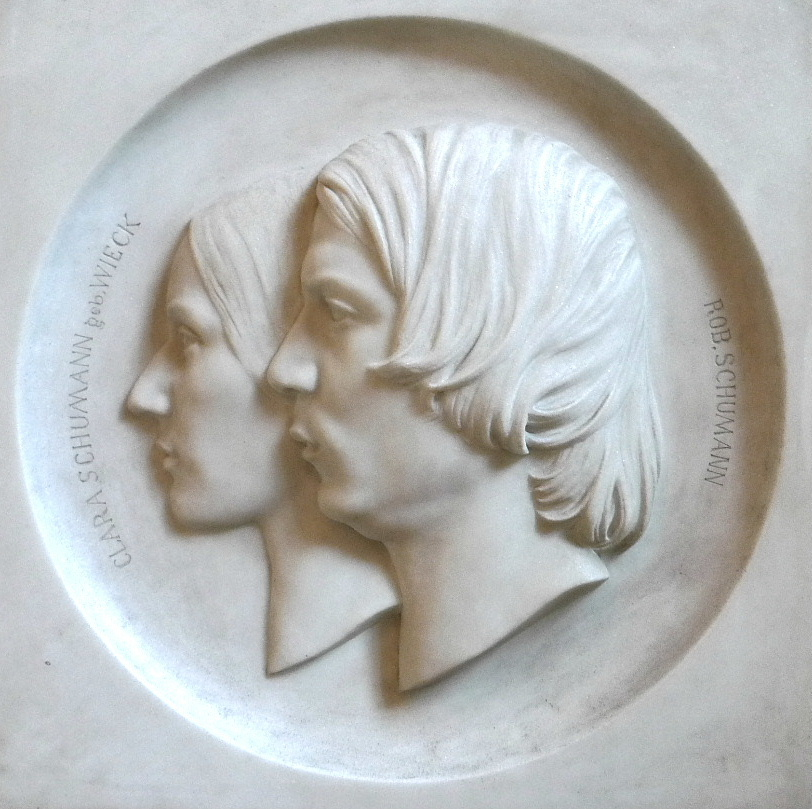
エルンスト・リーチェルによるシューマン夫妻のレリーフ（1846年）

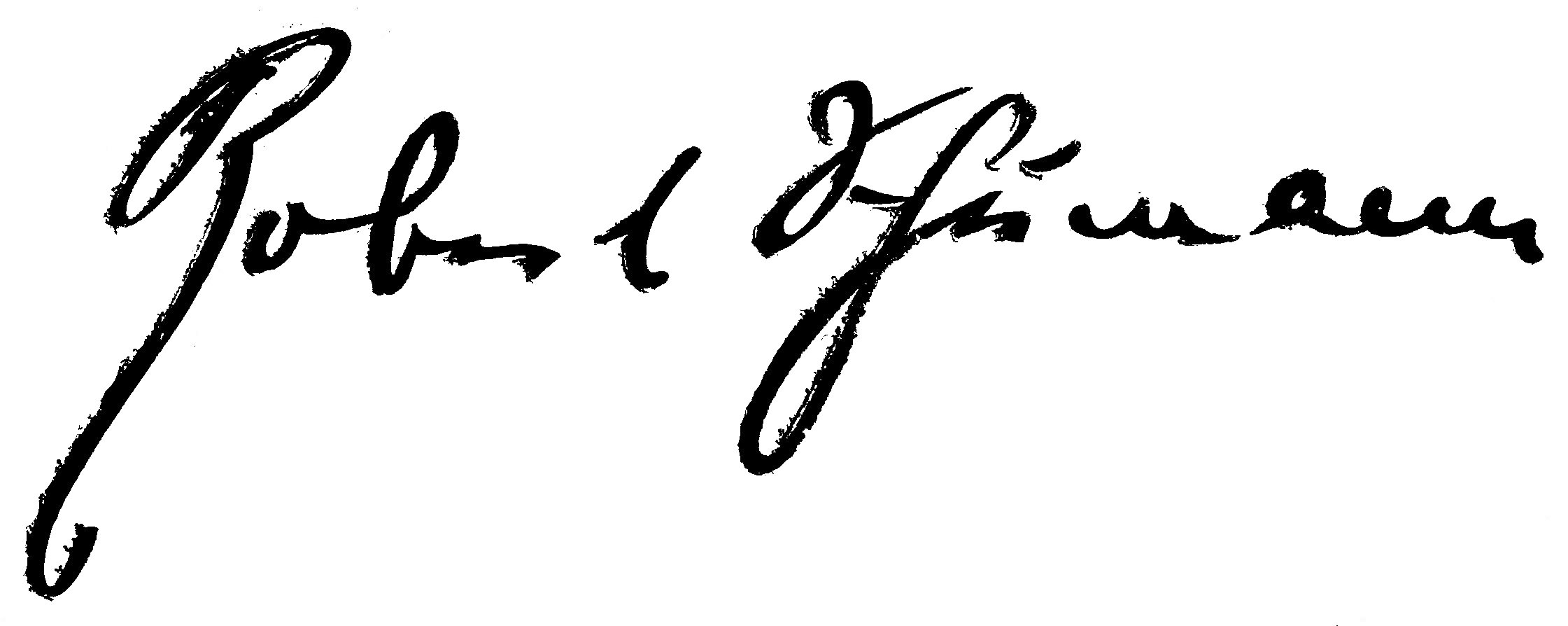
シューマンの署名

シューマンは子供のころから晩年に至るまで日記を書き続けており、ツヴィッカウのシューマンの生家の記念館には1828年から1853年までの旅日記がすべて保管されている。ブリオンは、シューマンの日記は後世の人に読ませる目的ではなく、彼にとって人間生活という荒れ狂う海を渡りぬくための航海日誌のようなものだったとしている。シューマンの妻となったクララも日記を付けており、しかも彼女が生まれた日から父親のヴィークがクララの一人称で代筆し、娘が筆を持つことができるようになると自分で毎日書くよう求めていた。
1830年ごろのシューマンについて、友人で楽長兼ピアニストだったトーマス・テークリヒスペックは次のように伝えている。
後年の精神疾患もあって内向的とされるシューマンの性格だが、ブリオンによれば、もともとの人間嫌いではなく、若い娘たちとのつきあいを好み、友情を重んじた。集まりに招かれると、仲間たちの前で演奏を楽しんだ。友人のテプケンは青年時代のシューマンの様子を次のように語っている。
とはいえ、シューマン最初期のピアノ作品の独創的で華麗な意匠が評価される中でも、彼はより客観的で普遍性への要求を自分に課していた。
シューマン夫妻には、8人の子供が生まれた。クララは子供が生まれるたびに演奏活動を中断しなければならなかったが、シューマンは家族が増えることを喜び、子供たちと楽しく過ごしていた。
シューマンの四女オイゲーニエは、父の思い出の中で次のように述べている。「父が21歳のとき、ゲーテの詩から『黄金の杖』として選び出した銘は、父の性格をよく表しています。その詩とは次のようなものです。『広い世界と人生の中で、長い歳月をたゆまず努力し、つねに探求し、かつ創り出し、うちに閉じこもらず、円熟を志す』」。
ブリオンは、シューマンが『ファウスト』の作者を人生の師として選んだのは正しかったが、彼の生涯がこの銘どおりとなったのはさらに見事だった、と述べている。

### バッハ、ベートーヴェン、シューベルト
シューマンは手紙に「私の手本とする双璧はバッハとベートーヴェンです」（1838年、ジモーニン宛て）と書き、とくにバッハ（J.S.バッハ）については「私の確信するところでは、バッハには到底かないません。彼は桁違いです」（ケーファーシュタイン宛て）、「（バッハは）芸術の半神であり、あらゆる音楽の根源」（哲学者クリューガー宛て）などと記している。
1840年にクララと結婚したシューマンは、二人でバッハの『平均律クラヴィーア曲集』を研究し、それが終わると、ベートーヴェンなどウィーン古典派の弦楽四重奏曲を勉強した。
また、1845年にドレスデンに移ったときにもバッハのオルガン曲を研究するためにピアノに足鍵盤（ペダル）を取り付けたペダルピアノを導入している。
デュッセルドルフ時代の1853年には、バッハの無伴奏ヴァイオリンのためのソナタとパルティータ全6曲と無伴奏チェロ組曲全6曲のピアノ伴奏部を作曲しているなど、折に触れてバッハ作品に立ち戻った。
ベートーヴェンに関しては、6歳のころからピアノ作品に親しんでおり、1825年ごろからはピアノ連弾で交響曲第3番「英雄」を演奏していた。
1828年からはライプツィヒ・ゲヴァントハウス管弦楽団の演奏会でベートーヴェンの交響曲に接しており、ベートーヴェンの9曲の交響曲の総譜のほか、弦楽四重奏曲（大フーガを除く全曲）、『ミサ・ソレムニス』、歌劇『フィデリオ』、ピアノ協奏曲第1番、同第4番、同第5番、レオノーレ序曲第1番 - 同第3番、コリオラン序曲、エグモント序曲、献堂式序曲、ピアノ三重奏曲第7番「大公」、七重奏曲、ピアノソナタ全曲、『歌唱・ヴァイオリン・チェロ・ピアノのための25のスコットランド民謡集』の楽譜を所有していた。
シューマンの『幻想曲』（作品17）では、ベートーヴェンの歌曲集『遥かなる恋人に』から「恋人よ、あなたのために歌うこのメロディーを受け取って下さい」の箇所が引用されていることで知られる。
このほか、『子供のためのアルバム』（作品68）の第2曲「兵士の行進」にベートーヴェンのヴァイオリンソナタ第5番「春」のスケルツォ楽章との類似が見られ、パロディーと考えられる。ピアノソナタ第2番（作品22）の終楽章でもベートーヴェンのヴァイオリンソナタ第9番「クロイツェル」の終楽章を意識したと考えられている。もっとも引用が明確なのは『謝肉祭』（作品10）の終曲「ダヴィッド同盟員の行進」で、ここではベートーヴェンのピアノ協奏曲第5番のフィナーレからの引用がはっきりと聴き取れる。
シューベルトについては、ライプツィヒに来て間もないころから友人たちと室内楽を演奏する際のお気に入りがピアノ三重奏曲第1番だった。シューマンはこのころからシューベルトに特別な親近感を抱き、「私だけのシューベルト」などと述べており、1828年11月、シューベルトの死去が報じられたときには夜通し泣いたという。
1829年5月からのハイデルベルク滞在中も、ピアノでもっとも多く演奏したのがシューベルト作品で、この時期に弾いたベートーヴェン作品はピアノ独奏曲ではなく室内楽曲が3曲のみだった。
シューマンは1838年秋からウィーンに滞在してシューベルトの交響曲第8番を発見し、1839年3月にメンデルスゾーンの指揮により初演された。このことは、1841年に交響曲第1番「春」が書かれたことと密接に関わっている。

### シューマンと同時代の作曲家たち

#### ベルリオーズ
シューマンの日記にエクトル・ベルリオーズ（1803年 - 1869年）の名前が初めて登場するのは1834年5月末である。1836年6月23日付の手紙では、自作のピアノソナタ第1番（作品11）をベルリオーズに送っている。ベルリオーズはこれに対し、序曲『宗教裁判官』（作品3）のスコアをシューマンに送った。序曲『宗教裁判官』は、シューマンが四手ピアノ版に編曲しており、これを同年3月の「新音楽時報」で紹介していた。
ベルリオーズの音楽は、その想像力、燃え上がる幻想、情熱の激しさによってシューマンを圧倒し、シューマンは彼を「ダヴィッド同盟」の一員と見なしていた。
とくに『幻想交響曲』をベートーヴェンの後継的な価値ある作品と位置づけ、ベルリオーズの管弦楽法を詳細に研究し、彼の音楽の「フモール」を高く評価した。
1843年1月、ベルリオーズはライプツィヒを訪れ、初めてシューマンと会った。滞在中、二人はたびたび食事し、顔を合わせた。しかしベルリオーズはピアノを好まず、シューマンの多くのピアノ作品になじめなかったという。
またクララは1839年2月にパリに演奏旅行しており、ベルリオーズに会ったが、よい印象を抱かなかった。
メンデルスゾーンもまたベルリオーズに批判的であり、シューマンのベルリオーズ評価は彼らとの議論や口論の原因ともなった。

#### メンデルスゾーン

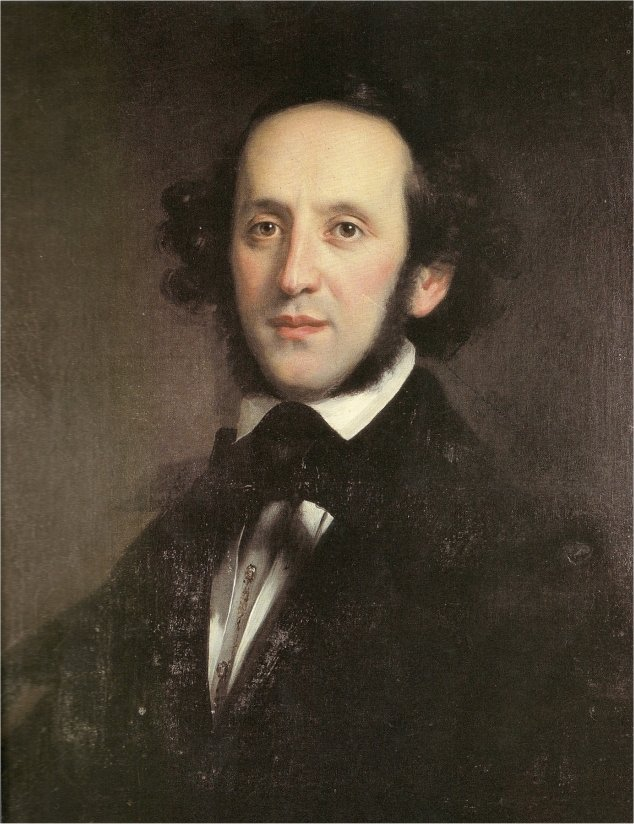
1846年のフェリックス・メンデルスゾーン（1809年 - 1847年）

フェリックス・メンデルスゾーン（1809年 - 1847年）に対しては、シューマンはその才能を畏敬の念を持って眺め、「19世紀のモーツァルト」と呼んだ。
1835年8月にライプツィヒで会って以降、二人の交際はメンデルスゾーンの死まで続いた。
一般的には、この二人の関係はシューマン側からの一方的・無制限の尊敬、メンデルスゾーン側からは適当な距離を置いた敬意及び度重なる援助と支持という形で了解されている。しかし、子細に見れば、シューマンのメンデルスゾーンへの態度は無条件の賛美ではなく、メンデルスゾーンの表現の過剰への反発や解釈上の衝突などが含まれていた。シューマンはメンデルスゾーンが指揮したベートーヴェンの第9交響曲について、第1楽章のテンポが速すぎると苦情を述べており、メンデルスゾーンの音楽の未来性については、回想録に次のように記している。

#### ショパン
同年生まれのフレデリック・ショパン（1810年 - 1849年）を、シューマンは1831年に「諸君、脱帽したまえ、天才だ」として紹介した。
これはシューマンが発表した初めての評論である。ショパンは1835年10月にライプツィヒを訪れ、シューマンはショパンの演奏を聴いて「新音楽時報」で報告した。その後も1836年から1842年までの間に、ショパンが出版したピアノ曲の大部分を「新音楽時報」で紹介した。シューマンはショパンをパリで最高のピアニストであり、作曲家だと考えていた。ショパンに大曲がないことを嘆き、当初はさらに広範で深みのある音楽を期待していたが、やがてその望みは叶わないだろうと落胆した。ショパンのピアノソナタ第2番（作品35）については全面的には支持せず、とくに終楽章については「これは音楽ではない」と述べている。一方のショパンは、シューマンの音楽にも批評にもほとんど無関心であり、たまに手紙でシューマンに触れることがあっても綴りを間違えたりした。

#### リスト

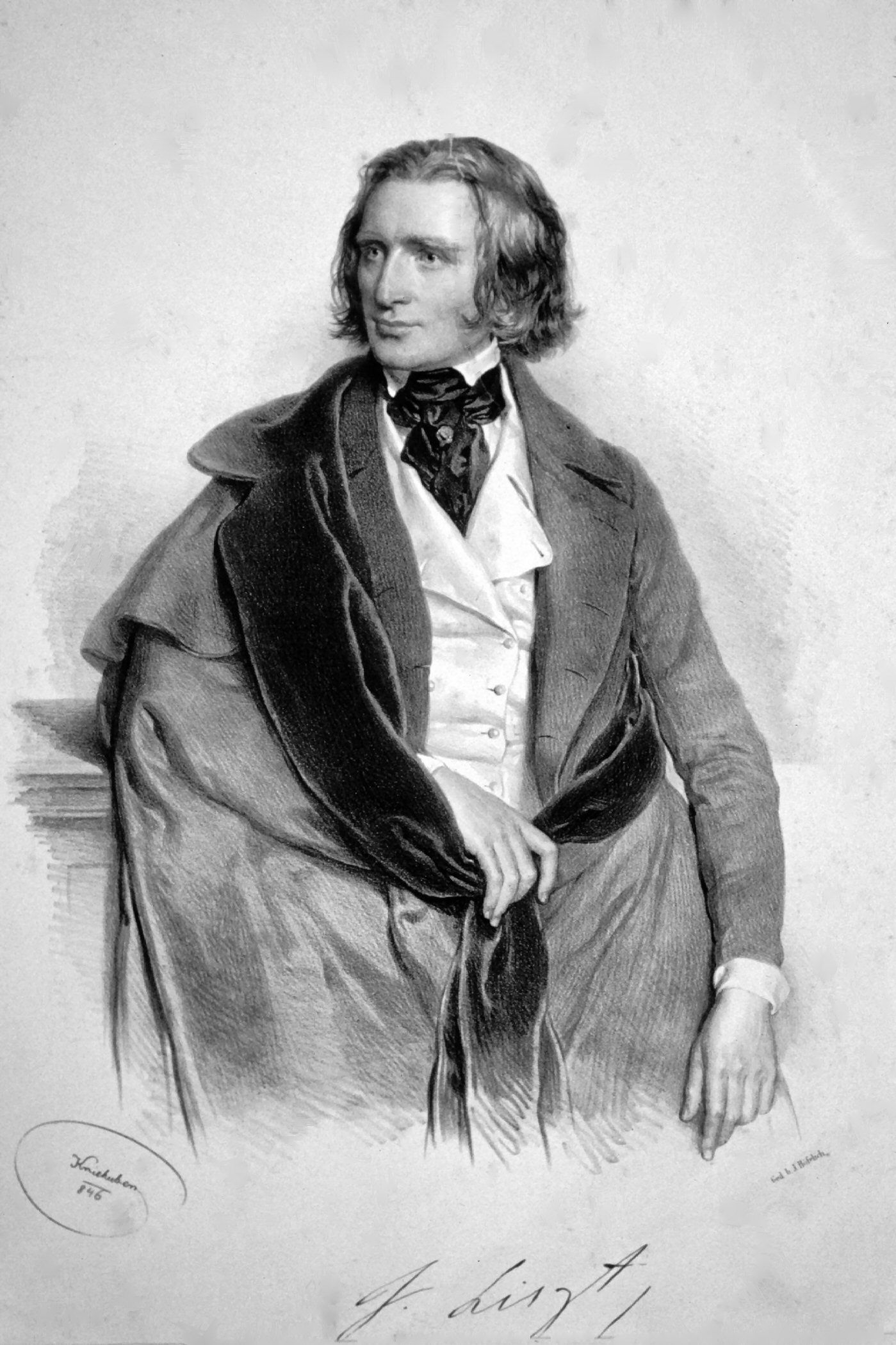
1846年のフランツ・リスト（1811年 - 1886年）

シューマンとフランツ・リストとの関係は複雑なものだった。
リストはシューマンをいち早く評価したひとりで、シューマンと共通する音楽観に立ってシューマンの詩的な音楽の理念を支持した。シューマンもリストも「詩的」という言葉を好んだが、二人においてこの言葉の意味するところは微妙に違っており、リストの場合はより標題音楽的な指向が強かった。
リストはまた、シューマンの変奏技巧の巧みさにも着目していて、変奏曲に関してはベートーヴェンの後継者だと位置づけていた。
リストはシューマンの作品の成長発展に深い影響を及ぼした。シューマンは自作をすべてリストに送って助言を求め、リストがコンサートでシューマンの曲を演奏することに感謝していた。リストはいずれシューマンにとってピアノはあまりにも物足りなくなると見抜き、1839年6月5日付けの手紙でシューマンに室内楽曲の作曲を勧めている。シューマンが室内楽曲の分野に足を踏み入れたのは1842年である。こうした経緯から、1840年に初めてリストに会ったシューマンは、「お互いに20年来の知己のように思えた」と語っている。
しかし一方で、シューマンはリストの成金趣味や上流階級志向に困惑を覚えた。
また、メンデルスゾーンによればリストは「スキャンダルと音楽的理想像との間を往復し続ける人物」であり、シューマンの妻クララはリストを「ピアノの粉砕者」と呼んでいた。シューマンはリストのあまりに華やかな個性に次第に耐えられなくなっていった。
シューマンのドレスデン時代、1848年6月に二人の間に有名な諍いが起こっている。グスタフ・ヤンゼンの伝えるところによれば、リストがシューマン夫妻を突然訪問することになり、シューマンはリストを迎えるために音楽付きの晩餐会を準備した。しかしリストは約束の時刻から2時間も遅れてやってきた。音楽家たちがシューマンのピアノ四重奏曲を演奏すると、リストは「いかにも『ライプツィヒ流儀』だね」と評し、晩餐会は気まずい雰囲気となった。やがてメンデルスゾーンとマイアベーアの功績について議論が始まると、リストはマイアベーアを賞賛してメンデルスゾーンを批判した。メンデルスゾーンは前年11月に世を去っており、怒りを爆発させたシューマンはリストの両肩をつかみ、「メンデルスゾーンのような音楽家をそんな風にいえるあなたは、いったいどれほどの人間なのだ？」と叫んで部屋を出て行った。リストはクララに向き直り、「彼は私にきついことをいわれましたが、彼は、私がそうした言葉を冷静に受け止めることができたただ一人の相手です」と言った。
ウォーカーは、この事件をライプツィヒとヴァイマルのほぼ20年間にわたる音楽界のライヴァル同士の争いの発端ともいえるものだったとしている。リストは1848年にヴァイマルに居を定め、この地を新しい音楽の拠点にしようとしていた。古典主義的理想を信じ、交響曲を守ろうとしたシューマンに対し、リストは標題に基づく交響詩を考案し、ワーグナーとともに「芸術の総合」を唱えるようになっていった。このような文化的分裂は、後のブラームスとワーグナーをそれぞれの理論的頭目とする「ロマン派時代の大抗争」へと発展していく。
後にシューマンは長い手紙を書いてリストに送ってこの件を水に流した。手紙の最後は「大切なことは絶えず努力し、向上することです」と結ばれている。
事件後もリストはヴァイマルでシューマンの作品を指揮とピアノの両面にわたって積極的に取り上げている。『ゲーテのファウストからの情景』第3部、『メッシーナの花嫁』序曲、劇付随音楽『マンフレッド』抜粋、交響曲第4番、ピアノ協奏曲、4本のホルンと管弦楽のためのコンツェルトシュテュックなどである。

#### ワーグナー

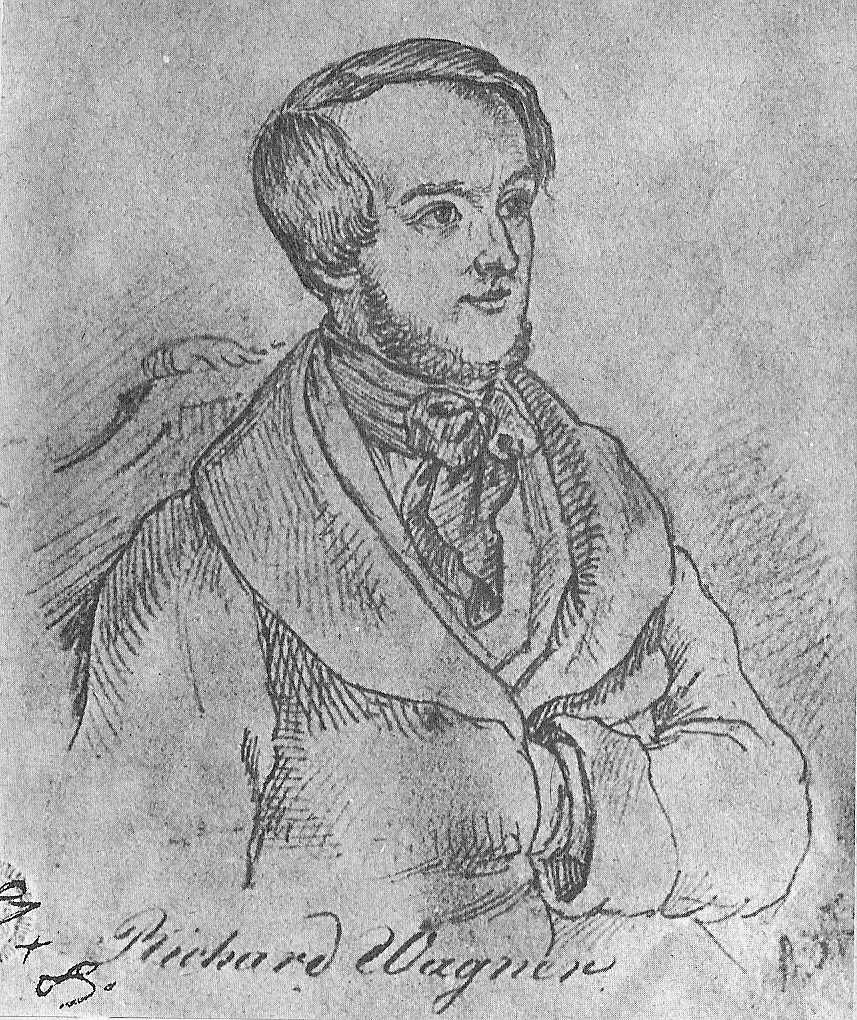
1842年のリヒャルト・ワーグナー（1813年 - 1883年）

リヒャルト・ワーグナーはライプツィヒの生まれであり、シューマンとの知己はワーグナーがまだ10歳代の1831年からである。
後にワーグナーはドレスデンの宮廷歌劇場の指揮者を務め、シューマンがドレスデンに移ったことで再会するが、この二人が打ち解けることはなかった。
シューマンが交誼を結んだフェルディナント・ヒラーの集いで二人は再三顔を合わせたものの、シューマンはワーグナーのオペラが好きになれず、マイアベーアの影響下にあって、イタリア趣味に毒されていると判断した。また、「彼（ワーグナー）のおしゃべりの才能には呆れてしまう。彼の頭の中は、いつも自分の考えでいっぱいなのだ」と語った。これに対してワーグナーは「シューマンは保守的すぎて、私の考えを受け入れることができないのだ」と非難し、シューマンの傷つきやすい性格を「行かず後家」と称して嘲笑した。
ワーグナーのオペラ『タンホイザー』については、シューマンは故意に沈黙を守った。
1845年10月に『タンホイザー』に接したシューマンは、2年後の1847年8月7日に次のように記した。
しかし、シューマンの詳細な評論は最後まで保留された。
シューマンのこのような態度は、後のブラームスのワーグナーに対する態度に通じるものがある。ブラームスはワーグナーに終始距離を置いていたが、ワーグナーのブラームスに対する態度に比較すれば、ずっと公平なものだった。ブラームスはウィーンからヨアヒムに宛てた手紙に、「いまワーグナーが当地にいる。そして僕はワグネリアンということになるだろう。もちろんこれは矛盾だが、当地の音楽家が彼に反対する軽率な仕方をみると、思慮ある人間としてはこの矛盾もあえて冒したくなるのだ」（1862年12月29日）と書いている。

## 楽器
ロベルト・シューマンが演奏した楽器として非常によく知られているのは、コンラート・グラーフのグランドピアノである。このピアノは、1839年にロベルトとクララが結婚した際、ピアノ製作者から贈られた物だった。この楽器はデュッセルドルフのシューマンの仕事場に置かれ、後にクララ・シューマンからヨハネス・ブラームスに譲渡された。そして何箇所かに移送された後に楽友協会が受け取り、現在はウィーンの美術史美術館に展示されている。

## 年譜
（以下は門馬直美著『シューマン』に基づく。）
- 1810年6月8日、ザクセン王国ツヴィッカウにて誕生。
- 1816年、6歳、デーナー経営の私立学校に入学。
- 1817年、7歳、このころヨハン・クンチュのもとでピアノの勉強を開始、ドレスデンでウェーバー指揮のベートーヴェンの交響曲を聴く。
- 1819年、9歳。カールスバートでモシェレスの演奏を聴く。この頃ライプツィヒでモーツァルトのオペラ『魔笛』を観る。
- 1820年、10歳。ツヴィッカウのギムナジウムに入学。
- 1822年、12歳。詩篇150篇。序曲と合唱（農夫の合唱）
- 1823年、13歳。父の刊行する雑誌に短文を掲載しはじめる。
- 1825年、15歳。ギムナジウムで「ドイツ文学」サークルのリーダーとなる。
- 1826年、16歳。姉エミーリエが自殺。父アウグスト没。
- 1827年、17歳。この頃からジャン・パウルに熱中する。リディ・ヘンパー、ナンニ・パッチュとの恋愛体験。アグネス・カールスと出会い、親しく交流する。
- 1828年、18歳。3月、ギムナジウムを修了。ライプツィヒ大学法科に入学する。バイロイト、アウクスブルク、ミュンヘン（ハイネに会う）などを旅行。5月、ライプツィヒに到着。自作の歌曲をヴィーデバインに送る。フリードリヒ・ヴィークの下でピアノを学びはじめる。
- 1829年、19歳。5月、フランクフルト、コブレンツなどを旅行し、ハイデルベルクに到着。ハイデルベルク大学法科に移り、ティボー教授のサークルで音楽に親しむ。8月、スイス、イタリアに旅行。
- 1830年、20歳。フランクフルトでパガニーニの演奏を聴き、音楽家になることを決意。10月、ライプツィヒに戻りヴィーク家に下宿する。聖トーマス教会カントールのヴァインリヒに音楽理論を学ぶ。『アベッグ変奏曲』作品1。
- 1831年、21歳。ヴァインリヒの元を去り、ハインリヒ・ドルンに師事。『蝶々』作品2。
- 1832年、22歳。指を痛めて作曲家への転向を決意する。11月、『ツヴィッカウ交響曲』がツヴィッカウで初演される。ライプツィヒの音楽雑誌『一般音楽新聞』にショパンを紹介する論文を寄稿する。『パガニーニ練習曲集』作品3。
- 1833年、23歳。10月に兄嫁ロザーリエ、11月に兄ユリウスが没。神経衰弱の症状が現れる。『クララ・ヴィークの主題による即興曲集』作品5。
- 1834年、24歳。音楽雑誌『新音楽時報』を創刊。エルネスティーネ・フォン・フリッケンと恋愛。
- 1835年、25歳。フェリックス・メンデルスゾーンがライプツィヒ・ゲヴァントハウス管弦楽団の常任指揮者に就任。ヴィーク家でモシェレスに会う。ベルリオーズの『幻想交響曲』についての評論を『新音楽時報』に寄稿する。12月、クララ・ヴィークがメンデルスゾーンの指揮でライプツィヒでデビュー。『謝肉祭』作品9、ピアノソナタ第1番作品11。
- 1836年、26歳。2月、母ヨハンナが没。
- 1837年、27歳。8月、クララとひそかに婚約する。9月、クララとの結婚の同意をヴィークに求めるが拒絶される。『ダヴィッド同盟舞曲集』作品6、『交響的練習曲』作品13。
- 1838年、28歳。10月から翌1839年4月までウィーンに滞在。『子供の情景』作品15、『クライスレリアーナ』作品16。
- 1839年、29歳。1月1日、フランツ・シューベルトの兄フェルディナントを訪問、交響曲第8番の草稿を発見する。『花の曲』作品19、『夜想曲集』作品23。
- 1840年、30歳。「歌曲の年」　2月、イェーナ大学より哲学博士の称号を授与される。3月、ライプツィヒを訪れたリストと知り合う。9月、クララと結婚。『ウィーンの謝肉祭の道化』作品26、『リーダークライス』作品24、同作品39、『ミルテの花』作品25、『女の愛と生涯』作品42、『詩人の恋』作品48。
- 1841年、31歳。「交響曲の年」　9月、長女マーリエ誕生。11月、クララとともにヴァイマルに演奏旅行。交響曲第1番「春」、ニ短調交響曲（後に改訂）。
- 1842年、32歳。「室内楽の年」　2月、クララとともにブレーメンなどに演奏旅行。3月、一人でライプツィヒに戻る。弦楽四重奏曲作品41（3曲）、ピアノ五重奏曲作品44、ピアノ四重奏曲作品47。
- 1843年、33歳。「オラトリオの年」　ライプツィヒにやってきたベルリオーズと知り合う。4月、ライプツィヒ音楽院教授となる。次女エリーゼ誕生。12月、ヴィークと和解。オラトリオ『楽園とペリ』作品50。
- 1844年、34歳。クララと5ヶ月間のロシア演奏旅行。「新音楽時報」の編集主幹を辞任する。12月、ライプツィヒ音楽院教授を辞職し、ドレスデンへ移り住む。
- 1845年、35歳。三女ユーリエ誕生。ピアノ協奏曲作品54。
- 1846年、36歳。2月、長男エミール誕生。クララとウィーン、プラハなどに演奏旅行。交響曲第2番作品61。
- 1847年、37歳。6月、長男エミール没。7月、故郷ツヴィッカウでシューマン音楽祭が開かれる。11月、メンデルスゾーン没。リーダーターフェルの指揮者となる。混声合唱団を創設する。ピアノ三重奏曲第1番作品63、同第2番作品80。
- 1848年、38歳。1月、次男ルートヴィヒ誕生。『子供のためのアルバム』作品68。
- 1849年、39歳。5月、3月革命の騒動を避けてドレスデンから避難。7月、三男フェルディナント誕生。オペラ『ゲノフェーファ』作品81、『マンフレッド序曲』作品115、『森の情景』作品82。
- 1850年、40歳。1月、『楽園とペリ』が上演され、成功を収める。ブレーメンなどへ演奏旅行。デュッセルドルフ市音楽監督の職を受諾。6月、ライプツィヒで『ゲノフェーファ』を上演。バッハ協会設立に尽力。9月、デュッセルドルフに移る。交響曲第3番「ライン」作品97、チェロ協奏曲作品129。
- 1851年、41歳。デュッセルドルフの合唱団と管弦楽団とのトラブルが起こる。12月、四女オイゲーニエ誕生。『ばらの巡礼』作品112、幻想小曲集作品111、ピアノ三重奏曲第3番作品110、ヴァイオリンソナタ第1番作品105、同第2番作品121。
- 1852年、42歳。精神障害の症状が悪化。『レクイエム』作品148。
- 1853年、43歳。低ライン音楽祭にて交響曲第4番が演奏され大成功を博す。9月、ブラームスと出会い、「新音楽時報」に「新しい道」を寄稿。『音楽と音楽家についての著作集』をまとめ、出版に向けて準備（翌1854年刊）。ミサ曲作品147、『ゲーテのファウストからの情景』、ヴァイオリンと管弦楽のための幻想曲作品131、F.A.E.ソナタ。
- 1854年、44歳。1月ハノーファー旅行。2月、幻聴などの精神症状が悪化、ライン川に投身自殺を図る。3月、ボン近郊エンデニヒの療養所に収容される。6月、四男フェリックス誕生。
- 1856年、7月29日、46歳で没。

### シューマンを題材にした作品
映画
- 『愛の調べ』：1947年のアメリカ映画。クラレンス・ブラウン製作・監督、ポール・ヘンリード、キャサリン・ヘプバーンほか出演。
- 『哀愁のトロイメライ』：1981年のドイツ映画。監督はペーター・シャモニ。ナスターシャ・キンスキーほか出演。
- 『クララ・シューマン 愛の協奏曲（ドイツ語版）』：2007年のドイツ映画。

音楽作品
- ハインツ・ホリガー：『灰の音楽―ロマンセンドレス Romancendres』（2003年） - クララにより廃棄されたシューマンの最晩年の曲『ピアノとチェロのためのロマンス』（1853年、1893年廃棄）に触発されて作曲したピアノとチェロのための作品[240]。

小説
- 奥泉光：『シューマンの指』（2010年）

### その他
小惑星(4003) Schumannはシューマンの名前にちなんで命名された。